# Kalendarium inwazji Rosji na Ukrainę – wrzesień 2023
| 2022        | 2023        | 2024        | 2025        |
| ----------- | ----------- | ----------- | ----------- |
| –           | styczeń     | styczeń     | styczeń     |
| luty        | luty        | luty        | luty        |
| marzec      | marzec      | marzec      | marzec      |
| kwiecień    | kwiecień    | kwiecień    | kwiecień    |
| maj         | maj         | maj         | maj         |
| czerwiec    | czerwiec    | czerwiec    | czerwiec    |
| lipiec      | lipiec      | lipiec      | lipiec      |
| sierpień    | sierpień    | sierpień    | sierpień    |
| wrzesień    | wrzesień    | wrzesień    | wrzesień    |
| październik | październik | październik | październik |
| listopad    | listopad    | listopad    | listopad    |
| grudzień    | grudzień    | grudzień    | grudzień    |

## Wrzesień 2023

### 1 września

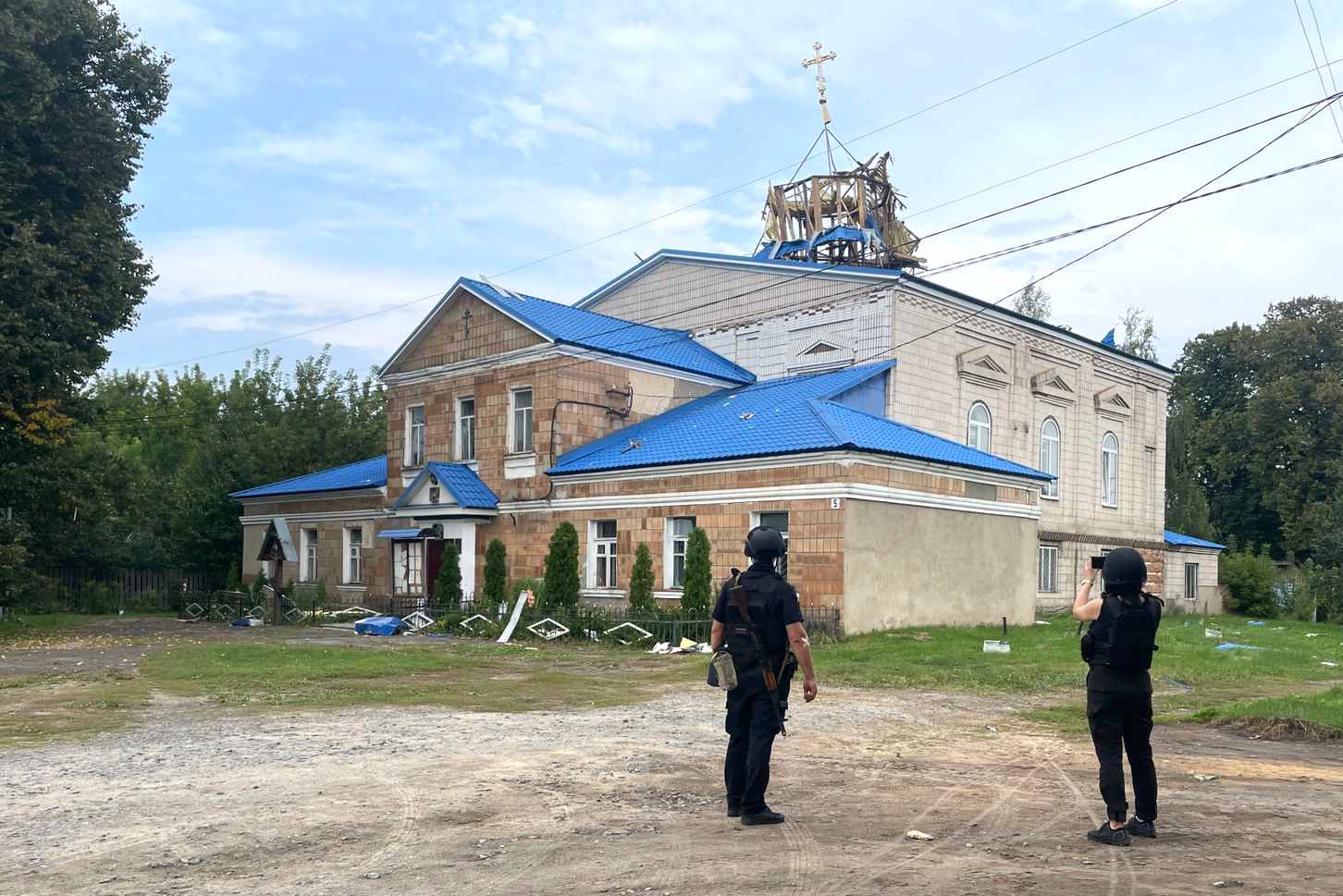
Cerkiew Narodzenia Matki Bożej (1783) w mieście Seredyna-Buda po rosyjskim ostrzale.

Wiceminister obrony Ukrainy Hanna Malar oświadczyła, że siły ukraińskie pokonały rosyjską „pierwszą linię obrony” w niektórych rejonach na froncie zaporoskim, jednak sytuacja pozostawała trudna ze względu na dodatkowe rosyjskie betonowe fortyfikacje i gęste pola minowe. Kurdiumiwka, Kliszczijiwka i Andrijiwka stały się centrum działań wojennych, jednak Ukraińcy odnotowali tam „pewne sukcesy”. Na północnej flance Bachmutu Rosjanie bezskutecznie próbowali atakować. Na kierunku Łymanu i Bachmutu sytuacja się ustabilizowała, ale walki trwały nadal.
Sztab Generalny Ukrainy podał, że kontynuowano ofensywę w kierunku Melitopola, okopując się na zajętych obszarach i atakując ogniem kontrbateryjnym. Rosja koncentrowała się na atakach w kierunkach Kupiańska, Bachmutu, Awdijiwki i Marjinki, gdzie odparto do 45 ataków. W kierunku kupiańskim Rosjanie prowadzili nieudane ataki w pobliżu Nowoseliwskiego. W kierunku bachmuckim prowadzono bezskuteczne ataki w rejonie Kurdiumiwki. W kierunkach awdijiwskim i marjińskim wojska rosyjskie prowadziły ataki w pobliżu Siewernego i Krasnohoriwki. W ciągu doby FR przeprowadziła cztery ataki rakietowe, 39 nalotów i 42 ostrzały na pozycje ukraińskie i tereny zaludnione (odnotowano zabitych i rannych wśród cywilów oraz zniszczoną infrastrukturę). Lotnictwo ukraińskie dokonało sześciu nalotów na miejsca koncentracji i pięciu na przeciwlotnicze systemy rakietowe, z kolei artyleria uderzyła w cztery obszary koncentracji, 10 jednostek artylerii, dwa punkty kontrolne, trzy składy amunicji i stację radiolokacyjną.
Administracja Wojskowa poinformowała, że o 12:50 czasu lokalnego Rosjanie przeprowadzili atak rakietowy na Chersoń, w wyniku którego zginął 34-letni mężczyzna. Według Sił Powietrznych Ukrainy w nocy armia rosyjska wystrzeliła na Ukrainę dwie rakiety Kalibr, z których jedna została zestrzelona, a druga trafiła w prywatne przedsiębiorstwo w obwodzie winnickim, raniąc osiem osób. Władze miasta Kalinówka poinformowały, że w wyniku spadających szczątków rakiet zostały zniszczone budynki i pojazdy, a kilka osób zostało rannych. W ciągu dnia siły rosyjskie ostrzelały miasto Seredyna-Buda w obwodzie sumskim, w rezultacie czego cztery osoby zostały ranne. Uszkodzonych zostało 16 bloków i 12 budynków prywatnych, przedszkole i biblioteka, szkoła artystyczna, budynki oświatowe, komisariat policji, bank i dwa sklepy. Ponadto gubernator Ołeksandr Prokudin stwierdził, że w obwodzie chersońskim z 15 tys. budynków cywilnych, zniszczonych od początku rosyjskiej inwazji, prawie 5 tys. nie nadaje się do odbudowy, z kolei wysadzenie przez Rosjan zapory wodnej w Nowej Kachowce spowodowało zniszczenie 1300 budynków.
Ministerstwo Obrony Rosji podało, że trzy drony zostały zniszczone przez obronę przeciwlotniczą nad obwodami pskowskim i biełgorodzkim, a kolejny uderzył w fabrykę produkującą komponenty elektroniczne do rakiet w Lubiercach w obwodzie moskiewskim, powodując zamknięcie okolicznych lotnisk. Gubernator Roman Starowojt powiedział, że co najmniej dwa budynki zostały uszkodzone w wyniku kolejnego ukraińskiego ataku dronów w Kurczatowie w obwodzie kurskim.
Brytyjskie MON podało, że Rosjanie próbowali zatrzymać ukraińską kontrofensywę na południu, rozdzielając oddziały ukraińskie między Orichiw i Kupiańsk, jednak w związku z tym sami ryzykowali podzieleniem swoich sił. Ukraińcy kontynuowali ofensywy na południe od Orichiwa, a ich jednostki docierały do głównej rosyjskiej linii obrony. Tymczasem siły rosyjskie (58 Armia Ogólnowojskowa i wojska powietrznodesantowe) starały się powstrzymać ukraińską kontrofensywę, jednocześnie utrzymując własny atak wokół Kupiańska. Institute for the Study of War (ISW), powołujące się na informacje od szefa ukraińskiego wywiadu generała Kyryło Budanowa, podało, że zaobserwowano przemieszczenia sił rosyjskich w obwodzie ługańskim. Rosjanie dostarczyli tam świeże siły wojskowe, które prawdopodobnie były „armią rezerwową” (25 Armia Ogólnowojskowa), utworzoną w czerwcu tego roku. W ocenie Instytutu żołnierze tej formacji nie przeszli pełnego szkolenia i nie byli gotowi do walki. Tymczasem siły ukraińskie kontynuowały ofensywy w pobliżu Bachmutu i w zachodnim obwodzie zaporoskim, robiąc pewne postępy na obu odcinkach frontu. Z kolei Rosjanie przeprowadzili ataki na linii Kupiańsk–Swatowe–Kreminna, w pobliżu Bachmutu, na linii Awdijiwka–Donieck, na granicy obwodu donieckiego i zaporoskiego oraz w zachodnim obwodzie zaporoskim, ale nie zrobili żadnych potwierdzonych postępów. Ponadto rosyjscy urzędnicy kontynuowali wysiłki mające na celu przymusową indoktrynację ukraińskiej młodzieży w kierunku rosyjskiej kultury i tożsamości poprzez integrację szkół na zajętej Ukrainie z rosyjskim systemem edukacji.
Ośrodek Studiów Wschodnich (OSW) podał, że w atakach prowadzonych w dniach 26–29 sierpnia w kierunku miejscowości Werbowe na południe od Orichiwa siły ukraińskie przekroczyły pierwszy pas umocnień pierwszej linii obrony Rosjan w obwodzie zaporoskim. W rejonie Werbowego Rosjanie przenieśli się na drugi pas, którego element stanowią zachodnie obrzeża miejscowości, a według ukraińskiego SG ich kontrataki zakończyły się niepowodzeniem. Ukraińcy osiągnęli pierwszy pas umocnień rosyjskich na południowy wschód od Robotynego. Intensywność starć w innych rejonach walk pozostawała ograniczona i nie spowodowały one zmian większych zmian na froncie. Obie strony wzmogły działania dywersyjne w obwodzie chersońskim; Ukraińcy podjęli kolejną próbę utworzenia przyczółku na lewym brzegu Dniepru w okolicach mostu Antoniwskiego, a Rosjanie wylądowali na leżącej przy prawym brzegu wyspie Nestryha.
Według japońskiego dziennika Kyodo News zdjęcia satelitarne ujawniły, że Rosja wycofała systemy rakiet przeciwlotniczych S-300 oraz starsze czołgi i artylerię z Wysp Kurylskich w ramach ewentualnego przemieszczenia na Ukrainę.
Brytyjski koncern zbrojeniowy BAE Systems otworzy oddział na Ukrainie w ramach przygotowań do produkcji i napraw lekkich haubic L119 dla armii ukraińskiej. Prezydent Wołodymyr Zełenski spotkał się z dyrektorem generalnym Charlesem Woodburnem, w wyniku czego doszło do podpisania umów o współpracy dotyczących lokalizacji fabryki oraz w zakresie naprawy, części zamiennych i produkcji nowych haubic L119. Pierwsi ukraińscy żołnierze ukończyli szkolenie na czołgach M1 Abrams w Stanach Zjednoczonych w oczekiwaniu na ich dostawę na Ukrainę. USA zapowiedziało również, że w ramach nowego pakietu pomocy wojskowej o wartości 240–375 mln dolarów zostaną dostarczone Ukrainie pociski przeciwpancerne ze zubożonego uranu, które można wystrzelić z czołgów M1 Abrams.
Dwa kontenerowce opuściły Odessę tymczasowym korytarzem wprowadzonym przez Ukrainę na Morzu Czarnym. Wicepremier Ukrainy Ołeksandr Kubrakow powiedział, że statki to Anna Theresa, pływająca pod banderą Liberii oraz Ocean Courtesy pod banderą Wysp Marshalla.

### 2 września

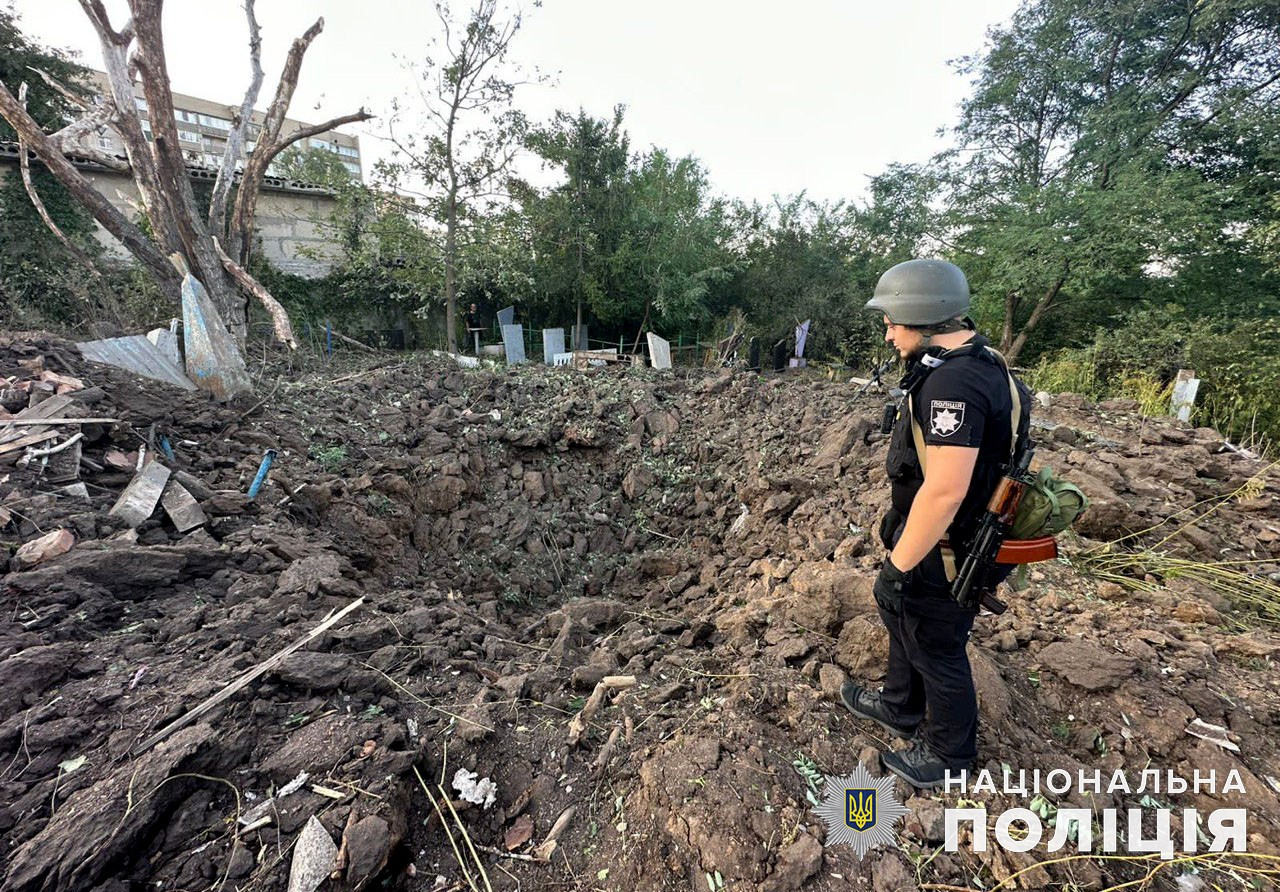
Cmentarz w Kramatorsku po rosyjskim ostrzale z wyrzutni rakietowych.

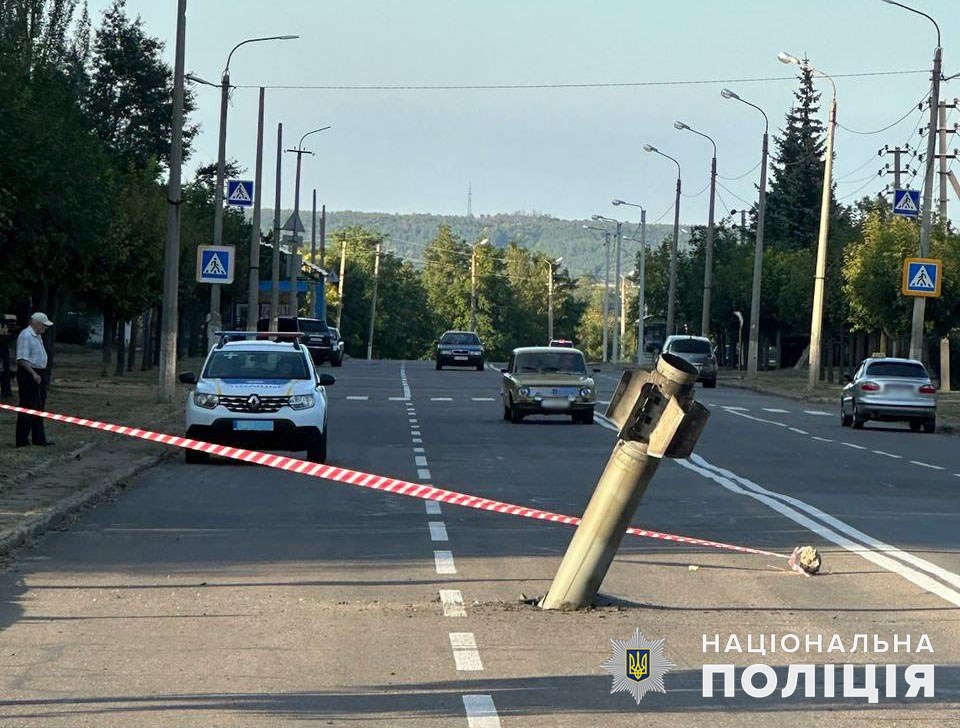
Rakieta utknęła w drodze w pobliżu budynku mieszkalnego w Kramatorsku po rosyjskim ostrzale.

Według generała Ołeksandra Tarnawskiego armia ukraińska podczas kontrofensywy w obwodzie zaporoskim przedarła się przez pierwszą i najsilniejszą z kilku rosyjskich linii obrony, stwierdzając, że: „Jesteśmy teraz pomiędzy pierwszą a drugą linią obrony”. Dodał także, że wojska ukraińskie napierały po obu stronach wyłomu i umacniały swoje pozycje na terytorium zajętym w trakcie niedawnych walk. Tarnawski oszacował także, że Rosja poświęciła 60% swojego czasu i zasobów na budowę pierwszej linii obrony, a tylko po 20% na drugiej i trzeciej, ponieważ Rosjanie nie spodziewali się, że Ukraińcy przedostaną się przez pierwszą linię.
SG Ukrainy poinformował, że kontynuowano ofensywę w kierunku Melitopola, okopując się na zajętych obszarach i atakując ogniem kontrbateryjnym. Rosjanie atakowali w kierunkach Łymanu, Awdijiwki i Marjinki, gdzie odparto do 30 ataków. W kierunku łymańskim FR prowadziła nieudane ataki w rejonie Nowojehoriwki. W kierunkach awdijiwskim i marjińskim wojska rosyjskie prowadziły ataki na wschód od Siewiernego oraz na południe od Krasnohoriwki i Nowomychajliwki. W ciągu doby Rosja przeprowadziła dwa ataki rakietowe, 49 nalotów i 66 ostrzałów na pozycje ukraińskie i tereny zaludnione (odnotowano zabitych i rannych wśród cywilów oraz zniszczoną infrastrukturę). Lotnictwo ukraińskie dokonało 10 nalotów na miejsca koncentracji i trzech na przeciwlotnicze systemy rakietowe; artyleria zaatakowała sześć obszarów koncentracji, 12 jednostek artylerii, dwa składy amunicji, dwa punkty kontrolne i przeciwlotniczy kompleks rakietowy. Dziennik The New York Times poinformował, że na południu Ukrainy, gdzie trwała kontrofensywa, Rosjanie pokrywali pola minowe środkami łatwopalnymi i podpalali je za pomocą pocisków zrzucanych z dronów w momencie, gdy Ukraińcy zaczynali rozminowywać teren.
Gubernator Ołeksandr Prokudin poinformował, że siły rosyjskie uderzyły bombami lotniczymi w dzielnicę mieszkaniową we wsi Odradokamjanka, zabijając jednego cywila i raniąc dwóch kolejnych, w tym jednego krytycznie; ataki uszkodziły kilka domów. Narodowa Policja Ukrainy podała, że w wyniku rosyjskiego ostrzału wsi Seredyna-Buda zginął Rusłan Faraonow, 32-letni śledczy i kapitan policji. Według władz ukraińskich Rosjanie przeprowadzili nalot na Wuhłedar, uderzając w budynek mieszkalny oraz zabijając dwie osoby i raniąc dwie kolejne. Ostrzelano także osiem miejscowości w obwodzie donieckim, w tym Awdijiwkę, Kramatorsk, Krasnohoriwkę, Torećk, Czasiw Jar oraz wsie Predteczyne i Urozajne, w wyniku czego zostało uszkodzonych co najmniej 26 obiektów cywilnych: trzy budynki mieszkalne, drogi, samochody i cmentarz. Kramatorsk został ostrzelany za pomocą BM-30 Smiercz.
Ministerstwo Obrony Rosji stwierdziło, że zniszczono trzy morskie drony próbujące zaatakować Most Krymski. Gubernatorzy obwodów biełgorodzkiego i kurskiego powiedzieli, że Ukraina zaatakowała obszar Rosji za pomocą wyrzutni rakiet, moździerzy i dronów. W wiosce Urazowo zginęła jedna osoba, a dwie zostały ranne oraz uszkodzono 20 domów. Z kolei we wsi Uspienowka została ranna kobieta.
W opinii ISW Ukraińcy kontynuowali kontrofensywę w zachodnim obwodzie zaporoskim i według doniesień posunęli się naprzód oraz kontynuowali ataki na co najmniej jednym odcinku frontu, robiąc postępy w okolicach Bachmutu, w zachodnim obwodzie donieckim i zachodnim obwodzie zaporoskim. Z kolei siły rosyjskie przeprowadziły ataki na linii Kupiańsk–Swatowe–Kreminna, w pobliżu Bachmutu, na linii Awdijiwka–Donieck oraz zachodnim obwodzie zaporoskim, posuwając się naprzód na niektórych odcinkach frontu. Ponadto Doniecka Republika Ludowa utworzyła własne jednostki Rosgwardii, których elementy podobno działały na linii frontu oraz na odległych tyłach okupowanej Ukrainy. Według brytyjskiego Ministerstwa Obrony władze Rosji próbowały rekrutować do walk na Ukrainie obywateli sąsiednich państw oraz imigrantów zarobkowych z Azji Środkowej, licząc na uniknięcie mobilizacji w kraju. Od czerwca 2023 roku Rosja zwraca się do obywateli sąsiednich krajów poprzez ogłoszenia rekrutacyjne, m.in. w Armenii i Kazachstanie oferowano 5140 dolarów na start i pensje od 1973 dolarów. Zdaniem Ministerstwa „w Rosji przebywało co najmniej 6 mln migrantów z Azji Środkowej, których prawdopodobnie postrzegano jako potencjalnych rekrutów. Rosja chce uniknąć dalszych niepopularnych środków w postaci mobilizacji wewnętrznej w okresie poprzedzającym wybory prezydenckie w 2024 roku”.

### 3 września
Rzecznik ukraińskiego SG Ołeksandr Sztupun stwierdził, że „pierwsza linia obrony była gęsto zaminowana, z betonowymi fortyfikacjami i dużą liczbą broni przeciwpancernej. Nie można powiedzieć, że druga linia obrony jest inna. Są tu również dość potężne fortyfikacje, ale mamy możliwość manewrowania sprzętem i wojskami”. Dodał, że pokonywanie pól minowych było mozolne, ponieważ wszystko wykonywano ręcznie, a Rosjanie wzięli na cel ciężki sprzęt, dlatego trzeba go było wycofać z frontu. Według niego rozminowanie drugiej linii obrony zostanie przeprowadzone kompleksowo. Jego zdaniem sukces w Zaporożu pozwoli na rozmieszczenie większej liczby żołnierzy w rejonach przełamania. Z kolei wojska rosyjskie po przełamaniu zaczęły ściągać rezerwy i angażować do obrony siły powietrznodesantowe.
Ukraiński Sztab podał, że kontynuowano ofensywę w kierunku Melitopola, okopując się na zajętych obszarach i atakując ogniem kontrbateryjnym. FR skupiała się na atakach w kierunkach Awdijiwki, Marjinki i Zaporoża, gdzie odparto do 30 ataków. W kierunkach awdijiwskim i marjińskim siły rosyjskie prowadziły nieudane ataki w rejonie Awdijiwki i Marjinki. W kierunku zaporoskim prowadzono bezskuteczne ataki w okolicy Pryjutnego. W ciągu 24h armia rosyjska przeprowadziła jeden atak rakietowy, 78 nalotów i 47 ostrzałów na pozycje ukraińskie i tereny zaludnione (odnotowano zabitych i rannych wśród cywilów oraz zniszczoną infrastrukturę). Lotnictwo ukraińskie dokonało dziewięciu nalotów na miejsca koncentracji i pięciu na przeciwlotnicze systemy rakietowe, natomiast artyleria ostrzelała 10 jednostek artylerii i kompleks rakiet przeciwlotniczych. Ukraina stwierdziła, że zniszczono rosyjską łódź patrolową KS-701 na Morzu Czarnym przy użyciu drona Bayraktar TB2. Zginęło sześciu żołnierzy, a dwóch zostało rannych.
Rosja przeprowadziła nocny atak dronów na naddunajski port Reni, raniąc dwie osoby i uszkadzając infrastrukturę portową. Ukraińskie siły powietrzne stwierdziły, że zniszczono 23 z 25 dronów Shahed 136/131, które wystrzelono z Krymu i z Primorsko-Achtarska. Prokuratura Generalna podała, siły rosyjskie uderzyły we wsie Piwniczne i Tychoniwka w obwodzie donieckim, zabijając jednego cywila i raniąc pięciu kolejnych. Ostrzał uszkodził budynki mieszkalne i obiekty rolnicze. Gubernator Oleksandr Prokudin podał, że Rosjanie zaatakowali dzielnicę mieszkalną w Biłozerce, w wyniku czego zginął 35-letni mężczyzna, a trzy osoby zostały ranne. Jedna osoba została ranna w ataku na jedną z dzielnic Chersonia. Z kolei gubernator obwodu kurskiego Roman Starowojt powiedział, że nad Kurczatowem zestrzelono ukraińskiego drona, a spadające szczątki podpaliły „budynek niemieszkalny”.
Według ISW Ukraińcy kontynuowali kontrofensywę i odnotowali postępy w pobliżu Bachmutu i na zachodzie obwodu zaporoskiego. SG poinformował, że siły ukraińskie przeprowadziły ataki w kierunku Melitopola, a geolokalizowane nagrania wskazywały, że kontrolowały południową Kliszczijwkę. Rzecznik Ołeksandr Sztupun oświadczył, że siły ukraińskie osiągnęły sukcesy w kierunku Werbowego. Kilka źródeł rosyjskich podało, że Ukraińcy w dalszym ciągu działali na wschodnim brzegu Dniepru. Z kolei siły rosyjskie przeprowadziły ataki na linii Kupiańsk–Swatowe–Kreminna, w pobliżu Bachmutu, na linii Awdijiwka–Donieck, na granicy obwodu donieckiego i zaporoskiego oraz zachodnim obwodzie zaporoskim, posuwając się naprzód na niektórych obszarach.
Prezydent Wołodymyr Zełenski zapowiedział dymisję ministra obrony Ołeksija Reznikowa i zastąpienie go przez Rustema Umierowa, zarządzającego Funduszem Majątku Państwowego Ukrainy i będącego członkiem zespołu negocjacyjnego w rozmowach pokojowych w sprawie zakończenia wojny. Zełenski uzasadnił swoją decyzję stwierdzeniem, że „ministerstwo potrzebuje nowego podejścia i innych formatów współpracy z żołnierzami i całym społeczeństwem”. Ponadto Ministerstwo Obrony było również w ostatnich tygodniach uwikłane w kilka skandali korupcyjnych. Ponadto ukraińskie Ministerstwo Obrony zmieniło przepisy zwalniające Ukraińców z mobilizacji ze względów zdrowotnych. Od tego momentu za zdolnych do służby wojskowej uznawano osoby z klinicznie wyleczoną gruźlicą, wirusowym zapaleniem wątroby, wolno postępującymi chorobami krwi, chorobami tarczycy z niewielkimi zaburzeniami czynnościowymi oraz osoby zakażone wirusem HIV.
Prezydent Zełenski powiedział, że Francja zgodziła się pomóc w szkoleniu ukraińskich pilotów w zakresie obsługi myśliwców F-16. Minister Obrony Ołeksij Reznikow stwierdził, że wartość otrzymanej przez Ukrainę pomocy wojskowej od początku wojny (broni, sprzętu wojskowego i amunicji) wyniosła prawie 100 mld dolarów, w tym ok. 60 mld dolarów od Stanów Zjednoczonych.

### 4 września

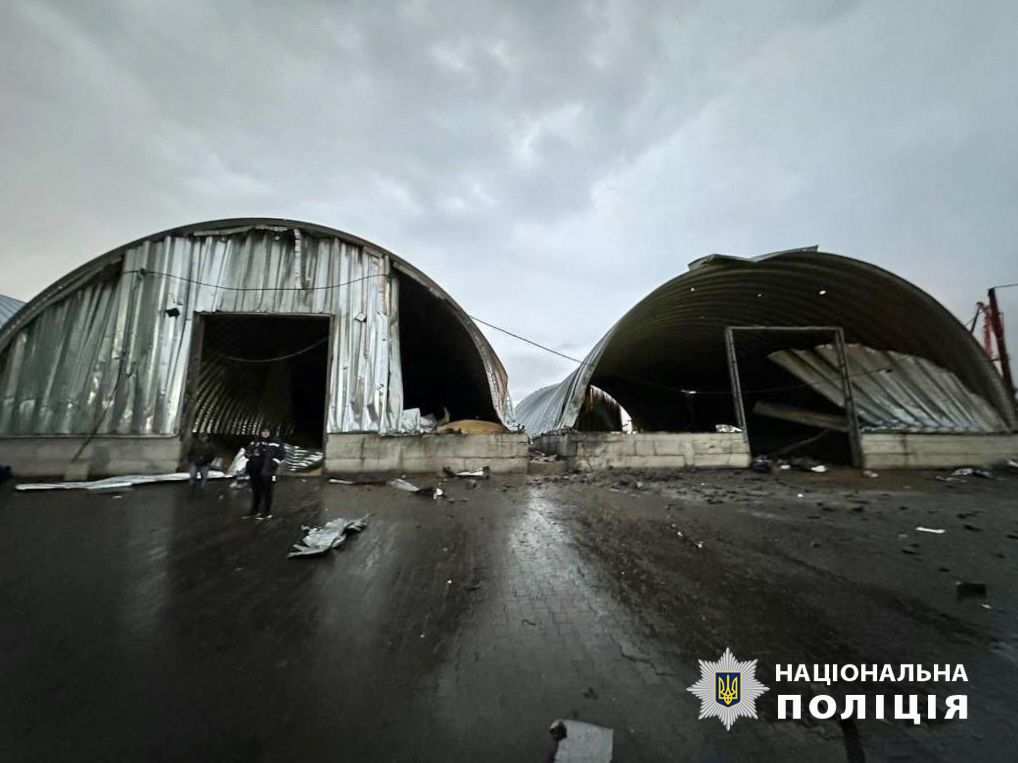
Zniszczone magazyny w obwodzie odeskim po nocnym rosyjskim ataku dronów.

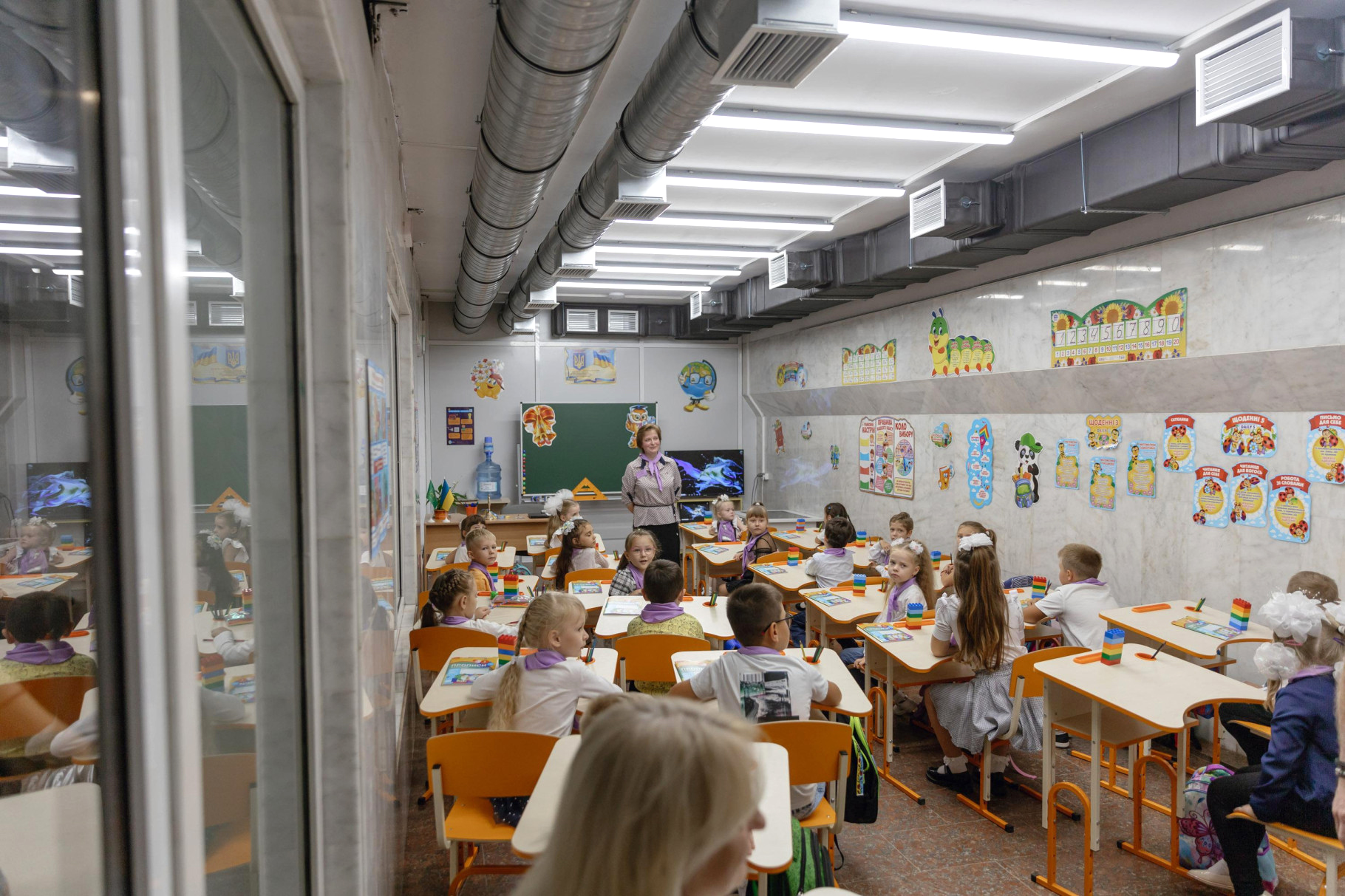
Lekcja szkolna w metrze w Charkowie podczas rosyjskiej inwazji na Ukrainę. Na pięciu stacjach metra w Charkowie uczyło się 61 klas dzieci w różnym wieku.

Wiceminister obrony Hanna Malar poinformowała, że w zeszłym tygodniu odzyskano ok. 5 km² w okolicy Nowoprokopiwki na południe od Robotyne oraz wokół Bachmutu, gdzie wyzwolono 3 km² (łącznie 47 km² od początku kontrofensywy). Rosja próbowała odzyskać utracone pozycje w Kliszczijiwce, Kurdiumiwce i Ozarianiwce oraz powstrzymać ataki wojsk ukraińskich w kierunku bachmuckim. Według doniesień Rosjanom nie udało się zrobić postępów w rejonie Nowojehoriwki i Biłohorivki w obwodzie ługańskim, a także wokół Siewiernego, Awdijiwki, Marjinki, Krasnohoriwki i Nowomychajliwki w obwodzie donieckim. Na kierunku kupiańskim Ukraińcy odpierali dziennie kilka ataków rosyjskich. Dodała także, że „na południu [Rosjanie] ponosili znaczne straty w personelu, broni i sprzęcie, przerzucając swoje jednostki i żołnierzy oraz korzystając z rezerw”.
SG Ukrainy podał, że kontynuowano ofensywę w kierunku Melitopola, okopując się na zajętych obszarach i atakując ogniem kontrbateryjnym. Armia rosyjska atakowała w kierunkach Łymanu, Bachmutu i Marjinki, gdzie odparto do 29 ataków. W kierunku łymańskim Rosjanie prowadzili nieudane ataki w okolicy Nowojehoriwki i Biełogoriwki. W kierunku bachmuckim siły ukraińskie kontynuowały ataki na południe od miasta, okopując się na zajętych obszarach, z kolei wojska rosyjskie zostały odparte na północ od Kliszczijiwki. W kierunku marjińskim Ukraińcy odparli ataki rosyjskie w rejonie Marjinki. W ciągu doby FR przeprowadziła sześć ataków rakietowych, 76 nalotów i 60 ostrzałów na pozycje ukraińskie i tereny zaludnione (odnotowano zabitych i rannych wśród cywilów oraz zniszczoną infrastrukturę). Lotnictwo Ukrainy dokonało 11 nalotów na miejsca koncentracji i dwóch na przeciwlotnicze systemy rakietowe; artyleria ostrzelała 11 jednostek artylerii i cztery punkty kontrolne. Minister obrony Ołeksij Reznikow podał, że każdy dzień wojny z Rosją kosztuje Ukrainę ok. 100 mln dolarów.
Gubernator Ołeh Kiper powiedział, że Rosja przeprowadziła nocny atak dronów na ukraińskie porty na Dunaju w obwodzie odeskim. Według niego zestrzelono 17 dronów, ale część dotarła do celu, uszkadzając budynki magazynowe i produkcyjne, maszyny rolnicze, urządzenia przedsiębiorstw przemysłowych, ale nie powodując ofiar. Ministerstwo Obrony Rosji podało, że drony uderzyły w ukraińskie magazyny paliwa w porcie Reni. Do ataku doszło w przeddzień negocjacji między Władimirem Putinem a Recepem Tayyipem Erdoğanem. Ukraińskie Siły Powietrzne podały, że w nocy i nad ranem zestrzelono łącznie 23 z 32 dronów Shahed. Co najmniej dwa rosyjskie drony spadły i eksplodowały na terytorium Rumunii, jednakże Ministerstwo Obrony tego kraju zaprzeczyło tym twierdzeniom.
Według lokalnych władz w ciągu ostatniej doby siły rosyjskie ostrzelały dziewięć obwodów, zabijając jedną osobę i raniąc cztery kolejne. Wojska rosyjskie 7 razy ostrzeliwały obwód czernihowski, w wyniku czego doszło do 69 eksplozji. Obwód sumski zaatakowano 18 razy, raniąc dwóch cywilów i uszkadzając infrastrukturę. W obwodzie zaporoskim Rosjanie zaatakowali 26 hromad 88 razy, w wyniku czego zginął 74-letni mieszkaniec Małej Tokmaczki. Ostrzelały także obwód ługański 159 razy, wystrzeliwując 554 pociski.
Rosyjskie media podały, że rosyjska obrona przeciwlotnicza zestrzeliła dwa ukraińskie drony, jeden nad Morzem Czarnym w pobliżu Krymu, a drugi nad obwodem kurskim; nie odnotowano ofiar i zniszczeń. Ministerstwo Obrony Rosji oświadczyło także, że samoloty Floty Czarnomorskiej zniszczyły cztery ukraińskie łodzie desantowe zmierzające w kierunku półwyspu Tarchankuckiego. Agencja Reuters nie była w stanie potwierdzić tych doniesień, a strona ukraińska nie skomentowała tego.
W ocenie ISW ukraińska piechoty przeszła na pozycje za rowami przeciwczołgowymi i „smoczymi zębami”, czyli zaporami antyczołgowymi, które składały się na linię obrony Rosjan w zachodnim obwodzie zaporoskim; na dostępnych zdjęciach było widać, że Ukraińcy minęli zapory na zachód od miejscowości Werbowe. Według doniesień Rosjanie próbowali powiększyć pola minowe na południu Ukrainy po rozpoczęciu ukraińskiej kontrofensywy w czerwcu br. Siły ukraińskie przeprowadziły ofensywy oraz zrobiły postępy w okolicach Bachmutu i w zachodnim obwodzie zaporoskim. Z kolei wojska rosyjskie przeprowadziły ataki na linii Kupiańsk–Swatowe–Kreminna, w pobliżu Bachmutu, na linii Awdijiwka–Donieck, na granicy obwodu donieckiego i zaporoskiego oraz zachodnim obwodzie zaporoskim, posuwając się naprzód na niektórych obszarach.
Minister Obrony Ołeksij Reznikow złożył rezygnację ze stanowiska w Radzie Najwyższej Ukrainy. Prezydent Zełenski złożył kolejną wizytę na pozycjach ukraińskich na frontach donieckim i zaporoskim. Prezydent odwiedził osiem brygad w obwodzie donieckim, gdzie omówił bieżące problemy jednostek i sposoby zwiększenia dostaw oraz trzy brygady w obwodzie zaporoskim i podziękował im „za każdy krok na drodze do zwycięstwa Ukrainy”.
Rosyjskie media podały, że czołgi T-14 Armata zostały wycofane ze służby na Ukrainie po rozmieszczeniu ich w ogniu pośrednim w celu przetestowania ich w „rzeczywistych warunkach bojowych”.

### 5 września
Według ukraińskiego portalu Deep State Ukraińcy ostatniej doby przesunęli się o ponad 1 km w kierunku wsi Werbowe w obwodzie zaporoskim, próbując przerwać potrójną rosyjską linię obrony. Walki trwały także na wschodzie, m.in. wokół Bachmutu. Z kolei Rosjanie atakowali w kierunku Kupiańska i Łymanu oraz na wschodzie, w okolicach Marjinki.
Sztab Ukrainy poinformował, że kontynuowano ofensywę w kierunku Melitopola, okopując się na zajętych obszarach i atakując ogniem kontrbateryjnym. Rosja skupiała się na atakach w kierunkach Kupiańska, Łymanu, Bachmutu, Marjinki i Zaporoża, gdzie odparto do 28 ataków. W kierunku kupiańskim i łymańskim siły rosyjskie prowadziły nieudane ataki w okolicy Nowoselewskiego i Nowojehoriwki. W kierunku bachmuckim siły ukraińskie odparły wojska rosyjskie w pobliżu Zaliznianśkego, Kliszczijiwki i Biłej Hory. W kierunku marjińskim Ukraińcy odparli ataki rosyjskie w rejonie Marjinki. W kierunku zaporoskim odparto ataki w rejonie Robotyne. W ciągu doby armia rosyjska przeprowadziła 40 nalotów i 51 ostrzałów na pozycje ukraińskie i tereny zaludnione (odnotowano zabitych i rannych wśród cywilów oraz zniszczoną infrastrukturę). Ukraińskie lotnictwo dokonało 11 nalotów na miejsca koncentracji i dwóch na przeciwlotnicze systemy rakietowe, z kolei artyleria zniszczyła obszar koncentracji, 14 jednostek artylerii, magazyn amunicji i kompleks rakiet przeciwlotniczych.
Gubernator Ołeksandr Prokudin podał, że po południu wojska rosyjskie ostrzelały wieś Iwaniwka, w wyniku czego dwie kobiety zostały ranne. Siły Powietrzne Ukrainy poinformowały, że w godzinach wieczornych Rosjanie wystrzelili kilka dronów Shahed (z Krymu i Primorsko-Achtarska) nad południowe obwody Ukrainy. Straż Graniczna rozbiła grupę rosyjskich żołnierzy pod Łymanem, z czego dwóch dostało się do niewoli.
Rosyjskie Ministerstwo Obrony ogłosiło zestrzelenie trzech dronów: w obwodzie kałuskim, twerskim i moskiewskim. Mer Moskwy Siergiej Sobianin wyjaśnił, że jeden z dronów został zestrzelony w rejonie istrińskim, a drugi w Zawidowie, niedaleko oficjalnej rezydencji prezydenta Rosji. Później Ministerstwo poinformowało o zestrzeleniu jednego drona w obwodzie briańskim.
Według ISW siły ukraińskie posuwały się naprzód w zachodnim obwodzie zaporoskim, z kolei prorosyjskie władze okupacyjne potwierdziły „taktyczne wycofanie się” sił rosyjskich z miejscowości Robotyne. Na podstawie nagrań geolokacyjnych Ukraińcy posunęli się na zachód i północny zachód od Robotyne oraz na północny zachód od Werbowego; wynikało z tego, że siły ukraińskie przesuwały się wzdłuż rosyjskich linii obronnych. Ukraińskie operacje kontrofensywne na granicy obwodu donieckiego i zaporoskiego prawdopodobnie unieruchomiły elementy 7 Gwardyjskiej Dywizji Powietrznodesantowej i uniemożliwiły im przesunięcie się do krytycznych odcinków frontu w zachodnim obwodzie zaporoskim. Źródła rosyjskie nadal donosiły, że Rosjanom brakowało zasobów w zakresie ognia przeciwbateryjnego i amunicji artyleryjskiej w obliczu trwającej kontrofensywy. Tymczasem Ukraińcy przeprowadziły ofensywy na co najmniej dwóch odcinkach frontu i posunęli się w okolicach Bachmutu, na granicy obwodu donieckiego i zaporoskiego oraz w zachodnim obwodzie zaporoskim. Z kolei siły rosyjskie przeprowadziły ataki na linii Kupiańsk–Swatowe–Kreminna, w pobliżu Bachmutu, na linii Awdijiwka–Donieck, na granicy obwodu donieckiego i zaporoskiego oraz zachodnim obwodzie zaporoskim, posuwając się naprzód na niektórych obszarach.
OSW podało, że najcięższe walki trwały na froncie zaporoskim, głównie w rejonie Werbowego oraz wzgórz na wschód od Nowoprokopiwki. Ukraińcom udało się poszerzać klin w zgrupowaniu 58 Armii w kierunkach wschodnim i południowym. Rosjanie utrzymywali pozycje w Nowoprokopiwce, dzięki czemu skutecznie blokowali przesuwanie się sił ukraińskich wzdłuż drogi na Tokmak. Ukraińskie oddziały sforsowały fragment linii umocnień na zachodnich obrzeżach Werbowego. Oddziały 58 Armii kontynuowały obronę swoich pozycji i nie było widać oznak ich załamania. W ostatnich dniach odnotowano spadek aktywności walk w pasie obrony 5 i 36 Armii na południe od Wełykiej Nowosiłki. Ukraińcy nie prowadzili operacji wzdłuż rzeki Mokre Jały, gdzie atakowali na ograniczoną skalę skrzydła ugrupowania rosyjskiego. Wzrosła intensywność walk pod Bachmutem, głównie na południe od miasta, gdzie obie strony wyprowadzały ataki i próbowały opanować kilka kluczowych pozycji w pobliżu linii kolejowej Majorsk–Bachmut; na odcinku Bachmut–Kliszczijiwka–Andrijiwka–Kurdiumiwka operowało kilka rosyjskich pułków i brygad zmechanizowanych oraz największe zgrupowanie wojsk powietrznodesantowych. Trwały także intensywne walki na granicy obwodów charkowskiego i ługańskiego, lecz próby przełamania przez Rosjan obrony ukraińskiej nie przyniosły większych rezultatów. Walki toczyły się również na północny wschód od Kupiańska oraz w rejonie Nowojehoriwki.
Niemcy przekazały Ukrainie kolejny pakiet pomocy wojskowej, który obejmował 188 samochodów terenowych Mercedes-Benz Zetros, cztery pojazdy ochrony granicy, czołg do układania mostów Beaver, 20 tys. par okularów ochronnych oraz amunicję do dział przeciwlotniczych Gepard.
Opublikowano nagranie filmowe przedstawiające ukraiński czołg Challenger 2, który według doniesień został zniszczony w pobliżu wsi Robotyne, co oznaczało pierwszy przypadek zniszczenia tego czołgu w akcji.
Ministerstwo Spraw Zagranicznych w Hawanie ogłosiło odkrycie siatki handlarzy ludźmi, która rekrutowała i zmuszała obywateli Kuby do walki na Ukrainie w ramach rosyjskiej armii, potępiając to jako akt „najemnictwa”. Siatka handlarzy ludźmi działała zarówno na Kubie, jak i w Rosji.

### 6 września

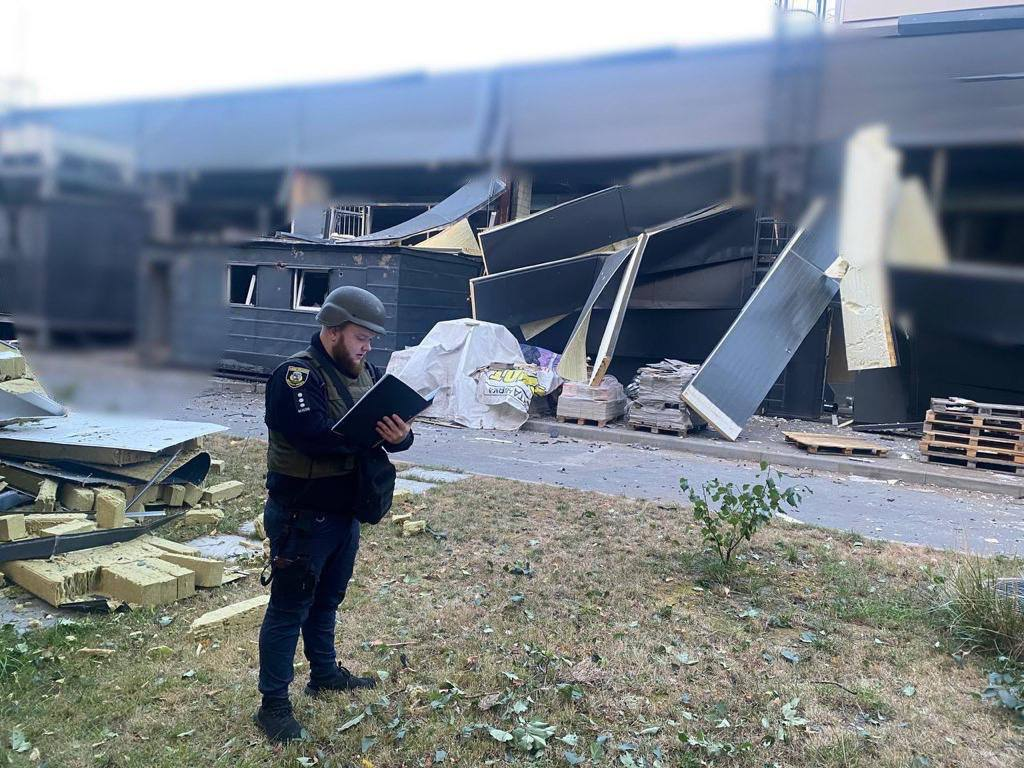
Zniszczenia na terenie przedsiębiorstwa handlowego w obwodzie kijowskim po nocnym rosyjskim ataku rakietowym.

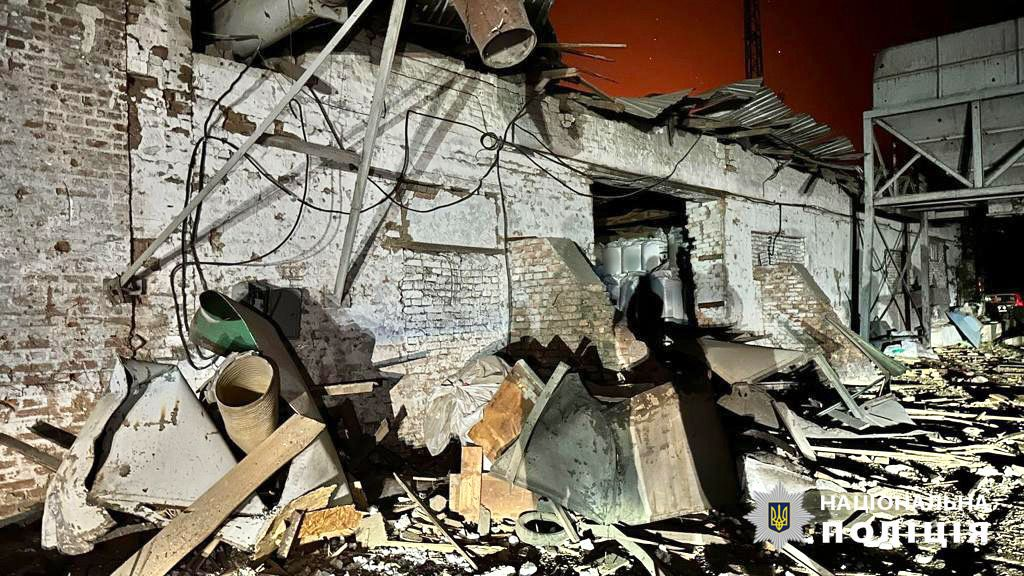
Zniszczenia w obwodzie odeskim po rosyjskim ataku dronów.

Rzecznik Wschodniego Zgrupowania Ilja Jewłasz poinformował, że: „w Kliszczijiwce toczyły się walki miejskie. Wróg się bronił, ale i wycofywał się na wcześniej przygotowane pozycje”, ponosząc przy tym straty w sile żywej i sprzęcie. Rzecznik SG Ukrainy Pawło Kowalczuk stwierdził, że wojska ukraińskie posuwały się w kierunku Melitopola i Bachmutu, m.in. odnosząc sukces w kierunku Robotyne–Nowoprokopiwka. Ukraińcy atakowali także na południe od Bachmutu, gdzie siły rosyjskie ponosiły straty i korzystały z rezerw.
Ukraiński SG podał, że kontynuowano ofensywę w kierunku Melitopola, okopując się na zajętych obszarach i atakując ogniem kontrbateryjnym. Sytuacja operacyjna na wschodzie i południu Ukrainy pozostawała trudna. Rosja atakowała w kierunkach Łymanu, Bachmutu, Awdijiwki i Marjinki, gdzie odparto do 39 ataków. W kierunku łymańskim siły rosyjskie prowadziły nieudane ataki w okolicy Nowojehoriwki. W kierunku bachmuckim Ukraińcy odparli Rosjan w pobliżu Orichowo-Wasyliwki. W kierunku awdijiskim i marjińskim siły ukraińskie odparły ataki rosyjskie w pobliżu Awdijiwki i Marjinki. W ciągu doby FR przeprowadziła 10 ataków rakietowych, 69 nalotów i 51 ostrzałów na pozycje ukraińskie i tereny zaludnione. Ukraińskie lotnictwo dokonało 18 nalotów na miejsca koncentracji i stanowiska przeciwlotniczych systemów rakietowych, natomiast artyleria uderzyła w cztery składy amunicji, 12 jednostek artylerii, dwa punkty kontrolne, kompleks rakiet przeciwlotniczych, stację walki radioelektronicznej i dwa obszary koncentracji.
O 14:05 czasu lokalnego Rosja przeprowadziła atak rakietowy za pomocą rakiety S-300 na rynek centralny w Konstantynówce (rejon kramatorski), w wyniku którego zginęło co najmniej 17 osób, w tym dziecko, a co najmniej 32 zostały ranne. Według doniesień trafiono w targ, aptekę i sklepy, co spowodowało pożar. Uszkodzonych zostało 28 pawilonów handlowych i trzy samochody. Według ustaleń badaczy białego wywiadu, rakieta nadeszła z północnego zachodu, co wskazywało na możliwość omyłkowego uderzenia sił ukraińskich w Konstantynówkę. Władze ukraińskie oskarżyły Rosję.
W nocy armia rosyjska przeprowadziła atak na Ukrainę za pomocą dronów kamikadze na obwód odeski, a następnie nad ranem zaatakowała Kijów rakietami. Siły Powietrzne Ukrainy podały, że wystrzelono łącznie 33 cele powietrzne, w tym siedem rakiet Ch-101/Ch-555/Ch-55 (wystrzelonych z samolotów Tu-95MS), jedną rakietę Iskander-M i 25 dronów Shahed 136/131 (wystrzelonych z Krymu i Primorsko-Achtarska). Przez prawie 3h Rosjanie atakowali naddunajski port Izmaił, gdzie zginęła jedna osoba, z kolei część miasta Kilia została pozbawiona prądu. Według gubernatora Ołeha Kipera w wyniku ataku doszło do pożaru i została uszkodzona infrastruktura portowa, budynki administracyjne i przedsiębiorstwa rolnicze. Według doniesień udało się zestrzelić 15 dronów Shahed 136/131. Według lokalnych władz Rosjanie wystrzelili na stolicę rakiety manewrujące i jeden pocisk balistyczny, jednak wszystkie zostały zniszczone. W obwodzie kijowskim przedsiębiorstwo handlowe ucierpiało w wyniku szczątków zestrzelonej rakiety, ale nie odnotowano ofiar. Rosjanie zaatakowali także Zaporoże, raniąc dwóch cywilów. W godzinach porannych siły rosyjskie ostrzelały amunicją kasetową wieś Nowa Hnyłycia w obwodzie charkowskim.
W opinii ISW rosyjska baza przemysłowa stanęła przed rosnącymi wyzwaniami związanymi z zastąpieniem podstawowych dostaw, a także znanymi wyzwaniami związanymi z odbudową zapasów broni precyzyjnej; m.in. rosyjskie zakłady nie były w stanie sprostać potrzebom armii dotyczącym produkcji opon do pojazdów wojskowych, co mogło skutkować problemami z mobilnością sił rosyjskich na Ukrainie, szczególnie w okresie jesienno-zimowym. Siły ukraińskie kontynuowały kontrofensywę w kierunku Bachmutu i Melitopola, gdzie zrobiły postępy. Ukraińcy przeprowadzili ataki na co najmniej dwóch odcinkach frontu posuwając się naprzód w pobliżu Bachmutu, wzdłuż linii Awdijiwka–Donieck oraz w zachodnim obwodzie zaporoskim. Z kolei siły rosyjskie przeprowadziły ataki na linii Kupiańsk–Swatowe–Kreminna, w pobliżu Bachmutu, na linii Awdijiwka–Donieck i zachodnim obwodzie zaporoskim, posuwając się naprzód na niektórych rejonach. Ponadto władze rosyjskie i okupacyjne kontynuowały zwiększenie kontroli społecznej na zajętych obszarach poprzez rozprawianie się z materiałami proukraińskimi w szkołach.
Sekretarz stanu USA Antony Blinken przybył do Kijowa z wizytą roboczą; była to jego czwarta wizyta na Ukrainie od początku rosyjskiej inwazji. Sekretarz oświadczył: „Widzimy dobre postępy w kontrofensywie. (...) Chcemy przekonać się, że Ukraina ma wszystko, co jest jej potrzebne do sukcesu w kontruderzeniu, oraz [usłyszeć], co jest jej potrzebne w dłuższej perspektywie, aby przekonać się, że istnieje mocny czynnik powstrzymujący [Rosję], mocne zdolności obronne”. Blinken ogłosił kolejny pakiet pomocowy dla Ukrainy o wartości ponad 1 miliarda dolarów, który obejmował 665,5 miliona dolarów „pomocy wojskowej i cywilnej w zakresie bezpieczeństwa”, 100 mln dolarów na wsparcie długoterminowych potrzeb wojskowych, 300 mln dolarów na wsparcie wysiłków organów ścigania na rzecz przywrócenia i utrzymania prawa i porządku na wyzwolonych obszarzach oraz sprzęt wojskowy o wartości 175 milionów dolarów, który obejmował m.in. sprzęt wspierający obronę przeciwlotniczą, amunicję do M142 HIMARS, amunicję 120 mm ze zubożonym uranem do M1 Abrams, pociski artyleryjskie 155 mm i 105 mm, moździerze i pociski 81 mm oraz broń przeciwpancerną Javelin i AT-4. Francja dostarczyła na Ukrainę 150 dronów Delair.
Ministerstwo Obrony Rumunii ostatecznie potwierdziło incydent z rosyjskim dronem, którego szczątki spadły na terytorium tego kraju. Zaapelowano o wzmocnienie środków bezpieczeństwa, w szczególności o utworzenie dodatkowych punktów obserwacyjnych i służb patrolowych.
Rustem Umierow został nowym Ministrem Obrony Ukrainy. Jego kandydaturę poparło 338 posłów, nikt nie był przeciwny, a jeden poseł wstrzymał się od głosu. Prezydent Wołodymyr Zełenski zapowiedział przeniesienie Pawła Kyrylenki ze stanowiska gubernatora obwodu donieckiego na szefa Komitetu Antymonopolowego Ukrainy.

### 7 września
Ukraińska straż graniczna odzyskała przygraniczne miejscowości Stroiwka i Topoli, które leżały w niedawno rozminowanej „szarej strefie” pomiędzy pozycjami ukraińskimi i rosyjskimi w obwodzie charkowskim.
SG Ukrainy oświadczył, że kontynuowano ofensywę w kierunku Melitopola, gdzie odniesiono sukces na południu Robotyne i konsolidowano obronę na zajętych obszarach. Sytuacja operacyjna na wschodzie i południu Ukrainy pozostawała trudna. Rosjanie atakowali w kierunkach Kupiańska, Łymanu, Bachmutu, Awdijiwki, Marjinki i Szachtarska, gdzie odparto do 39 ataków. W kierunku kupiańskim i łymańskim wojska rosyjskie prowadziły nieudane ataki w pobliżu Synkiwki i Nowojehoriwki. W kierunku bachmuckim Ukraińcy odparli Rosjan w okolicy Orichowo-Wasyliwki, Kliszczijiwki i Andrijiwki. W kierunku awdijiskim i marjińskim siły ukraińskie odparły ataki rosyjskie w rejonie Keramik, Awdijiwki, Marjinki i Nowomychajliwki. W ciągu doby Rosja przeprowadziła siedem ataków rakietowych, 74 naloty i 46 ostrzałów na pozycje ukraińskie i tereny zaludnione. Ukraińskie lotnictwo dokonało 10 nalotów na miejsca koncentracji i stanowiska przeciwlotniczych systemów rakietowych; artyleria ostrzelała skład amunicji, sześć jednostek artylerii, dwa punkty kontrolne i dwa przeciwlotnicze systemy rakietowe.
W godzinach nocnych Rosjanie przez trzy godziny atakowali południe Odessy, głównie Izmaił. Uszkodzone zostały obiekty infrastruktury cywilnej i portowej (m.in. elewatory zbożowe) oraz budynek administracyjny, a fala uderzeniowa uszkodziła wiele domów prywatnych. W wyniku ataku rannych zostało dwóch kierowców ciężarówek. Według armii ukraińskiej Rosja zaatakowała obwody sumski i odeski za pomocą 33 dronów Shahed 136/131 wystrzelonych z Krymu i Primorsko-Achtarska. Obrona przeciwlotnicza zestrzeliła 25 dronów, głównie w obwodzie odeskim. Władze regionalne podały, że dwie osoby zginęły (w obwodach chersońskim i zaporoskim), a osiem zostało rannych w wyniku rosyjskich ostrzałów na 10 obwodów. Według gubernatora Ołeksandra Prokudina siły rosyjskie zaatakowały obwód chersoński 62 razy, wystrzeliwując 281 pocisków z różnej broni.
W całej Rosji odnotowano kolejną falę ataków dronów. W Rostowie nad Donem jedna osoba została ranna, a trzy budynki zostały uszkodzone w wyniku uderzenia dwóch dronów w kwaterę główną Południowego Okręgu Wojskowego. Kolejny dron został zestrzelony nad obwodem moskiewskim. Jego szczątki spadły w pobliżu lotniska Żukowskij. Jeden dron spadł na obiekt wojskowy w obwodzie wołgogradzkim, natomiast kolejny dron spowodował pożar w obiekcie przemysłowym w Briańskui.
W ocenie ISW siły ukraińskie kontynuowały ofensywy w pobliżu Bachmutu i w zachodnim obwodzie zaporoskim, osiągając dalsze postępy na obu odcinkach frontu. Ukraińcy osiągali postępy taktyczne i skutecznie niszczyli broniące się siły rosyjskie; zdaniem Instytutu ukraińska kontrofensywa może odnieść sukces operacyjny w 2023 roku, jednakże kolejne rosyjskie pozycje obronne w dalszym ciągu stanowiły poważne wyzwanie dla wojsk ukraińskich. Rosjanie kontynuowali ataki na linii Kupiańsk–Swatowe–Kreminna, w pobliżu Bachmutu, na linii Awdijiwka–Donieck oraz na granicy obwodu donieckiego i zaporoskiego; nie odnotowano jednak żadnych potwierdzonych postępów. Ponadto dyrektor ds. analiz amerykańskiej agencji DIA Trent Maul stwierdził, że istnieje „realistyczna możliwość”, że Ukraińcy przebiją się przez całą rosyjską obronę na południu kraju do końca 2023 roku, z kolei ukraińskie źródło sugerowało, że kolejne rosyjskie pozycje obronne są słabsze, ponieważ wcześniej zostały naruszone.
Stany Zjednoczone zapowiedziały kolejny pakiet pomocy wojskowej dla Ukrainy o wartości 600 milionów dolarów, który obejmował m.in. sprzęt do utrzymania i integracji systemów obrony przeciwlotniczej, amunicję do M142 HIMARS, pociski artyleryjskie 105 mm, sprzęt do walki elektronicznej i przeciwelektronicznej oraz sprzęt do usuwania min.
UNESCO zatwierdziło wniosek Ukrainy o umieszczenie 20 obiektów zabytkowych na międzynarodowej liście obiektów dziedzictwa kulturowego pod wzmocnioną ochroną w celu odstraszania ataków wojskowych. Wśród obiektów znalazły się Ławra Peczerska, Historyczne Centrum Lwowa, Wzgórze Tarasa w obwodzie czerkaskim, budynek Derżpromu w Charkowie i drewniane kościoły w rejonie karpackim.

### 8 września

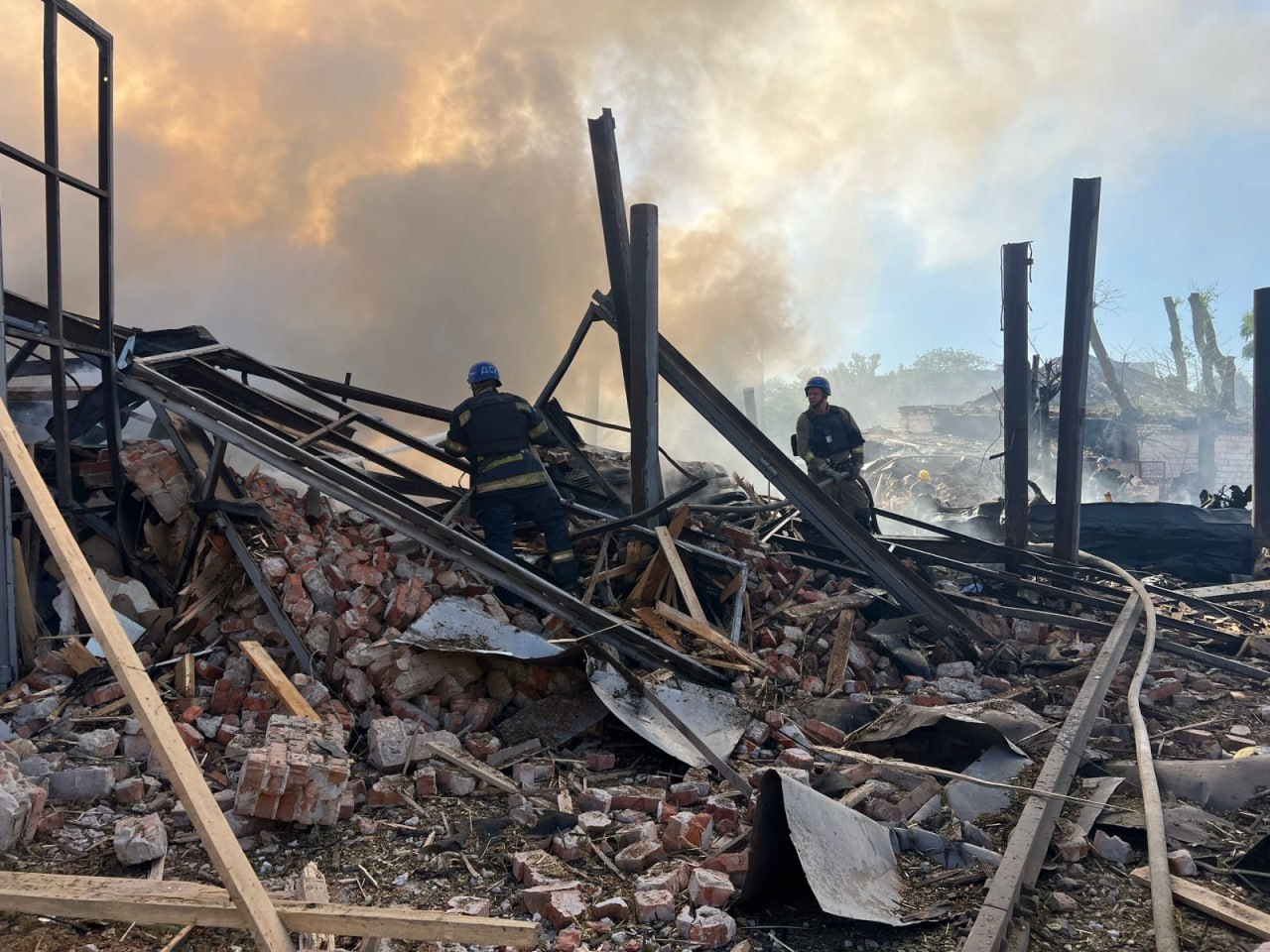
Zniszczenia w Krzywym Rogu po rosyjskim ataku rakietowym.

Zastępca dowódcy 3 Brygady Szturmowej Maksym Zhorin powiedział, że ukraińskie wojsko odbiło ponad połowę wsi Kliszczijiwka na południe od Bachmutu, twierdząc, że „jest jeszcze niewielka część, może półtorej ulicy, którą wróg próbuje częściowo opanować, ale nie udaje mu się to”. Dodał także, że „stworzono w tym kierunku takie warunki, że siły rosyjskie nie są w stanie właściwie wykorzystać swojego sprzętu” oraz codziennie ponosiły ciężkie straty na linii Kliszczciwka–Andrijiwka–Kurdiumiwka, co zmuszało je do wycofania się ze swoich pozycji. Rzeczniczka Wschodniego Zgrupowania Illia Jewlasz podała, że Rosja gromadziła siły w pobliżu Nowojehoriwki w kierunku Łymanu. Wojska ukraińskie powstrzymywały ciężkie ataki Rosjan, codziennie wystrzeliwując w ich kierunku dziesiątki tysięcy sztuk amunicji. Według doniesień Rosja konsolidowała siły z rozbitych jednostek, wysyłając do walki cały personel wojskowy, w tym sygnalistów.
SG Ukrainy poinformował, że prowadzono działania obronne na wschodzie i ofensywne na południu kraju; kontynuowano ofensywę w kierunku Melitopola, powodując znaczne straty w sile roboczej i sprzęcie wojsk rosyjskich oraz zmuszając je do wycofania się z zajętych pozycji. W rejonie Robotyne odparto ponad 10 ataków. Siły rosyjskie atakowały w kierunkach Kupiańska, Łymanu, Bachmutu, Awdijiwki, Marjinki i Szachtarska, gdzie odparto do 30 ataków. W kierunku kupiańskim, łymańskim i bachmuckim siły rosyjskie prowadziły nieudane ataki w pobliżu Synkiwki i Nowojehoriwki, Orichowo-Wasyliwki i Dibrowej oraz próbowały odzyskać kontrolę nad pozycjami w rejonie Kliszczijiwki, Andrijiwki i Kurdiumiwki. W kierunku awdijiskim i marjińskim Ukraińcy odparli ataki rosyjskie w rejonie Awdijiwki i Marjinki. W ciągu 24h FR przeprowadziła 13 ataków rakietowych, 64 naloty i 50 ostrzałów na pozycje ukraińskie i obiekty cywilne. Ukraińskie lotnictwo dokonało dziewięciu nalotów na miejsca koncentracji oraz dwóch na punkt kontrolny i stanowisko kompleksu rakiet przeciwlotniczych, z kolei artyleria zniszczyła skład amunicji, dziewięć jednostek artylerii, sześć punktów kontrolnych, stację walki radioelektronicznej.
Rosjanie w dalszym ciągu atakowali Odessę za pomocą dronów Shahed 136/131, ukraińska obrona przeciwlotnicza zniszczyła 16 z 20 dronów w obwodach odeskim i mikołajowskim. Rosja przeprowadziła falę ataków rakietowych na miasta na całej Ukrainie, w tym na Zaporoże i Sumy. O 6:52 rosyjska rakieta uderzyła w prywatne domy w Sumach, gdzie odnotowano ofiary (jedna osoba zmarła w szpitalu). W Zaporożu kilka rakiet balistycznych uderzyło w obiekty cywilne, powodując ofiary w ludziach. W 30 wieżowcach i trzech placówkach oświatowych zostały wybite okna i drzwi wejściowe. W wyniku ataku rakietowego na komisariat policji w Krzywym Rogu o 9:40 zginął funkcjonariusz policji, a 74 osoby zostały ranne, w tym trzy ciężko; 34 osoby trafiły do szpitala. Według władz lokalnych podczas ataku 69 obiektów zostało uszkodzonych, w tym 14 budynków administracyjnych, budynek sakralny, 17 budynków mieszkalnych, 4 domy prywatne i 50 samochodów. Gubernator Ołeksandr Prokudin poinformował, że trzy osoby zginęły, a pięć zostało rannych w wyniku rosyjskiego ostrzału dwóch miejscowości w obwodzie chersońskim.
Rosja rozpoczęła organizowanie wyborów lokalnych na okupowanych obszarach Ukrainy do 10 września. Proukraiński mer Melitopola Iwan Fedorow stwierdził, że podczas głosowania regionalna siedziba partii Jedna Rosja została zniszczona w wyniku incydentu, który spowodował straty wśród władz rosyjskich. W Briańsku fabryka „Krzem El” (duży producent mikroelektroniki wojskowej) została zaatakowana za pomocą drona, który spowodował pożar obiektu.
Brytyjskie MON poinformowało, że elementy ukraińskiej armii wkroczyły na główną rosyjską linię obronną na wschód od miejscowości Robotyne, co zmusiło Rosję do przesunięcia tam oddziałów z innych odcinków frontu. Ukraińska piechota zmotoryzowana kontynuowała stopniowe postępy przeciwko rosyjskim pozycjom i atakowała Rosjan w rejonie Robotyne. Ukraińcy kontynuowali także wywieranie presji na rosyjskie pozycje na południe od Bachmutu, stopniowo zdobywając pozycje między Kliszczijiwką i Andrijiwką. W opinii ISW na tle ukraińskiej kontrofensywy Rosjanie wprowadzili duże zmiany do struktury dowodzenia na Ukrainie, aby chronić infrastrukturę dowództwa i ulepszyć proces wymiany informacji. Zdaniem Instytutu siły rosyjskie przemieściły swoje sztaby poza zasięg większości ukraińskich systemów rażenia oraz głębiej ukryły stanowiska dowodzenia, rozlokowując je za silnie bronionymi pozycjami. Siły ukraińskie kontynuowały ofensywy na południe od Bachmutu i na południe od Robotyne, ale nie osiągnęły żadnych potwierdzonych postępów. Z kolei Rosjanie przeprowadzili ataki na linii Kupiańsk–Swatowe, w pobliżu Bachmutu i na linii Awdijiwka–Donieck, ale również nie zrobili żadnych potwierdzonych postępów.
Według OSW w dniach 5–8 września nie doszło do znaczących zmian na froncie. Główną areną walki były okolice Nowoprokopiwki i Werbowego w obwodzie zaporoskim, gdzie siły ukraińskie powoli przesuwały się do przodu, zdobywając kolejne punkty oporu Rosjan. Trwały walki w rejonie wzgórz między tymi miejscowościami, będących kluczową pozycją w systemie obrony sił rosyjskich. Ukraińcy, obawiający się oskrzydlenia swoich oddziałów wbijających się klinem w kierunku południowym, manewrowali i wyprowadzali ataki wzdłuż linii obrony w kierunkach zachodnim i wschodnim. Na odcinku frontu zaporoskiego w pobliżu rzeki Mokre Jały trwała pauza operacyjna. Według doniesień parę dni wcześniej miało dojść do aktywizacji Ukraińców w okolicach wsi Nowodonećke–Nowomajorśke–Szewczenko. Nadal toczyły się ciężkie walki w rejonie Bachmutu, głównie na południe od miasta, wzdłuż linii kolejowej. W ostatnich dniach Ukraińcy zrobili niewielkie postępy niedaleko Andrijiwki i Kliszczijiwki. Trwały starcia w okolicach Kupiańska i na zachodnim brzegu rzeki Żerebeć, gdzie Rosjanie bezskutecznie próbowali przełamać ukraińską obronę.
Litwa dostarczyła Ukrainie ponad 1,5 miliona sztuk amunicji. Na Ukrainę przybyło pierwszych 10 czołgów Leopard 1 dostarczonych przez Danię, Niemcy i Holandię. Duńska armia poinformowała, że kolejne są w drodze. W lutym te trzy kraje ogłosiły, że w „nadchodzących miesiącach” dostarczą Ukrainie 100 niemieckich czołgów Leopard 1.

### 9 września
SG Ukrainy podał, że prowadzono działania obronne na wschodzie i ofensywne na południu kraju; kontynuowano ofensywę w kierunku Melitopola, powodując znaczne straty w sile roboczej i sprzęcie wojsk rosyjskich oraz zmuszając je do wycofania się z zajętych pozycji. Rosjanie koncentrowali się na atakach w kierunkach Kupiańska, Łymanu, Bachmutu, Awdijiwki, Marjinki i Szachtarska, gdzie odparto ponad 30 ataków. W kierunku kupiańskim, łymańskim i bachmuckim siły rosyjskie prowadziły nieudane ataki w pobliżu Berestowego, Orichowo-Wasyliwki i Bohdaniwki. W rejonie Kliszczijiwki trwały ciężkie walki. W kierunku awdijiskim, marjińskim i szachtarskim Ukraińcy odpierali rosyjskie ataki, głównie w pobliżu Marjinki (ok. 15 ataków). W ciągu 24h Rosja przeprowadziła dwa ataki rakietowe, 40 nalotów i ponad 38 ostrzałów na pozycje ukraińskie i obiekty cywilne. Ukraińskie lotnictwo dokonało ośmiu nalotów na miejsca koncentracji, natomiast artyleria uderzyła w sześć jednostek artylerii, kompleks rakiet przeciwlotniczych, obszar koncentracji oraz magazyn paliwa i smarów.
Szef wywiadu Ukrainy, generał Kyryło Budanow poinformował, że kontrofensywa będzie kontynuowana po nadejściu chłodów; „Działania bojowe będą się toczyły tak czy inaczej. Podczas chłodów, deszczów i w błocie trudniej jest walczyć. Ale kontrofensywa będzie kontynuowana”. Z kolei Wadym Skibicki oświadczył, że na okupowanych obszarach Ukrainy, w tym na Krymie, przebywało 420 tys. żołnierzy rosyjskich, nie licząc Rosgwardii oraz innych jednostek i struktur wojskowych.
Gubernator Ołeksandr Prokudin poinformował, że jedna osoba zginęła w wyniku rosyjskiego ostrzału na budynki mieszkalne w wiosce Soniachne w obwodzie chersońskim. Prokuratura podała, że w rosyjskim ostrzale wsi Kostobobrów w obwodzie czernihowskim został ranny 68-letni mężczyzna. Według władz w ataku uszkodzone zostały także gospodarstwa rolne. Dwaj ochotnicy z Kanady i Hiszpanii z organizacji pozarządowej Road to Relief zginęli po tym, jak ich pojazd znalazł się pod ostrzałem rosyjskiej artylerii w pobliżu Czasiw Jaru. Dwóch innych zagranicznych ochotników (z Niemiec i Szwecji) zostało rannych. Prorosyjski szef Krymu Siergiej Aksionow oświadczył, że obrona przeciwlotnicza zniszczyła trzy drony na zachodzie i północnym zachodzie Półwyspu Krymskiego.
Według ISW władze rosyjskie liczyły na maksymalne ustępstwa ze strony Zachodu w zamian za powrót Rosji do umowy zbożowej w sprawie eksportu ukraińskiej żywności przez Morze Czarne. Tymczasem siły ukraińskie zrobiły postępy na granicy obwodu donieckiego i zaporoskiego oraz w zachodnim obwodzie zaporoskim, a dokonały ataku na południe od Bachmutu. Według materiałów geolokalizowanych posuwały się na północny zachód od Nowomajorśkego wzdłuż granicy obwodów donieckiego i zaporoskiego. Ukraińcy posunęli się także na północny wschód od Nowoprokopiwki (13 km na południe od Orichiwa) i na zachód od Werbowego. Rosyjski bloger wojenny stwierdził, że wojska ukraińskie zmusiły Rosjan do wycofania się z Andrijiwki, z kolei inny bloger podał, że wieś stała się sporną „szarą strefą”. Z kolei Rosjanie przeprowadzili ataki na linii Kupiańsk–Swatowe–Kreminna, w pobliżu Bachmutu, wzdłuż linii Awdijiwka–Donieck, na granicy obwodu donieckiego i zaporoskiego oraz w zachodnim obwodzie zaporoskim; posunęli się naprzód na niektórych obszarach.
Na zakończenie dorocznego spotkania w Nowym Delhi grupa G20 wydała wspólną deklarację, w której przyjęła łagodniejsze stanowisko w sprawie inwazji na Ukrainę w porównaniu z poprzednim szczytem, który odbył się na Bali, unikając wzmianki o zaangażowaniu Rosji w konflikt.

### 10 września
Zastępca szefa wywiadu wojskowego Wadym Skibicki poinformowało, że najintensywniejsze walki toczyły się na kierunkach Kupiańsk–Łyman i Marjinka–Donieck. Szef administracji wojskowej Witalij Barabasz oświadczył, że siły ukraińskie przeprowadziły udaną operację w obwodzie donieckim i przejęły kontrolę nad częścią Opytnego, na południe od Awdijiwki i 3 km na północny zachód od Doniecka. W mieście nadal trwały walki. Rzecznik Południowego Zgrupowania Ołeksandr Sztupun stwierdził, że siły ukraińskie w dalszym ciągu posuwały się w pobliżu Robotyne i wyzwoliły 1,5 km² terytorium na tym odcinku.
Sztab Ukrainy poinformował, że prowadzono działania obronne na wschodzie i ofensywne na południu kraju; kontynuowano ofensywę w kierunku Melitopola, powodując znaczne straty w sile roboczej i sprzęcie wojsk rosyjskich oraz okopując się na zdobytych obszarach. Siły rosyjskie skupiały się na atakach w kierunkach Bachmutu, Awdijiwki, Marjinki i Szachtarska, gdzie odparto ponad 30 ataków. W kierunku bachmuckim Rosjanie prowadzili nieudane ataki w pobliżu Orichowo-Wasyliwki, Kliszczijiwki i Kurdiumiwki, z kolei wojska ukraińskie odniosły sukces w rejonie Kliszczijiwki, wypychając Rosjan z pozycji i zdobywając przyczółek na tym obszarze. W kierunku awdijiwskim, marjińskim i szachtarskim Ukraińcy odparli ok. 20 ataków rosyjskich ataków w okolicy Keramik, Awdijiwki, Siewiernego, Marjinki i Riwnopila. W ciągu doby Rosja przeprowadziła pięć ataków rakietowych, 87 nalotów i ponad 44 ostrzały na pozycje ukraińskie i obiekty cywilne (w atakach zniszczeniu i uszkodzeniu uległo ponad 100 budynków mieszkalnych i innej infrastruktury cywilnej). Lotnictwo Ukrainy dokonało 11 nalotów na miejsca koncentracji, a artyleria zniszczyła osiem jednostek artylerii. Ponadto w związku z wielkimi stratami Rosjan na Ukrainie oczekiwano, że w najbliższej przyszłości na terenie FR i na okupowanych terytoriach Ukrainy rozpocznie się masowa, przymusowa mobilizacja ludności. Według różnych szacunków, może wynosić od 400 do 700 tys. osób. Planowane było także wezwanie ok. 40 tys. mieszkańców Czeczenii, którzy prawdopodobnie posłużą jako „jednostki zaporowe” za wojskami rosyjskimi. Jednocześnie wśród ludności Moskwy i Petersburga liczba zmobilizowanych ponownie będzie minimalna.
Według strony ukraińskiej Rosja przeprowadziła o 1:50 atak dronów na Kijów. Siły Powietrzne Ukrainy podały, że zniszczono 26 z 33 dronów Shahed 136/131, z których większość zmierzała w stronę stolicy. Szczątki dronów spadły w czterech dzielnicach miasta. Fragmenty dronów, które spadły na otwartej przestrzeni w okolicy dzielnicy Padół, zraniły jedną osobę. Szczątki uderzyły także w mieszkanie w wielopiętrowym budynku w rejonie szewczenkowskim, powodując pożar. W obwodzie kijowskim uszkodzony został obiekt infrastruktury. Ponadto uszkodzonych zostało osiem domów prywatnych i szereg innych obiektów, w tym samochody, linie energetyczne trolejbusów i nawierzchnia drogi. Lokalne władze poinformowały, siły rosyjskie przeprowadziły w ciągu ostatniej doby ataki na dziewięć obwodów, zabijając jednego cywila (w obwodzie zaporoskim) i raniąc trzech kolejnych.
Według doniesień rosyjska obrona przeciwlotnicza zestrzeliła osiem ukraińskich dronów w pobliżu Krymu. Rosja podała również, że zniszczyła trzy ukraińskie statki transportowe na północny wschód od Wyspy Wężowej.
W ocenie ISW Ukraińcy kontynuowali natarcie w rejonie Nowoprokopiwki na południe od Robotyne oraz posunęli się naprzód w rejonie Bachmutu. Z kolei wojska rosyjskie przeprowadziły ataki na linii Kupiańsk–Swatowe–Kreminna, w pobliżu Bachmutu, wzdłuż linii Awdijiwka–Donieck, na granicy obwodu donieckiego i zaporoskiego oraz w zachodnim obwodzie zaporoskim, odzyskując prawdopodobnie część utraconych pozycji na niektórych obszarach. Ponadto rosyjskie władze okupacyjne zorganizowały ostatni dzień głosowania w rosyjskich wyborach regionalnych na zajętych terytoriach, kontynuując wysiłki mające na celu zmuszenie mieszkańców do głosowania i przedstawianie wyborów jako legalnych.
Prezydent Korei Południowej Yoon Suk-yeol ogłosił utworzenie pakietu pomocowego o wartości 2,3 miliarda dolarów dla Ukrainy w związku z obawami humanitarnymi i odbudową powojenną.

### 11 września

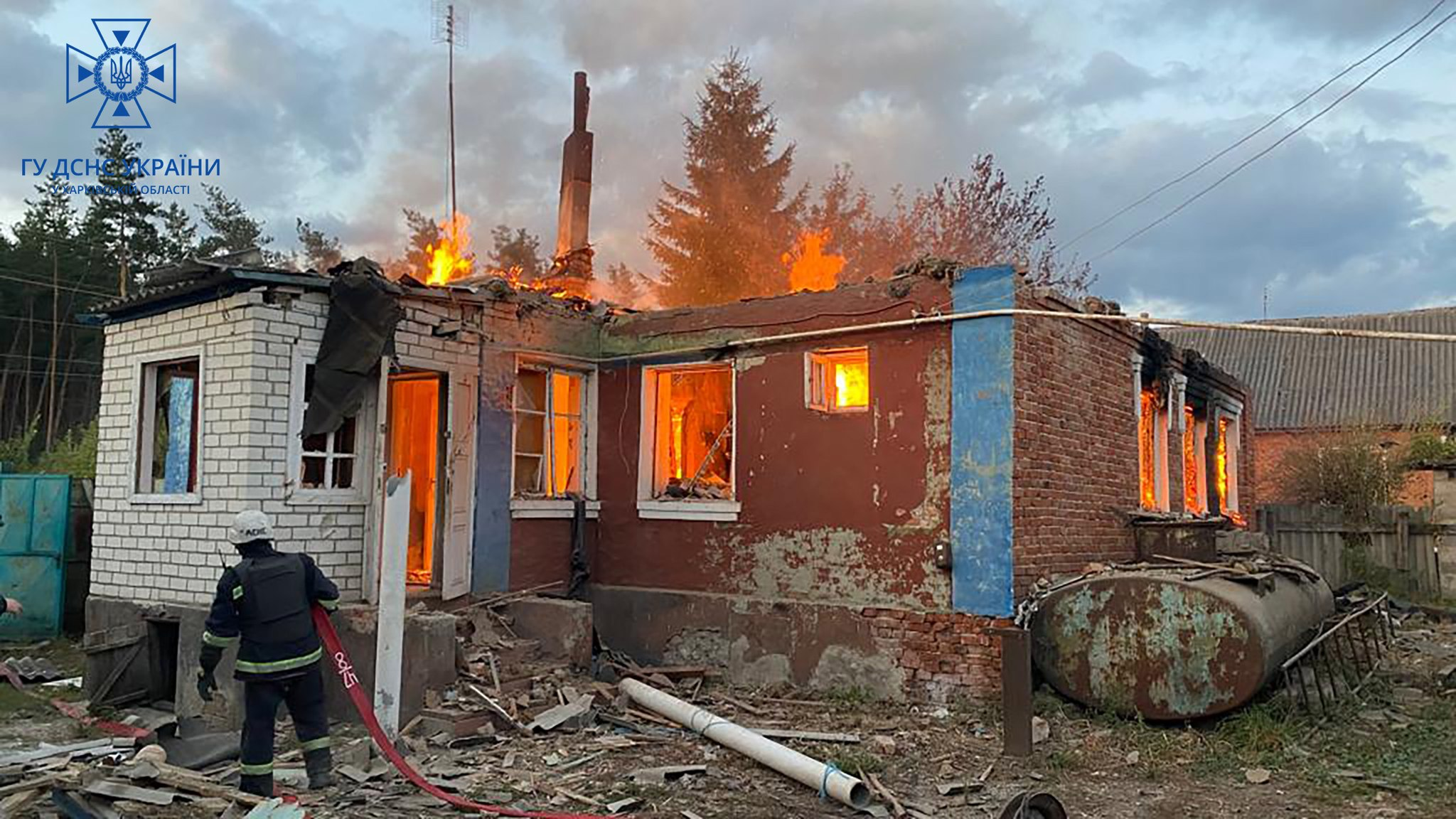
Dom w Wołczańsku po rosyjskim ostrzale.

Wiceminister obrony Hanna Malar podała, że w ciągu ostatniego tygodnia odbito 4,8 km² terytorium na froncie południowym. Dodała też, że w miarę jak Ukraina kontynuowała marsz w kierunku Melitopola, operacje na południe od Robotyne i na zachód od Werbowego w obwodzie zaporoskim zakończyły się sukcesem. Według Malar siły ukraińskie odzyskały do tej pory 256,5 km² ziemi na południu obwodu zaporoskiego i części obwodu donieckiego. W ciągu doby SZ Ukrainy zneutralizowały 360 żołnierzy rosyjskich i zniszczyły siedem składów amunicji na kierunku taurydzkim; na całej Ukrainie zneutralizowano łącznie 600 wojskowych, 30 systemów artyleryjskich i 35 dronów. Rosjanie stracili także sześć łodzi, próbując odzyskać utracone wcześniej pozycje w obwodzie chersońskim.
Sztab Ukrainy podał, że prowadzono działania obronne na wschodzie i ofensywne na południu kraju, gdzie sytuacja operacyjna pozostawała „dość trudna”. Kontynuowano ofensywę w kierunku Melitopola, powodując znaczne straty w sile roboczej i sprzęcie wojsk rosyjskich oraz okopując się na zdobytych obszarach; odparto także 10 ataków w rejonie Robotyne i Nowodaniliwki. Rosjanie atakowali w kierunkach Kupiańska, Łymanu, Bachmutu, Awdijiwki, Marjinki i Szachtarska, gdzie odparto do 30 ataków. W kierunku kupiańskim, łymańskim i bachmuckim wojska rosyjskie prowadziły bezskuteczne ataki w pobliżu Nowoselewskiego, Orichowo-Wasyliwki i Kliszczijiwki. W kierunku awdijiwskim, marjińskim i szachtarskim Ukraińcy odpierali ataki w pobliżu Awdijiwki, Marjinki i Nowomychajliwki. W ciągu doby FR przeprowadziła 10 ataków rakietowych, 53 naloty i 56 ostrzałów na pozycje ukraińskie i obiekty cywilne (odnotowano zabitych i rannych wśród cywilów oraz zniszczoną infrastrukturę). Lotnictwo ukraińskie dokonało siedmiu nalotów na miejsca koncentracji, natomiast artyleria zniszczyła 12 jednostek artylerii, obszar koncentracji, punkt kontrolny i skład amunicji.
Ukraiński wywiad wojskowy poinformował, że siły specjalne odzyskały na Morzu Czarnym u wybrzeży Krymu kilka platform wiertniczych ropy i gazu, które były zajęte i ufortyfikowane przez Rosję od 2015 roku. Wśród odzyskanych obiektów znalazły się platformy Boyko Towers (tzw. „wieże Bojki”) „Petro Godowalets” i „Ukraina” oraz mobilne platformy wiertnicze „Tauryda” i „Sywasz”. Operację przeprowadzono 23 sierpnia 2023 roku, jednak wywiad poinformował o niej opinię publiczną dopiero we wrześniu. Wcześniej sugerowano, że do nalotów mogło dojść 22 i 30 sierpnia, ponieważ w oba te dni rosyjskie Ministerstwo Obrony ogłosiło zniszczenie ukraińskich łodzi; 22 sierpnia MON opublikowało film przedstawiający ostrzał z samolotu do łodzi, na podstawie którego nie można było stwierdzić, czy łódź została zniszczona. Z kolei Główny Zarząd Wywiadu Ukrainy opublikował nagranie z drona, z którego wynikało, że rosyjski Su-30 próbował zatopić łodzie szturmowe przy użyciu różnej broni, jednak chybił. Początkowo strzelano do niego z „broni służbowej”, aż został trafiony ukraińskim MANPADem, w rezultacie czego został uszkodzony i zmuszony do odwrotu. Siły ukraińskie przejęły także zapas amunicji do helikopterów, dwa systemy radarowe Newa mogące śledzić ruch statków na Morzu Czarnym oraz nienaruszony system walki elektronicznej rosyjskiego producenta JSC NVP „Protek” (po raz pierwszy w całej wojnie). Zdaniem ekspertów odbicie platform ma strategiczne znaczenie i mogą być użyte do odzyskiwania kontroli na Morzu Czarnym oraz nad okupowanym półwyspem
W nocy ukraińska obrona przeciwlotnicza zniszczyła wszystkie 12 dronów Shahed 136/131 (wystrzelone z Jejska i Primorsko-Achtarska) nad obwodami zaporoskim, dniepropetrowskim i mikołajowskim oraz jeden dron nieokreślonego typu. Siły rosyjskie ostrzelały dwukrotnie Nikopol za pomocą artylerii i Gradów; trzy osoby zostały ranne. Wojska rosyjskie ostrzelały także przychodnię w obwodzie chersońskim. W ataku dwie osoby zostały ranne, w tym ratownik medyczny. W godzinach nocnych Rosjanie ostrzelali przygraniczne terytorium obwodu sumskiego. Hromada Chocim została zaatakowana za pomocą moździerzy.
Gubernator Wiaczesław Gładkow powiedział, że wczesnym rankiem nad obwodem biełgorodzkim zestrzelono dwa drony. Gubernator Roman Starowojt podał, że w ataku dronów na Rylsk w obwodzie kurskim uszkodzone zostały dwa domy. Godzinę później doszło do drugiego ataku dronów w regionie, w wyniku którego został uszkodzony budynek administracyjny. Brytyjskie MON poinformowało, że w ostatnich tygodniach dowództwo sił rosyjskich ponownie skalibrowało obronę przeciwlotniczą krótkiego i średniego zasięgu wokół Moskwy, starając się skuteczniej bronić przed atakami dronów. Od początku września rosyjskie systemy przeciwlotnicze SA-22 wokół stolicy były rozmieszczane na podwyższonych wieżach i rampach.
Przewodniczący Kolegium Połączonych Szefów Sztabów generał Mark Milley powiedział, że chłody utrudnią siłom ukraińskim manewrowanie, ale „wciąż jest sporo czasu, zapewne ok. 30 do 45 dni pogody umożliwiającej walkę, więc Ukraińcy jeszcze nie powiedzieli ostatniego słowa”. Przyznał także, że ukraińska kontrofensywa postępowała wolniej, niż się spodziewano. Podkreślił jednak, że nadal trwają ciężkie walki, a Ukraińcy posuwają się naprzód. W opinii ISW siły ukraińskie kontynuowały kontrofensywę w obwodach donieckim i zaporoskim oraz według doniesień posunęły się w okolicach Bachmutu, wzdłuż linii Awdijiwka–Donieck, na granicy obwodu donieckiego i zaporoskiego oraz w zachodnim obwodzie zaporoskim. Z kolei wojska rosyjskie przeprowadziły ataki na linii Kupiańsk–Swatowe–Kreminna, w pobliżu Bachmutu, wzdłuż linii Awdijiwka–Donieck, na granicy obwodu donieckiego i zaporoskiego oraz w zachodnim obwodzie zaporoskim, robiąc postępy na niektórych obszarach.
W ramach zamówienia złożonego przez rząd niemiecki, Rheinmetall przekazał Ukrainie 40 bojowych wozów piechoty Marder 1. Po obserwacjach na Ukrainie Rosja rozpoczęła produkcję zmodernizowanych czołgów T-80BVM wyposażonych w większą ochronę przed dronami i rakietami przeciwpancernymi. Z raportu The Economist wynikało, że europejskie wkłady finansowe na rzecz Ukrainy były prawie dwukrotnie większe niż wkłady finansowe Stanów Zjednoczonych.

### 12 września
Według SG Ukrainy armia odniosła „częściowy sukces” w okolicy Kliszczijiwki oraz na południe i południowy wschód od Robotyne (ok. 13 km na południe od Orichiwa). Rzecznik Zgrupowania Tauryda pułkownik Oleksandr Sztupun stwierdził, że siły ukraińskie posunęły się 300–500 m na południe i południowy wschód od Robotyne. W obawie przed kontrofensywą armia rosyjska rozpoczęła przygotowania do działań wojennych w Tokmaku i okolicach, m.in. zaczęto zwiększać liczebność żołnierzy i sprzętu wojskowego. Ponadto w mieście pojawiało się coraz więcej jeży przeciwpancernych, punktów kontrolnych i struktur obronnych. W ciągu ostatniej doby siły ukraińskie zabiły lub zraniły 255 żołnierzy rosyjskich oraz zniszczyły dwa składy amunicji na kierunku taurydzkim. Łącznie wyeliminowano 550 żołnierzy, osiem czołgów i ponad 30 systemów artyleryjskich.
SG Ukrainy podał, że prowadzono działania obronne na wschodzie i na południu kraju oraz działania ofensywne w kierunku Melitopola i Bachmutu. Kontynuowano ofensywę w kierunku Melitopola, powodując znaczne straty w sile roboczej i sprzęcie wojsk rosyjskich oraz zmuszając Rosjan do wycofania się z zajętych pozycji; siły ukraińskie odniosły sukces w rejonie Robotyne. Rosjanie atakowali w kierunkach Kupiańska, Łymanu, Bachmutu, Awdijiwki, Marjinki i Szachtarska, gdzie odparto do 34 ataków. W kierunkach kupiańskim, łymańskim i bachmuckim Rosjanie prowadzili nieudane ataki w pobliżu Orichowo-Wasyliwki, z kolei wojska ukraińskie odniosły częściowy sukces w pobliżu Kliszczijiwki, zadając Rosjanom znaczne straty w sile roboczej i sprzęcie. W kierunkach awdijiwskim, marjińskim i szachtarskim Ukraińcy odparli ponad 20 ataków w pobliżu Awdijiwki i Marjinki oraz Nowomychajliwki i na południe od Nowodariwki. W ciągu doby armia rosyjska przeprowadziła siedem ataków rakietowych, 35 nalotów i 56 ostrzałów na pozycje ukraińskie i obiekty cywilne. Lotnictwo ukraińskie dokonało dziewięciu nalotów na miejsca koncentracji, z kolei artyleria zniszczyła 10 jednostek artylerii, dwa przeciwlotnicze systemy rakietowe, rejon koncentracji, stację walki radioelektronicznej, stanowisko dowodzenia i pięć składów. Przedstawiciel SG Ukrainy Iwan Pawłenko podał, że użycie dronów przez Rosjan wzrosło do tego stopnia, że „na niektórych odcinkach frontu jest ich 250–300 jednocześnie”. Ukraińskie wojsko zaatakowało rosyjską bazę dronów w okupowanej wsi Łuhanśke.
Ukraińska Prokuratura Generalna podała, że rano w wyniku rosyjskiego ostrzału artyleryjskiego na Krasnohoriwkę zginęło dwóch cywilów, a jeden został ranny. Pocisk 152 mm trafił w dom, zabijając osoby w wieku 84 i 71 lat. Rosjanie ostrzelali także Awdijiwkę, uderzając w prywatny dom i raniąc starszą kobietę i jej córkę. MSW Ukrainy poinformowało, że wojska rosyjskie wkroczyły do wsi Makiejewka w obwodzie ługańskim, zabijając starszego mężczyznę. Wieczorem Rosja uderzyła w miejscowości Sadowe i Poniatówka w obwodzie chersońskim, raniąc trzy osoby. W ciągu doby obwód sumski został ostrzelany 25 razy; jedna osoba została ranna. W okupowanym Doniecku zginął 56-letni Hennadij Dubowy, „ideolog Noworosji”.
Brytyjskie Ministerstwo Obrony podało, że elementy rosyjskiej 25 Armii Ogólnowojskowej prawdopodobniej zostały rozmieszczone na Ukrainie i nastąpiło to wcześniej niż planowano. Zdaniem Ministerstwa „jednostki zostały wysłane do akcji wcześniej, ponieważ Rosja zmagała się z nadmiernie rozciągniętymi siłami na froncie, a Ukraina kontynuowała kontrofensywę na trzech różnych osiach. Rosja może spróbować wykorzystać część 25. Armii do uzupełnienia niezaangażowanych sił rezerwowych w teatrze działań wojennych, aby zapewnić dowódcom większą elastyczność operacyjną”. Według ISW na Kremlu trwały spory, dotyczące przeprowadzenia drugiej fali masowej mobilizacji rezerwistów, jednak według analityków nie była ona jeszcze przesądzona. Siły ukraińskie przeprowadziły ofensywy na co najmniej dwóch odcinkach frontu i posunęły się w okolicach Bachmutu, wzdłuż linii Awdijewka–Donieck i w zachodnim obwodzie zaporoskim. Z kolei wojska rosyjskie przeprowadziły ataki na linii Kupiańsk–Swatowe–Kreminna, w pobliżu Bachmutu, wzdłuż linii Awdijiwka–Donieck, na granicy obwodu donieckiego i zaporoskiego oraz w zachodnim obwodzie zaporoskim, robiąc postępy na niektórych obszarach.
Według OSW w ostatnich dniach Ukraińcy zintensyfikowali ataki na południowy wschód od Wełykiej Nowosiłki i osiągnęły nieznaczne powodzenie w okolicach Nowomajorśkego. Na południowy zachód od Bachmutu wyparli Rosjan z Andrijiwki. Rosyjska obrona w tym rejonie opierała się na linii kolejowej Bachmut–Gorłówka. Na południowy zachód od Wełykiej Nowosiłki siły rosyjskie odepchnęły Ukraińców od Pryjutnego, co potwierdził SG Ukrainy, informując o utrzymaniu obrony w rejonie Riwnopila. Według części źródeł Rosjanie skutecznie kontratakowali w okolicach Orichiwa, dzięki czemu odzyskały fragment terenu na północny zachód od Werbowego. Utrzymali również zajęte w poprzednich dniach tereny w zachodniej Marjince; pod kontrolą ukraińską było kilka kwartałów w zachodniej części miasta. Na pozostałych kierunkach podejmowane przez obie strony ataki nie przyniosły większych zmian.
Rząd Danii ogłosił przekazanie Ukrainie największego od czasu rosyjskiej inwazji pakietu pomocy wojskowej o wartości 830 milionów dolarów, który obejmie m.in. czołgi, bojowe wozy piechoty, amunicję i działa przeciwlotnicze. Pomoc będzie przekazywana w transzach w latach 2023–2025, przy czym największa część zostanie przekazana w 2023 roku. Koncern Ukroboronprom na konferencji prasowej poinformował, że Zakład Lotniczy Antonow na Ukrainie rozszerzy swoją produkcję o drony dla ukraińskiej armii. Nowe centrum dronów lepiej zaspokoi potrzeby wojskowe Ukrainy. Według czterech amerykańskich urzędników, administracja Joe Bidena była bliska zatwierdzenia wysłania na Ukrainę pocisków rakietowych dalekiego zasięgu wyposażonych w głowice kasetowe.
Według CNN setki jednostek sprzętu wojskowego rzekomo zniszczonego przez Rosjan okazało się atrapami. Przedstawiciel ukraińskiej firmy produkującej makiety broni stwierdził, że „wojna jest kosztowna i Rosjanie muszą wydawać pieniądze na używanie dronów i rakiet do niszczenia fałszywych celów. W końcu drony i rakiety są drogie. Nasze modele są znacznie tańsze. W szczególności haubica M777 kosztuje kilka mln dolarów. Makieta kosztuje niecałe 1000 dolarów i nie zawiera niczego bardziej niezwykłego niż stare rury kanalizacyjne. Ale zniszczenie przy pomocy drona kosztuje siły rosyjskie tyle samo, co prawdziwe zniszczenie”.

### 13 września

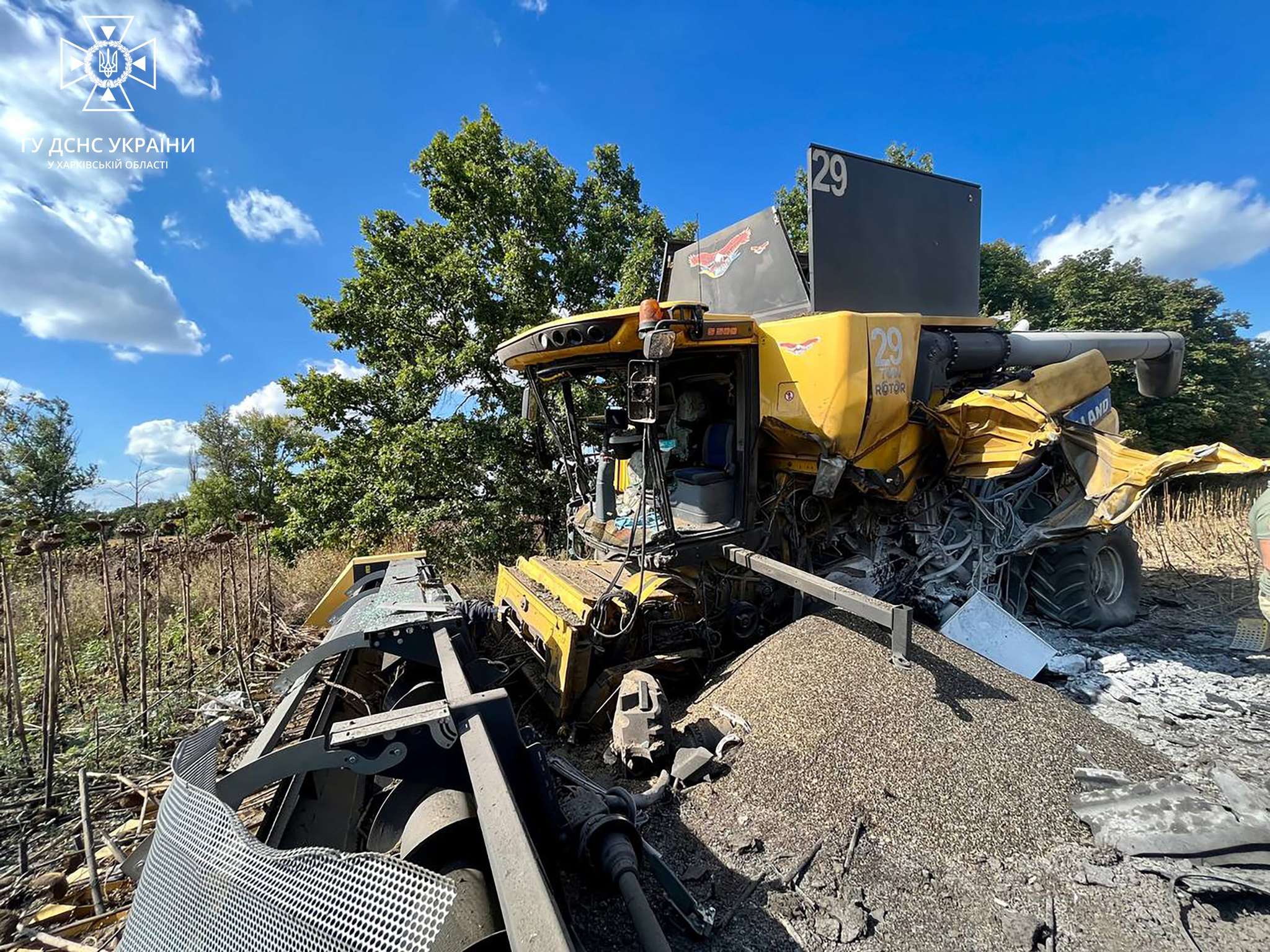
Kombajn zbożowy, który wysadził się na minie przeciwpancernej w pobliżu Błahodatnego (obwód charkowski). Kierowca został lekko ranny.

Gubernator obwodu charkowskiego Ołeh Syniehubow stwierdził: „Sytuacja na kierunku kupiańskim pozostawała trudna. Wróg tworzył tam pięść uderzeniową, żeby podjąć kolejne działania szturmowe”. Dodał także, ze Rosjanie prowadzili takie działania już od kilku miesięcy; „Po zaatakowaniu przez siły ukraińskie ich ludzi i sprzętu byli zmuszani do wycofywania się i odbudowy [swych sił]”.
SG Ukrainy podał, że prowadzono działania obronne na wschodzie i na południu kraju oraz działania ofensywne w kierunku Melitopola i Bachmutu. Kontynuowano ofensywę w kierunku Melitopola, powodując znaczne straty w sile roboczej i sprzęcie wojsk rosyjskich. Rosja atakowała w kierunkach Kupiańska, Bachmutu, Awdijiwki, Marjinki i Szachtarska, gdzie odparto do 29 ataków. W kierunkach kupiańskim i bachmuckim Rosjanie prowadzili nieudane ataki w okolicy Berestowego, Biłohoriwki i Bohdaniwki, z kolei wojska ukraińskie odniosły częściowy sukces w pobliżu Kliszczijiwki, Andrijiwki i Kurdiumiwki, zadając Rosjanom znaczne straty w sile roboczej i sprzęcie. W kierunkach awdijiwskim, marjińskim i szachtarskim Ukraińcy odpierali rosyjskie ataki, głównie w pobliżu Marjinki (14 ataków) oraz w rejonie Małej Tokmaczki i Werbowego. W ciągu 24h siły rosyjskie przeprowadziły dwa ataki rakietowe, 92 naloty i 42 ostrzały na pozycje ukraińskie i obiekty cywilne (odnotowano zabitych i rannych wśród cywilów oraz zniszczoną infrastrukturę). Lotnictwo ukraińskie dokonało 12 nalotów na miejsca koncentracji i dwóch na przeciwlotnicze kompleksy rakietowe; artyleria ostrzelała stanowisko dowodzenia, kompleks rakiet przeciwlotniczych, obszar koncentracji, 15 jednostek artylerii, dwa magazyny amunicji i stację walki radioelektronicznej.
Prorosyjski gubernator Sewastopola Michaił Razwożajew stwierdził, że o 2:00 w nocy Ukraina przeprowadziła „atak rakietowy” na doki w Zakładach Morskich w Sewastopolu, powodując duży pożar. Według doniesień zginęły dwie osoby, a co najmniej 26 osób zostało rannych. Rosyjskie Ministerstwo Obrony podało, że wystrzelono 10 rakiet manewrujących, z których siedem zostało zestrzelonych. W ataku uczestniczyły także trzy „drony morskie”, które zostały zniszczone. Ministerstwo poinformowało, że „w wyniku trafienia wrogimi rakietami manewrującymi uszkodzone zostały dwa remontowane statki”. Uszkodzone statki zidentyfikowano jako okręt desantowy projektu 775 „Mińsk” i okręt podwodny projektu 636 „Rostów nad Donem”, które znajdowały się w suchym doku. Ukraińskie Siły Powietrzne potwierdziły, że użyto rakiet Storm Shadow.
W godzinach nocnych Rosja przeprowadziła 4,5h atak dronów na obwody odeski. Ukraińska armia podała, że zestrzelono 32 z 44 dronów Shahed 136/131, których głównym celem było południe obwodu odeskiego. W ataku na naddunajski port Izmaił rannych zostało siedmiu cywilnych kierowców oraz uszkodzono infrastrukturę portową (w tym magazyny zboża i zbiorniki na ropę) oraz cywilną (w tym budynki niemieszkalne, z kolei na parkingu dla ciężarówek wybuchł pożar). Po ostrzale obwodu odeskiego na sąsiednim terytorium Rumunii ponownie odnaleziono szczątki rosyjskiego drona. Ministerstwo Spraw Zagranicznych zaprotestowało i zamierzało wezwać szefa rosyjskiej misji dyplomatycznej. Siły Powietrzne Ukrainy poinformowały, że w ciągu roku Rosja wystrzeliła na Ukrainę ponad 2 tys. irańskich dronów Shahed; pierwszy z nich został zestrzelony 13 września 2022 roku.
W opinii ISW Ukraińcy posunęli się w zachodnim obwodzie zaporoskim i zbliżyli się do Bachmutu w ramach operacji kontrofensywnych na obu odcinkach frontu. Materiały geolokalizowane wskazywały, że siły ukraińskie osiągnęły ograniczone postępy na południe od Robotyne, z kolei ukraiński SG poinformował, że odniesiono „częściowy sukces” w pobliżu Robotyne oraz w okolicy Kliszczijiwki, Andrijiwki i Kurdiumiwki na kierunku bachmuckim. Z kolei wojska rosyjskie przeprowadziły ataki na linii Kupiańsk–Swatowe–Kreminna, w pobliżu Bachmutu, wzdłuż linii Awdijiwka–Donieck, na granicy obwodu donieckiego i zaporoskiego oraz w zachodnim obwodzie zaporoskim, nie robiąc żadnych potwierdzonych postępów.
Niemcy zapowiedziały kolejny pakiet pomocy wojskowej dla Ukrainy, który obejmował 20 bojowych wozów piechoty Marder 1A3, system obserwacji Satcom, 20 dronów rozpoznawczych RQ-35 Heidrun, dwa mobilne systemy masztów antenowych, 10 systemów wykrywania dronów, dwa czołgi do usuwania min Wisent, 1, 3 tys. pocisków artyleryjskich 155 mm, 1,5 mln szt. amunicji do broni strzeleckiej, jeden ciągnik siodłowy 8x8 HX81 i cztery naczepy, dziewięć pojazdów transportowych, pięć ciężarówek HX 8x8 do przeładunku i trzy karetki pogotowia.
Według doniesień przywódcy Rosji i Korei Północnej, Władimir Putin i Kim Dzong Un, spotkali się na kosmodromie Wostocznyj, aby negocjować dostawy broni i technologii satelitarnej.
Ukraińscy żołnierze z 3 Brygady Szturmowej opublikowali nagranie filmowe przedstawiające pierwszoosobowego drona niszczącego czołg T-90A w pobliżu Bachmutu. Materiał nie był datowany, ale przypuszczano, że został nakręcony na początku sierpnia.

### 14 września

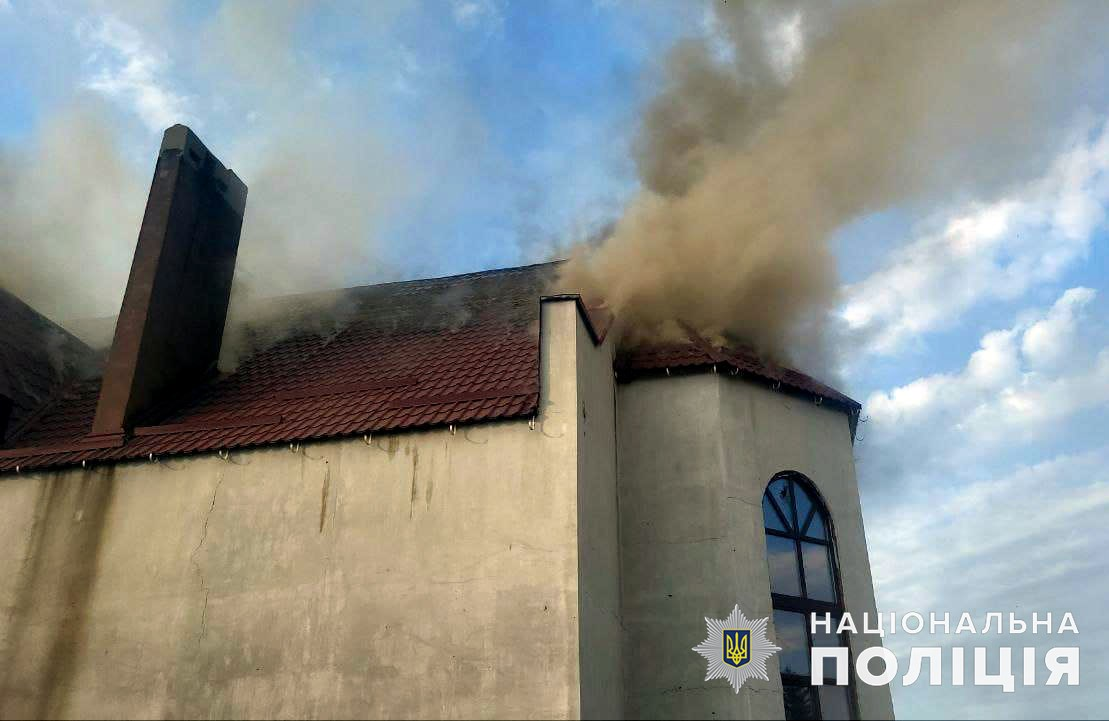
Dom modlitwy kościoła „Arka” w Krasnohoriwce po rosyjskim ostrzale.

Rzecznik Wschodniego Zgrupowania Ilja Jewlash oświadczył, że siły ukraińskie wyparły siły rosyjskie z pozycji w pobliżu Minkiwki (15 km na północny zachód od Bachmutu) i Dubowo-Wasyliwki (6 km na północny zachód od Bachmutu). Ukraiński SG i wicepremier obrony Hanna Malar podali, że siły ukraińskie w dalszym ciągu stopniowo posuwały się w kierunku Melitopola. W ciągu doby siły ukraińskie zneutralizowały 368 żołnierzy rosyjskich i 40 jednostek sprzętu na kierunku taurydzkim.
Ukraiński Sztab poinformował, że prowadzono działania obronne na wschodzie i na południu kraju oraz działania ofensywne w kierunku Melitopola i Bachmutu. Kontynuowano ofensywę w kierunku Melitopola, powodując znaczne straty w sile roboczej i sprzęcie wojsk rosyjskich. FR atakowała w kierunkach Bachmutu, Awdijiwki i Marjinki, gdzie odparto do 25 ataków. W kierunku bachmuckim Rosjanie prowadzili bezskuteczne ataki w okolicy Bohdaniwki, z kolei siły ukraińskie odniosły częściowy sukces w pobliżu Kliszczijiwki i Andrijiwki, zadając Rosjanom znaczne straty w sile roboczej i sprzęcie. W kierunkach awdijiwskim i marjińskim Rosjanie przeprowadzili 10 nieudanych ataków w okolicy Łastoczkine i Awdijiwki oraz odparto wszystkie rosyjskie ataki na Marjinkę. W ciągu doby Rosja przeprowadziła dwa ataki rakietowe, 59 nalotów i 56 ostrzałów na pozycje ukraińskie i obiekty cywilne (odnotowano zabitych i rannych wśród cywilów oraz zniszczoną infrastrukturę). Lotnictwo ukraińskie dokonało 10 nalotów na miejsca koncentracji, a artyleria uderzyła w stanowisko dowodzenia, trzy przeciwlotnicze systemy rakietowe, obszar koncentracji, 5 jednostek artylerii i skład amunicji.
Ministerstwo Obrony Rosji poinformowało, że zestrzelono cztery drony nad obwodem briańskim. Później podano, że obrona przeciwlotnicza zniszczyła 11 dronów nad Krymem, podczas gdy statek patrolowy zniszczył pięć dronów morskich na Morzu Czarnym. Odnotowano także eksplozje w pobliżu rosyjskiego garnizonu wojskowego w okolicy wsi Ujutne pod Eupatorią. W tym samym czasie rosyjscy urzędnicy zamknęli Most Krymski dla ruchu. Następnie armia ukraińska podała, że SBU i Marynarka Wojenna przeprowadziły atak w pobliżu Eupatorii przy użyciu rakiet manewrujących R-360 Neptun i dronów, niszcząc „systemy rakietowe S-300 i S-400 o wartości 1,2 miliarda dolarów”. Atak został potwierdzony zdjęciami satelitarnymi. SBU stwierdziło, że radary i anteny kompleksu zostały najpierw wyłączone przez drony, a następnie w wyrzutnie trafiły rakiety. Według lokalnych mieszkańców do ataku doszło ok. 5:40 czasu lokalnego. W oddzielnym ataku na Morzu Czarnym Ukraińcy uszkodzili rosyjskie statki patrolowe „Siergiej Kotow” i „Wasilij Bykow”.
W wyniku rosyjskiego ostrzału w Nowodmitryku w obwodzie chersońskim zginęło 6-letnie dziecko, a cztery osoby zostały ranne. Tego samego dnia Rada Obrony Obwodu Chersońskiego nakazała obowiązkową ewakuację rodzin z dziećmi w 31 miejscowościach na terenie obwodu. Wcześniej gubernator Ołeksandr Prokudin powiedział, że w ciągu 24h Rosja 82 razy ostrzelała obiekty cywilne w regionie Chersonia za pomocą artylerii, czołgów, samolotów, wyrzutni Grad, moździerzy i dronów. Według ukraińskiego wojska w nocy Rosjanie przeprowadzili atak dronów na obwody mikołajowski, zaporoski, dniepropetrowski i sumski. Według Sił Powietrznych Ukrainy Rosja wystrzeliła 22 drony Shahed 136/131, z czego 17 zostało zestrzelonych. W obwodzie sumskim władze lokalne zgłosiły uszkodzenie sklepu spożywczego i łaźni, z kolei w obwodzie dniepropietrowskim uszkodzonych zostało kilka prywatnych domów, budynków gospodarczych i samochodów.
Według ISW generał Wasilij Popow, dowódca rosyjskiego 247 Gwardyjskiego Pułku Szturmowego (7 Dywizji WDW), zginął podczas walk na Ukrainie. Siły ukraińskie kontynuowały ofensywy w zachodnim obwodzie zaporoskim i wokół Bachmutu; według doniesień posunęli się naprzód na południe od Bachmutu. Zrobiły także postępy wzdłuż linii Awdijiwka–Donieck. Z kolei wojska rosyjskie przeprowadziły ataki na linii Kupiańsk–Swatowe–Kreminna, w pobliżu Bachmutu, wzdłuż linii Awdijiwka–Donieck i w zachodnim obwodzie zaporoskim, posuwając się na niektórych obszarach.
W odpowiedzi na skutki uboczne ataków rosyjskich dronów na ukraińskie porty na Dunaju Rumunia wprowadziła zakaz lotów statków powietrznych na wysokości mniejszej niż 4 tys. m nad strefą w promieniu 30 km od wschodniego odcinka granicy Ukrainy, w pobliżu portów Sulina i Gałacz.
Ukraiński prokurator generalny Andrij Kostin ogłosił, że Międzynarodowy Trybunał Karny otworzył w Kijowie biuro terenowe w celu usprawnienia reakcji na rosyjskie zbrodnie wojenne, nazywając je największym biurem MTK od siedziby w Hadze.

### 15 września

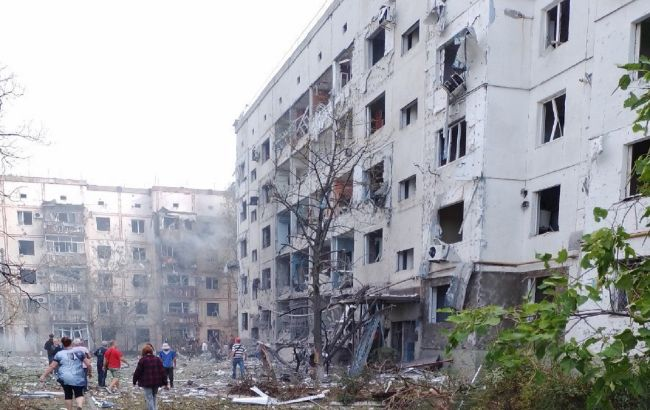
Nowa Kachowka po porannym rosyjskim nalocie.

Sztab Generalny Ukrainy ogłosił, że odzyskano pełną kontrolę nad wsią Andrijiwka, 10 km na południe od Bachmutu. Później tę informację potwierdziła wiceminister obrony Hanna Malar i 3 Brygada Szturmowa, która stwierdziła, że siły ukraińskie zadały w trakcie bitwy miażdżący cios rosyjskiej 72. Oddzielnej Brygadzie Strzelców Motorowych; według doniesień jednostka rosyjska straciła szefa wywiadu, trzech dowódców i prawie całą piechotę, w tym oficerów oraz znaczną ilość sprzętu.
Ukraiński Sztab poinformował, że prowadzono działania obronne na wschodzie i na południu kraju oraz działania ofensywne w kierunku Melitopola i Bachmutu. Kontynuowano ofensywę w kierunku Melitopola, powodując znaczne straty w sile roboczej i sprzęcie wojsk rosyjskich oraz zmuszając Rosjan do wycofania się z zajętych pozycji; w wyniku ataków Ukraińcy odnieśli częściowy sukces w rejonie Werbowego i Nowopropowiwki. Armia rosyjska atakowała głównie w kierunkach Bachmutu i Marjinki, gdzie odparto do 24 ataków. W kierunku bachmuckim Rosjanie prowadzili bezskuteczne ataki w okolicy Jahidnego i Bohdaniwki, z kolei siły ukraińskie odniosły częściowy sukces w pobliżu Kliszczijiwki. W kierunku marjińskim Rosjanie przeprowadzili 13 nieudanych ataków w okolicy Marjinki oraz odparto wszystkie rosyjskie ataki na Urożajne. W ciągu 24h siły rosyjskie przeprowadziły 59 nalotów i 36 ostrzałów na pozycje ukraińskie i obiekty cywilne. Lotnictwo Ukrainy dokonało trzech nalotów na miejsca koncentracji, z kolei artyleria uderzyła w kolejne trzy obszary koncentracji.
Według doniesień, wpływająca do Zatoki Sewastopolskiej rosyjska korweta „Samum” została trafiona przez eksperymentalnego ukraińskiego drona morskiego „Sea Baby”, z kolei siły ukraińskie zatopiły rosyjską łódź KS-791 „Tunets”
Rzeczniczka Południowego Dowództwa Operacyjnego Natalia Humeniuk oskarżyła Rosję o przypadkowe zrzucenie bomby na okupowaną Nową Kachowkę, powodując ofiary i zniszczenia w obszarach mieszkalnych oraz obwinienie za ten incydent Ukrainy. W wyniku eksplozji uszkodzone zostały cztery wielopiętrowe budynki. W godzinach nocnych armia rosyjska zaatakowała Ukrainę za pomocą dronów, które wystrzelono z Primorsko-Achtarska w kierunku obwodu chmielnickiego (prawdopodobnie w stronę lotniska Starokonstantinow). Według Sił Powietrznych Ukrainy wystrzelono 17 dronów Shahed 136/131, z których wszystkie zostały zestrzelone przez obronę przeciwlotniczą.
W opinii ISW Ukraińcy wyzwolili Andrijiwkę w rejonie Bachmutu i kontynuowali działania ofensywne w pobliżu tego miasta oraz w zachodnim obwodzie zaporoskim. Wojska rosyjskie przeprowadziły ataki na linii Kupiańsk–Swatowe–Kreminna, w pobliżu Bachmutu, wzdłuż linii Awdijiwka–Donieck i w zachodnim obwodzie zaporoskim, posuwając się na niektórych obszarach. Rosyjskie władze kontynuowały wysiłki na rzecz wzmocnienia linii komunikacyjnych łączących południową Ukrainę z Rosją i Krymem. Ponadto przewodniczący Komitetu Obrony Dumy Państwowej Rosji Andriej Kartapołow stwierdził, że zmobilizowany personel powróci do domów dopiero po zakończeniu „specjalnej operacji wojskowej”. Brytyjskie MON podało, że Rosja, po zgromadzeniu zapasów manewrujących, może zimą ponownie wzmóc ataki wymierzone w ukraińską infrastrukturę energetyczną. Między październikiem 2022 a marcem 2023 roku Rosja skoncentrowała uderzenia dalekiego zasięgu na ukraińskiej infrastrukturze energetycznej, a do większości tych uderzeń używane były pociski manewrujące wystrzeliwane z powietrza przez bombowce strategiczne z głębi terytorium Rosji.
Według OSW Sztab Ukrainy i operująca na południowy zachód od Bachmutu 3 Brygada Szturmowa poinformowały o ponownym zajęciu Andrijiwki. W poprzednich dniach Rosjanie przeprowadzili udany kontratak, w którym odepchnęli Ukraińców od linii kolejowej Bachmut–Gorłówka, dzięki czemu wyparli ich także z Kliszczijiwki. W rejonie tym wciąż trwały zacięte walki. Nie potwierdziły się doniesienia o zajęciu przez Ukraińców Opytnego na południowy zachód od Awdijiwki. Według Sztabu Generalnego działające tam siły ukraińskie zostały odepchnięte na północ i powstrzymywały Rosjan w pobliżu Łastoczkyne na zachód od Awdijiwki. Według doniesień obie strony zaktywizowały na południe i południowy wschód od Siewierska, lecz efekty były nieznaczne. Na pozostałych kierunkach nie doszło do większych zmian, na południe od Orichiwa i Wełykiej Nowosiłki siły rosyjskie przeprowadziły serię nieudanych kontrataków. Z obwodu zaporoskiego docierały informacje o rozbudowie rosyjskich pozycji obronnych.
Stany Zjednoczone dostarczyły ukraińskiemu wojsku przemysłowe drukarki 3D do produkcji części zamiennych do sprzętu wojskowego.
UNESCO formalnie umieściło Sobór Sofijski w Kijowie, Ławra Peczerską i Stare Miasto we Lwowie na liście zagrożonych obiektów światowego dziedzictwa, powołując się na ciągłe zagrożenie, jakie stwarzała rosyjska inwazja.

### 16 września
Wiceminister obrony Hanna Malar podała, że Ukraińcy osiągnęli sukces podczas działań ofensywnych w rejonie Kliszczijiwki oraz w pobliżu Werbowego i Nowoprokopiwki w obwodzie zaporoskim.
Sztab Ukrainy oświadczył, że prowadzono działania obronne na wschodzie i na południu kraju oraz działania ofensywne w kierunku Melitopola i Bachmutu. Kontynuowano ofensywę w kierunku Melitopola, powodując znaczne straty w sile roboczej i sprzęcie wojsk rosyjskich oraz zmuszając Rosjan do wycofania się z zajętych pozycji. Siły rosyjskie atakowały głównie w kierunkach Bachmutu, Marjinki i Szachtarska, gdzie odparto ponad 30 ataków. W kierunku bachmuckim Rosjanie przeprowadzili 13 nieudanych ataków w rejonie Kliszczijiwki oraz próbowali przebić się przez obronę ukraińską w okolicach Kurdiumiwki i Andrijiwki. W kierunku marjińskim i szachtarskim siły rosyjskie przeprowadziły 11 bezskutecznych ataków na pozycje ukraińskie w okolicy Marjinki oraz odparto wszystkie rosyjskie ataki w rejonie Siewiernego, Riwnopola i Nowodariwki. W ciągu doby FR przeprowadziła osiem ataków rakietowych, 57 nalotów i 30 ostrzałów na pozycje ukraińskie i obiekty cywilne. Lotnictwo Ukrainy dokonało dwóch nalotów na punkty kontrolne, 12 na miejsca koncentracji i pięciu na przeciwlotnicze systemy rakietowe, natomiast artyleria zniszczyła trzy przeciwlotnicze systemy rakietowe Buk-M1 i pięć jednostek artylerii. Siły ukraińskie uderzyły w rosyjską bazę i sprzęt wojskowy w Tokmaku.
MSW Ukrainy podało, że w rosyjskich atakach na Charków i cały region zginęły co najmniej dwie osoby, a siedem zostało rannych. Dwie osoby zginęły, a jedna została ranna po tym, jak siły rosyjskie otworzyły ogień do samochodu na drodze w pobliżu przygranicznej wsi Strilecha w obwodzie charkowskim. Następnie Rosjanie wystrzelili rakiety Iskander-K na rejon chołodnohirski w Charkowie, w wyniku czego pięć osób zostało rannych oraz została uszkodzona nieokreślona liczba budynków. Ponadto 23-letni mężczyzna został ranny w wyniku ostrzału rosyjskiej artylerii we wsi Petropawliwka.
Rosyjskie Ministerstwo Obrony poinformowało, że w nocy nad obwodami twerskim i kałuskim zestrzelono dwa drony. Gubernator Roman Starowojt powiedział przygraniczna wieś Plechowo w obwodzie kurskim „została zbombardowana z Ukrainy”, w wyniku czego „30-letni mężczyzna zginął w wyniku obrażeń od odłamków pocisku”. Uszkodzonych zostało kilka domów.
Brytyjskie Ministerstwo Obrony podało, że w ostatnich dniach Rosjanie prawdopodobnie wzmocnili obronę wokół Tokmaku, który znajdował się ok. 16 km za linią frontu. Siły rosyjskie rozstawiły dodatkowe punkty kontrolne i jeże przeciwczołgowe oraz wykopały nowe okopy na obszarze utrzymywanym przez 58 Armię Ogólnowojskową. Zdaniem Ministerstwa „Tokmak jest przygotowywany do tego, aby stać się filarem drugiej linii rosyjskiej obrony. Ulepszenia w obronie miasta wskazują na rosnące zaniepokojenie Rosji ukraińskimi taktycznymi penetracjami pierwszej linii obrony na północy”.
Według ISW wojska ukraińskie próbowały poszerzyć wyłom w linii obrony rosyjskiej w rejonie Robotyne, choć nie zakończyły jeszcze przerwania tej linii. Zdaniem analityków Ukraińcy kontynuowali ataki na pozycje obrony rosyjskiej na zachód od Werbowego, gdzie „poszerzono wyłom taktyczny wzdłuż odcinka rosyjskich pozycji obronnych o długości 2,6 km”. Dodatkowo postępy ukraińskie w obwodzie zaporoskim prawdopodobnie zmusiły rosyjskie dowództwo do uznania tego odcinka frontu za priorytetowy. Według doniesień do obwodu zaporoskiego przerzucono z okolic Bachmutu elementy 83 Brygady Desantowo-Szturmowej. Tymczasem siły ukraińskie kontynuowały ofensywy na co najmniej dwóch odcinkach frontu, robiąc postępy rejonie Bachmutu i zachodnim obwodzie zaporoskim. Wojska rosyjskie przeprowadziły ataki na linii Kupiańsk–Swatowe–Kreminna, w pobliżu Bachmutu, wzdłuż linii Awdijiwka–Donieck, na granicy obwodu donieckiego i zaporoskiego oraz w zachodnim obwodzie zaporoskim, posuwając się naprzód na niektórych obszarach.
Statki towarowe „Resilient Africa” i „Aroyat” pływające pod banderą Palau przybyły do portu w Czarnomorsku w obwodzie odeskim, aby załadować zboże. Były to pierwsze statki, które przepłynęły korytarzem morskim wprowadzonym przez Ukrainę po upadku Czarnomorskiej Inicjatywy Zbożowej.

### 17 września

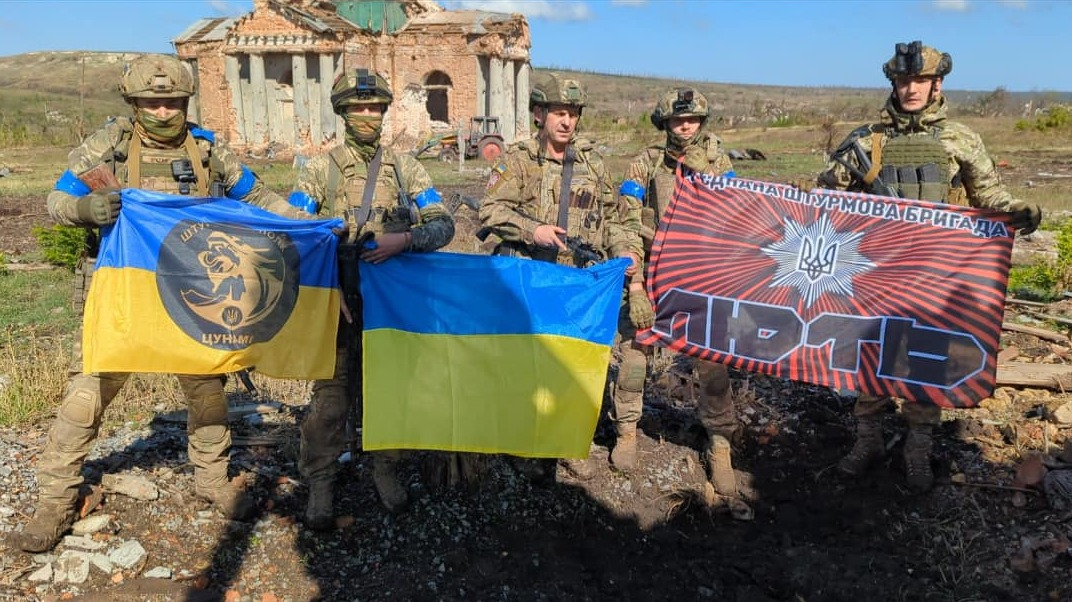
Ukraińscy żołnierze w wyzwolonej Kliszczijiwce.

Ukraińskie wojsko i prezydent Wołodymyr Zełenski potwierdzili wyzwolenie strategicznej miejscowości Kliszczijiwka w rejonie Bachmutu; była to druga wioska odbita przez Ukraińców w ciągu trzech dni. Rzecznik Wschodniego Zgrupowania Illa Jewłasz poinformował, że na kierunku Bachmutu Rosjanie zgromadzili 52 tys. żołnierzy, 270 czołgów, 150 systemów artyleryjskich i 120 zestawów rakietowych.
SG Ukrainy podał, że prowadzono działania obronne na wschodzie i na południu kraju oraz działania ofensywne w kierunku Melitopola i Bachmutu. Kontynuowano ofensywę w kierunku Melitopola, powodując znaczne straty w sile roboczej i sprzęcie wojsk rosyjskich oraz zmuszając Rosjan do wycofania się z zajętych pozycji. Rosjanie atakowali głównie w kierunkach Bachmutu i Marjinki, gdzie odparto ponad 35 ataków. W kierunku bachmuckim wojska rosyjskie przeprowadziły nieudane ataki w rejonie Biłej Hory oraz próbowały przebić się przez obronę ukraińską w okolicach Andrijiwki; siły ukraińskie kontynuowały ataki w rejonie Kliszczijiwki. W kierunku marjińskim Rosjanie przeprowadzili 10 nieudanych ataków na pozycje ukraińskie w okolicy Marjinki. W ciągu 24h Rosja przeprowadziła 15 ataków rakietowych, ponad 70 nalotów oraz 47 ostrzałów na pozycje ukraińskie i obiekty cywilne. Ukraińskie lotnictwo dokonało dziewięciu nalotów na miejsca koncentracji, a artyleria uderzyła w dwa rejony koncentracji, dwa przeciwlotnicze systemy rakietowe, 11 jednostek artylerii, trzy składy amunicji i stację walki radioelektronicznej. Odnotowano eksplozje w Tokmaku i Sewastopolu, przy czym ta druga miała miejsce w pobliżu rosyjskich obiektów wywiadu radiowego i obrony przeciwlotniczej. 
Rosja przeprowadziła kolejny atak na Ukrainę przy użyciu rakiet manewrujących i dronów. Według Sił Powietrznych Ukrainy wystrzelono 10 rakiet Ch-101/Ch-555/Ch-55 z samolotów Tu-95MS i sześć dronów szturmowych Shahed 136/131 z Primorsko-Achtarska. Według doniesień zestrzelono wszystkie drony i sześć rakiet. Atak skierowany był głównie w obwód odeski, gdzie uszkodzone zostało przedsiębiorstwo rolne (według lokalnej prasy trafiono w skład zboża w rejonie berezowskim). Jedna osoba zginęła i jedna została ranna w wyniku rosyjskiego ostrzału artyleryjskiego na infrastrukturę cywilną Wełyki Pysariwki w obwodzie sumskim. Według lokalnych władz w rosyjskich atakach w obwodach chersońskim i donieckim na Ukrainie, zginął jeden cywil, a czterech zostało rannych. Ostrzelano także placówkę medyczną w Mykilskim. Według rosyjskiego Ministerstwa Obrony przeprowadzono atak rakietowy na zakłady w Charkowie, w których naprawiano ukraińskie pojazdy opancerzone. Gubernator regionu Ołeh Siniegubow stwierdził, że Rosja uderzyła w budynek „cywilnego przedsiębiorstwa” w Charkowie czterema rakietami S-300.
Rosyjskie Ministerstwo Obrony stwierdziło, że zestrzelono cztery drony nad północno-zachodnią i wschodnią częścią Krymu oraz jednego nad obwodem moskiewskim ok. 1:45 czasu lokalnego. Gubernator Andriej Kłyczkow poinformował, że ok. 3:50 czasu lokalnego kolejny dron uszkodził skład ropy w miejscowości Orzeł, wywołując pożar w zbiorniku paliwa. Według doniesień pułkownik Andriej Kondraszkin, dowódca rosyjskiej 31 Gwardyjskiej Samodzielnej Brygady Desantowo-Szturmowej, zginął w akcji w Andrijiwce niedaleko Bachmutu.
W ocenie ISW Ukraińcy wyzwolili Kliszczijiwkę na południe od Bachmutu i kontynuowali udane ataki w innych miejscach w kierunku bachmuckim. Siły ukraińskie kontynuowały także kontrofensywę w zachodnim obwodzie zaporoskim. Z kolei wojska rosyjskie przeprowadziły ataki na linii Kupiańsk–Swatowe–Kreminna, w pobliżu Bachmutu, wzdłuż linii Awdijiwka–Donieck oraz na granicy obwodu donieckiego i zaporoskiego posuwając się naprzód na niektórych obszarach. Ponadto rosyjskie władze okupacyjne w dalszym ciągu wymazywały ukraińską tożsamość kulturową. Brytyjskie MON podało, że rosyjskie siły powietrznodesantowe po raz kolejny były wykorzystywane do wzmacniania sił piechoty na froncie. W ciągu ostatnich dwóch tygodni Rosja prawdopodobnie wzmocniła 58 Armię Ogólnowojskową dodatkowymi jednostkami WDW na osi Orichiwu. Łącznie co najmniej pięć pułków WDW z 7 i 76 dywizji skoncentrowano w odległości kilku kilometrów od wioski Robotyne na linii frontu.
Kanada przekazała Ukrainie pomoc wojskową w wysokości 24,4 mln dolarów w ramach wspólnej inicjatywy z innymi krajami zachodnimi mającej na celu poprawę zdolności obrony powietrznej kraju.
Ukraińskie wydanie magazynu Forbes, opierając się na danych SG Ukrainy, oceniło, że Rosja wydała do tej pory na wojnę na Ukrainie ok. 167,3 mld dolarów, a każdy dzień walk kosztował 300 mln dolarów. Prowadzenie działań wojennych (koszt pocisków rakietowych i artyleryjskich oraz zaopatrzenia wojskowego) kosztowało FR ok. 51,3 mld dolarów. Pozostałe wydatki obejmowały m.in. wartość zniszczonego sprzętu – 34 mld dolarów, żołd – 35,1 mld dolarów czy wartość zużytych rakiet do ostrzałów Ukrainy – 21,1 mld dolarów.

### 18 września
Wiceminister obrony Hanna Malar ogłosiła, że w zeszłym tygodniu siły ukraińskie odbiły 2 km² terytorium wokół Bachmutu (łącznie 51 km² od początku kontrofensywy) i 5,2 km² terytorium na froncie południowym (łącznie wyzwolono 260 km² terytorium na południu). Dowódca armii Ołeksandr Syrski stwierdził również, że Ukraińcy przedarli się przez rosyjskie linie obronne rozciągające się od Bachmutu do Gorłówki i że elitarne rosyjskie oddziały: 72 Oddzielna Strzelców Zmotoryzowanych, 31 Gwardyjska Samodzielna Brygada Desantowo-Szturmowa i 83 Brygada Desantowo-Szturmowa zostały rozbite i wycofane z wojska rosyjskiego podczas walk na Ukrainie. Rzecznik Wschodniego Zgrupowania Illa Jewłasz stwierdził, że wyzwolenie Kliszczijiwki pod Bachmutem pozwoliło wojskom ukraińskim uzyskać przyczółek do dalszej ofensywy.
SG Ukrainy poinformował, że prowadzono działania obronne na wschodzie i na południu kraju oraz działania ofensywne w kierunku Melitopola i Bachmutu. Rosjanie atakowali w kierunkach Bachmutu, Marjinki i Melitopola, gdzie odparto do 35 ataków. W kierunku bachmuckim siły rosyjskie przeprowadziły nieudane ataki w rejonie Kliszczijiwki oraz próbowały odzyskać utracone pozycje w okolicach Andrijiwki; siły ukraińskie kontynuowały ataki na południe od Bachmutu. W kierunku marjińskim Rosjanie przeprowadzili 10 nieudanych ataków na pozycje ukraińskie w okolicy Marjinki. W kierunku melitopolskim wojska rosyjskie przeprowadziły bezskuteczne ataki w okolicy Robotyne, próbując odzyskać utracone pozycje; Ukraińcy w dalszym ciągu utrzymywali obronę na zajętych obszarach. W ciągu 24h armia rosyjska przeprowadziła 22 ataki rakietowe, 57 nalotów i 55 ostrzałów na pozycje ukraińskie i obszary zaludnione. Ukraińskie lotnictwo dokonało dziewięciu nalotów na miejsca koncentracji, z kolei artyleria uderzyła w dwa obszary koncentracji, trzy kompleksy rakiet przeciwlotniczych, 19 jednostek artylerii i jeden punkt kontrolny. Ponadto Rosja w dalszym ciągu wysyłała personel wojskowy z podmiotów terytorialnych FR na okupowane terytoria Ukrainy, m.in. 15 września ok. 100 poborowych z Kabardo-Bałkarii przybyło na lokalne lotnisko wojskowe w mieście Dżankoj na Krymie, aby wzmocnić obronę obiektu.
Szef wywiadu Ukrainy generał Kyryło Budanow oświadczył w rozmowie z The Economist, że „w obecnej fazie wojny rosyjska armia nie ma rezerw strategicznych. Jeśli wszystko w Rosji jest w porządku i mają wystarczające zasoby, dlaczego szukają ich w różnych częściach świata”? Dodał także, że sytuacja na froncie zmusiła Rosję, aby rzucić do walki nie w pełni ukompletowane rezerwy, m.in. 25 Armię Ogólnowojskową, która została przedwcześnie rozmieszczona w rejonie Łymanu i Kupiańska, choć była ukompletowana tylko w 80% i miała tylko 55% uzbrojenia.
Ukraina podała, że w godzinach nocnych zniszczono 18 z 24 dronów Shahed 136/131, które „zaobserwowano [lecące] w kierunku Mikołajowa i Odessy” oraz wszystkie 17 rakiet manewrujących Ch-101/Ch-555/Ch-55, wystrzelonych przez osiem rosyjskich bombowców z obwodu wołgogradzkiego; pociski zostały zniszczone przez obronę przeciwlotniczą w obwodach dniepropetrowskim, połtawskim i chmielnickim. Według władz lokalnych w ciągu ostatniej doby w rosyjskich atakach zginęło sześciu cywilów, a kolejnych 17 zostało rannych. Gubernator Ołeksandr Prokudin podał, że w wyniku rosyjskich ataków na obwód chersoński zginęły trzy osoby, a 11 zostało rannych.
Prorosyjski szef Donieckiej Republiki Ludowej Dienis Puszylin, stwierdził, że biura administracji regionalnej w Doniecku zostały zniszczone w wyniku ukraińskiego nalotu. Rosyjskie media podały, że rosyjska obrona przeciwlotnicza zestrzeliła trzy pociski powietrzne nad obwodem biełgorodzkim. W wyniku zdarzenia uszkodzone zostały linie energetyczne. Nie zgłoszono żadnych ofiar. Z kolei ukraiński wywiad wojskowy podał, że An-148, Ił-20 i Mi-28 zostały uszkodzone lub zniszczone w ataku sabotażowym w bazie lotniczej Czkałowski pod Moskwą.
Brytyjskie Ministerstwo Obrony podało, że w pierwszej połowie września kontynuowane były ciężkie walki wokół wysp w dolnym biegu Dniepru w obwodzie chersońskim. Obie strony przeprowadzały wypady na wyspy i przeciwległe brzegi rzeki przy użyciu małych łodzi. Prawdopodobnie rosyjskie operacje na tym obszarze zostały zdynamizowane, od kiedy za sektor zaczął odpowiadać nowo utworzony 40 Korpus Armijny. Według ISW ukraińska kontrofensywa mogła skutkować szczególnie poważną degradacją krytycznych elementów rosyjskiej elastycznej obrony w zachodnim obwodzie zaporoskim. Postępy Ukrainy na południe od Bachmutu mogły odpowiadać podobnej degradacji broniących się jednostek rosyjskich na tym obszarze. Siły ukraińskie przeprowadziły ofensywy na co najmniej dwóch odcinkach frontu i posunęły się naprzód w zachodnim obwodzie zaporoskim. Z kolei wojska rosyjskie przeprowadziły ataki na linii Kupiańsk–Swatowe–Kreminna, w pobliżu Bachmutu, wzdłuż linii Awdijiwka–Donieck, na granicy obwodu donieckiego i zaporoskiego oraz w zachodnim obwodzie zaporoskim, posuwając się naprzód na niektórych obszarach.
Niemcy zapowiedziały kolejny pakiet pomocy wojskowej dla Ukrainy o wartości 400 mln euro, który obejmował materiały wybuchowe, amunicję moździerzową, rakiety, pojazdy opancerzone, sprzęt do rozminowywania, odzież i agregaty prądotwórcze na zimę. Korea Południowa przekazała na zimę dwa pojazdy przeciwminowe K600.
Prezydent Wołodymyr Zełenski nakazał dymisję sześciu wiceministrów obrony: Hanny Malar, Witalija Dejnehy, Denysa Szarapowa, Wołodymyra Hawryłowa, Andrija Szewczenki i Rostysława Zamłyńskiego, a także sekretarza stanu ministerstwa obrony Kostiantyna Waszczenki.

### 19 września
Ukraiński Sztab poinformował, że prowadzono działania obronne na wschodzie i na południu kraju oraz działania ofensywne w kierunku Melitopola i Bachmutu. Kontynuowano ofensywę w kierunku Melitopola, powodując znaczne straty w sile roboczej i sprzęcie wojsk rosyjskich. Rosja atakowała głównie w kierunkach Bachmutu i Marjinki, gdzie odparto do 24 ataków. W kierunku bachmuckim wojska rosyjskie przeprowadziły nieudane ataki w rejonie Jahidnego i próbowały odzyskać utracone pozycje w okolicach Andrijiwki; Ukraińcy kontynuowali ataki na południe od Bachmutu. W kierunku marjińskim Rosjanie przeprowadzili 13 nieudanych ataków na pozycje ukraińskie w okolicy Marjinki. W ciągu doby siły rosyjskie przeprowadziły dziewięć ataków rakietowych, 79 nalotów i 60 ostrzałów na pozycje ukraińskie i obiekty cywilne. Ukraińskie lotnictwo dokonało jednego nalotu na stanowisko dowodzenia, 16 na miejsca koncentracji i trzech na przeciwlotnicze systemy rakietowe, z kolei artyleria zaatakowała trzy punkty kontrolne, kompleks rakiet przeciwlotniczych, dziewięć jednostek artylerii, skład amunicji i stację walki radioelektronicznej.
W nocy armia rosyjska przeprowadziła kolejny atak dronów na Ukrainę. Według ukraińskiego wojska wystrzelono 30 dronów Shahed 136, z czego 27 zostało zniszczonych. Ponadto z Krymu w kierunku Krzywego Rogu wystrzelono rakietę Iskander-M. Zaatakowano Lwów i obwód lwowski (był to najdłuższy atak od początku wojny), Krzywy Róg i obwód mikołajowski. Władze obwodu lwowskiego poinformowały, że w stronę regionu leciało 18 dronów, z których 15 zestrzelono. W wyniku ataku zapaliły się magazyny przemysłowe oraz zginął jeden pracownik magazynu, a spod gruzów uratowano dwie osoby, w tym jedną w poważnym stanie. Według mera Andrija Sadowego zostały zniszczone magazyny okien, chemii gospodarczej oraz magazyn pomocy humanitarnej organizacji charytatywnej Caritas Polska. Organizacja ta zgłosiła zniszczenie ok. 300 ton pomocy humanitarnej, w tym odzieży zimowej, obuwia, żywności i generatorów, m.in. z Watykanu. W Krzywym Rogu zapalił się wielopiętrowy budynek. W rejonie Mikołajowa, gdzie zestrzelono ok. 10 dronów, szczątki uszkodziły sprzęt rolniczy. Gubernator Ołeksandr Prokudin poinformował, że dwie osoby, w tym sierżant policji, zginęły w wyniku ostrzału artyleryjskiego na trolejbus w Chersoniu; jedna została poważnie ranna. W ciągu ostatniej doby siły rosyjskie uderzyły w miasto 13 razy. Sześć osób zginęło w rosyjskim nalocie na Kupiańsk.
Rosyjskie Ministerstwo Obrony stwierdziło, że w nocy nad obwodami biełgorodzkim i orłowskim zestrzelono dwa drony. Gubernatorzy obu regionów oświadczyli, że w wyniku ataków nie było ofiar ani zniszczeń.
Brytyjskie MON podało, że wojska ukraińskie uzyskały kontrolę nad wsiami Kliszczijiwka i Andrijiwka, ok. 8 km na południe od Bachmutu. Ten taktyczny sukces przybliżył Ukraińców do drogi T 0513, jednej z głównych tras zaopatrzenia biegnących do Bachmutu od południa, jednak siły rosyjskie nadal utrzymywały linię kolejową, która biegnie wzdłuż nasypu między Kliszczijiwką a T 0513, tworząc łatwą do obrony przeszkodę. W opinii ISW rosyjskie straty na froncie zaporoskim znacznie wzrosły w ostatnich dniach, natomiast rosyjskie dowództwo miało problem z wygenerowaniem zdolnych do walki oddziałów potrzebnych do wzmocnienia tego odcinka frontu. Siły ukraińskie przeprowadziły ofensywy na co najmniej dwóch odcinkach frontu i posunęły się wzdłuż linii Kupiańsk–Swatowe–Kreminna i w zachodnim obwodzie zaporoskim. Z kolei wojska rosyjskie przeprowadziły ataki na linii Kupiańsk–Swatowe–Kreminna, w pobliżu Bachmutu, wzdłuż linii Awdijiwka–Donieck i w zachodnim obwodzie zaporoskim, nie robiąc żadnych potwierdzonych postępów.
Według OSW 17 września oficjalnie wyzwolono leżącą na południowy zachód od Bachmutu Kliszczijiwkę. Walki w tym rejonie nadal trwały, przy czym strona ukraińska prawdopodobnie przeszła do obrony i odpierała rosyjskie kontrataki. Działania podejmowane przez obie strony na pozostałych kierunkach nie przyniosły zmian, przy czym na południe od Orichiwa coraz większą aktywność wykazywali broniący się Rosjanie. Według SG Ukrainy areną bardzo ciężkich walk była Marjinka, gdzie Ukraińcy odpierali przeciętnie 10 ataków na dobę.
Dania przekazała Ukrainie 15 czołgów T-72EA i 30 Leopard 1. W bazie lotniczej USA w Ramstein rozpoczęło się kolejne spotkanie grupy kontaktowej do spraw wsparcia Ukrainy. Sekretarz obrony USA Lloyd Austin poinformował, że niedługo na Ukrainie pojawią się czołgi M1 Abrams. 
W swoim przemówieniu na 78. Zgromadzeniu Ogólnym ONZ w Nowym Jorku prezydent Zełenski wezwał społeczność międzynarodową, aby uniemożliwiła Rosji „pchanie świata do ostatecznej wojny” i oskarżył ten kraj o próby wykorzystania broni w postaci żywności i energii oraz dokonywanie ludobójstwa poprzez porwania ukraińskich dzieci. Skrytykował także „podejrzane układy”, mające na celu zakończenie konfliktu na nieuczciwych warunkach. Ukraiński rząd podał, że statek towarowy „Resilient Africa” opuścił port w Czarnomorsku po załadowaniu 3 tys. ton zboża, a następnie skierował się do Stambułu.

### 20 września
SG Ukrainy oświadczył, że prowadzono działania obronne na wschodzie i na południu kraju oraz działania ofensywne w kierunku Melitopola i Bachmutu. Kontynuowano ofensywę w kierunku Melitopola, powodując znaczne straty w sile roboczej i sprzęcie wojsk rosyjskich oraz zmuszając Rosjan do wycofania się z zajętych pozycji; odparto także ataki w rejonie Robotyne. Armia rosyjska atakowała głównie w kierunkach Bachmutu i Marjinki, gdzie odparto do 23 ataków. W kierunku bachmuckim Rosjanie przeprowadzili nieudane ataki na zachód od Zajcewego i próbowali odzyskać utracone pozycje na wschód i północny wschód od Andrijiwki; Ukraińcy kontynuowali ataki na południe od Bachmutu. W kierunku marjińskim siły rosyjskie przeprowadziły 13 bezskutecznych ataków na pozycje ukraińskie w okolicy Marjinki. W ciągu dnia Rosja przeprowadziła dwa ataki rakietowe, 80 nalotów i 49 ostrzałów na pozycje ukraińskie i obiekty cywilne. Ukraińskie lotnictwo dokonało 10 nalotów na miejsca koncentracji i pięciu na przeciwlotnicze systemy rakietowe, natomiast artyleria zniszczyła obszar koncentracji, 11 jednostek artylerii, kompleks rakiet przeciwlotniczych Strieła-10 i stację walki radioelektronicznej.
Według armii ukraińskiej obrona przeciwlotnicza zestrzeliła w ciągu nocy 17 z 24 rosyjskich dronów nad obwodami sumskim, połtawskim, kirowohradzkim i dniepropetrowskim. Jeden z dronów uderzył w rafinerię ropy naftowej w Krzemieńczuku, powodując pożar; rafineria tymczasowo zawiesiła działalność. Nie było doniesień o ofiarach. MiG-29 ukraińskiej armii został trafiony przez dron Łancet w bazie lotniczej Dołgincewo niedaleko Krzywego Rogu. Cztery osoby zginęły w wyniku ostrzału Torećka i sąsiedniej miejscowości Piwniczne za pomocą ciężkiego moździerza 2S4 Tulipan. O 11:30 czasu lokalnego samochód przewożący dwóch szwedzkich dziennikarzy kanału TV4 został zaatakowany przez drona w obwodzie zaporoskim, lekko raniąc ukraińskiego funkcjonariusza i dwóch eskortujących policjantów. Samochód i sprzęt fotograficzny zostały zniszczone.
Prorosyjski gubernator Sewastopola Michaił Razwożajew stwierdził, że armia rosyjska powstrzymała dwa ataki na miasto, w których wykorzystano odpowiednio ukraińskie drony i rakiety. Ukraińska armia uderzyła w punkt dowodzenia Floty Czarnomorskiej w pobliżu wsi Wierchniesadowe na Krymie, gdzie znajdowało się 744 Centrum Łączności Floty Czarnomorskiej. Oprócz strat w ludziach, odnotowano także zniszczony nowoczesny sprzęt wojskowy. W Rosji zapalił się zbiornik oleju napędowego w pobliżu lotniska w Soczi, prawdopodobnie w następstwie ataku drona.
W ocenie ISW siły ukraińskie kontynuowały ofensywy w pobliżu Bachmutu i w zachodnim obwodzie zaporoskim. Rzecznik Wschodniego Zgrupowania Illa Jewłasz oświadczył, że Ukraińcy przygotowywali pozycje obronne, zanim siły rosyjskie wznowią ataki w kierunku Kupiańsk–Łyman. Wojska rosyjskie przeprowadziły ataki na linii Kupiańsk–Swatowe, w pobliżu Bachmutu, wzdłuż linii Awdijiwka–Donieck i w zachodnim obwodzie zaporoskim, nie robiąc żadnych potwierdzonych postępów. Rosyjscy żołnierze i blogerzy wojenni donosili, że rosyjskie dowództwo nakazywało swoim żołnierzom przeprowadzenie „nieprzemyślanych i niewspartych” kontrataków na południowej flance Bachmutu w celu pilnego odzyskania utraconego terenu.
Premier Mateusz Morawiecki zapowiedział, że w odpowiedzi na spory dotyczące przepływu produktów rolnych między obydwoma krajami, Polska nie będzie już dostarczała broni Ukrainie. Polski rząd wyjaśnił później, że nadal będzie honorował istniejące wcześniej umowy na dostawy broni. Oświadczenie premiera pojawiło się kilka godzin po tym, jak polski rząd wezwał ambasadora Ukrainy w proteście przeciwko wypowiedziom prezydenta Ukrainy Wołodymyra Zełenskiego w sprawie sporu dotyczącego eksportu ukraińskiego zboża do Unii Europejskiej.

### 21 września

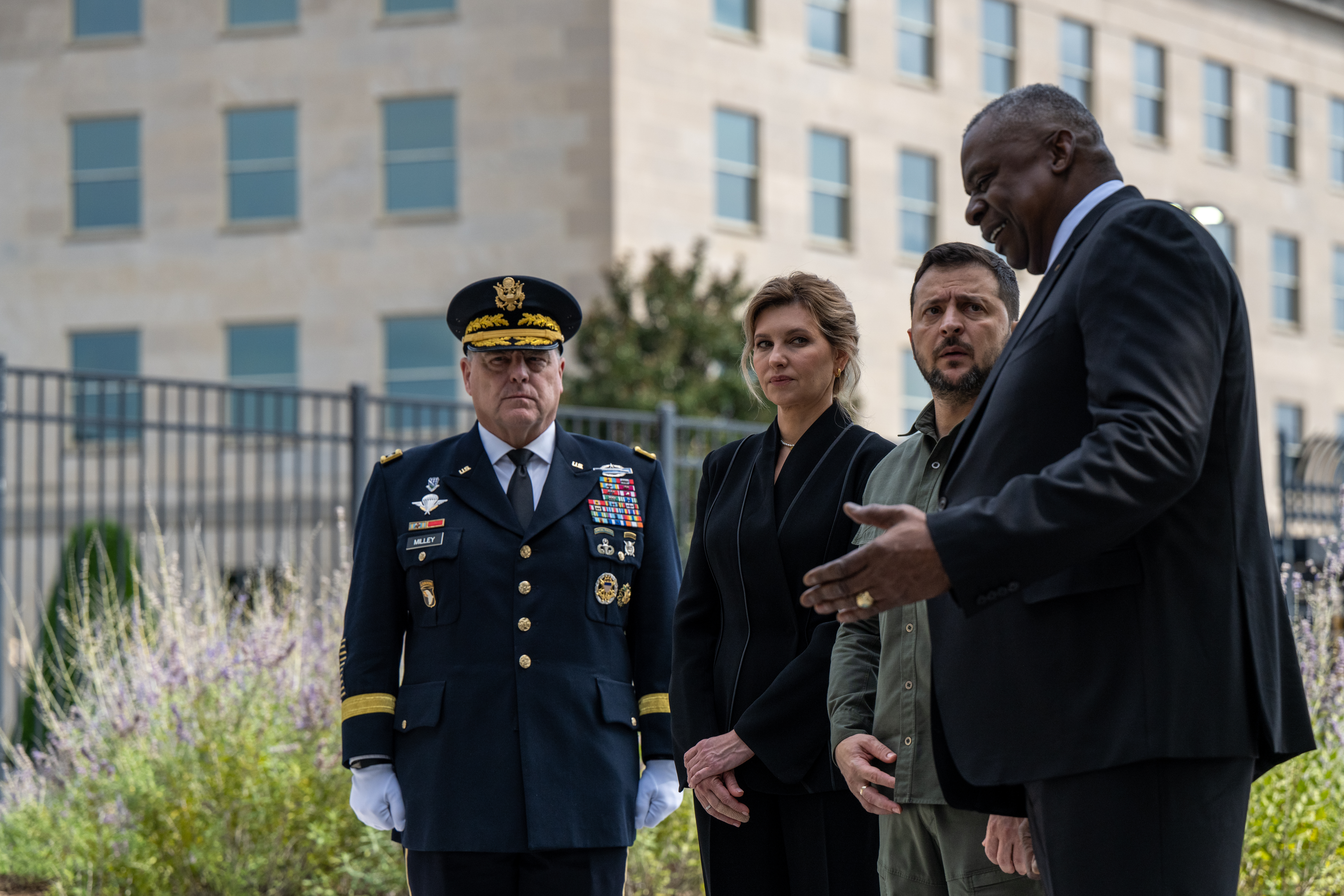
Sekretarz obrony Lloyd Austin i generał armii Mark Milley dołączają do prezydenta Wołodymyra Zełenskiego i Ołeny Zełenskiej podczas ceremonii złożenia wieńców pod pomnikiem Pentagonu.

Rzecznik Wschodniego Zgrupowania Illa Jewłasz poinformował, że siły ukraińskie miały kontrolę ogniową nad trasą Bachmut–Gorłówka, w związku z tym dostarczanie przez Rosjan zaopatrzenia na tym kierunku było utrudnione. Na kierunku Kupiańska i Łymanu Ukraińcy byli w obronie i próbowali powstrzymać ataki przeciwnika, z kolei na odcinku Bachmutu wojska ukraińskie odnosiły sukcesy i wypierały Rosjan z zajmowanych pozycji. Według ISW po raz pierwszy widziano ukraińskie wozy bojowe Stryker i Marder 1 na linii Surowikina w pobliżu Werbowego, co wskazywało, że główna rosyjska linia obrony została naruszona. Siły ukraińskie konsekwentnie dokonywały powolnego, lecz regularnego postępu w zachodnim obwodzie zaporoskim pomimo bocznego przesunięcia przez wojsko rosyjskie elementów elitarnych jednostek w celu wzmocnienia rosyjskich operacji obronnych w tym regionie. Wojska rosyjskie przeprowadziły ataki na linii Kupiańsk–Swatowe–Kreminna, w pobliżu Bachmutu, wzdłuż linii Awdijiwka–Donieck, na granicy donieckiego i zaporoskiego oraz w zachodnim obwodzie zaporoskim, nie robiąc żadnych potwierdzonych postępów.
Sztab Ukrainy podał, że prowadzono działania obronne na wschodzie i na południu kraju oraz działania ofensywne w kierunku Melitopola i Bachmutu. Kontynuowano ofensywę w kierunku Melitopola, powodując znaczne straty w sile roboczej i sprzęcie wojsk rosyjskich oraz zmuszając Rosjan do wycofania się z zajętych pozycji. Rosja skupiała się na atakach głównie w kierunkach Bachmutu, Marjinki i Zaporoża, gdzie odparto do 26 ataków. W kierunku bachmuckim Rosjanie przeprowadzili nieudane ataki na północny wschód od Hryhoriwki i próbowali odzyskać utracone pozycje w pobliżu Andrijiwki; siły ukraińskie kontynuowały ataki na południe od Bachmutu. W kierunku marjińskim Rosjanie przeprowadzili 12 nieudanych ataków na pozycje ukraińskie w okolicy Marjinki i Krasnohoriwki. W kierunku zaporoskim wojska rosyjskie przeprowadziły nieudane ataki w rejonie Małej Tokmaczki i Robotyne. W ciągu 24h FR przeprowadziła 59 ataków rakietowych, 62 naloty i 55 ostrzałów na pozycje ukraińskie i obiekty cywilne. Ukraińskie lotnictwo dokonało 12 nalotów na punkty kontrolne i kompleksy rakiet przeciwlotniczych, 12 na miejsca koncentracji i dwóch na stacje walki radioelektronicznej; artyleria ostrzelała punkt kontrolny, obszar koncentracji, dziewięć jednostek artylerii i dwie stacje walki radioelektronicznej.
Ukraińska armia podała, że w godzinach nocnych doszło do zakrojonego na szeroką skalę ataku dronów i rakiet Neptun na lotnisko wojskowe Saki na Krymie. Na lotnisku znajdowało się co najmniej 12 samolotów bojowych (Su-24 i Su-30) oraz systemy przeciwlotnicze Pancyr-S1. Znajdowała się tam również baza szkoleniowa dla operatorów dronów Mojaher.
W nocy Rosja przeprowadziła zmasowany atak rakietowy na Ukrainę. Ukraińskie Siły Powietrzne stwierdziły, że zniszczono 36 z 43 rakiet Ch-101/Ch-555/Ch-55, wystrzelonych z ok. 10 samolotów Tu-95MS. Eksplozje odnotowano w obwodach kijowskim, czerkaskim, charkowskim, chmielnickim, rówieńskim, winnickim, lwowskim i iwanofrankiwskim. Według doniesień w atakach zginęły dwie osoby, a ponad 20 zostało rannych. W Czerkasach zestrzelony pocisk zniszczył hotel i pawilony handlowe, wybuchł pożar, a 11 osób zostało rannych. Szef administracji wojskowej Serhij Popko powiedział, że Rosja wystrzeliła ponad 20 rakiet przeciwko celom w Kijowie, jednak wszystkie zostały zniszczone. Spadające szczątki uszkodziły kilka budynków mieszkalnych i komercyjnych oraz gazociąg; siedem osób zostało rannych, w tym 9-letnie dziecko. W obwodzie kijowskim fragmenty zestrzelonych rakiet spowodowały pożary w przedsiębiorstwach i uszkodziły domy prywatne, w wyniku czego dwie osoby zostały ranne. W Charkowie sześć rakiet zniszczyło magazyn. W obwodzie lwowskim uszkodzony został obiekt przemysłowy w Drohobyczu oraz dom prywatny. Według Ukrenergo był to pierwszy od sześciu miesięcy atak na ukraińską infrastrukturę energetyczną, podczas którego obiekty energetyczne na zachodniej i środkowej Ukrainie zostały uszkodzone, a w obwodach rówieńskim, żytomierskim, kijowskim, dniepropetrowskim i charkowskim doszło do częściowych wyłączeń prądu. 
Gubernator Ołeksandr Prokudin podał, że siły rosyjskie przeprowadziły wiele ataków na obwód chersoński, zabijając pięciu cywilów i raniąc 10 kolejnych. Później zaatakowano kolejne miejscowości (w tym Zełeniwkę) w obwodzie chersońskim, zabijając dwie osoby i raniąc kolejną. Wieczorem armia rosyjska uderzyła w Kurachowe dwoma rakietami Iskander, w wyniku czego uszkodzono domy, garaże i samochody; 16 osób zostało rannych. Rosyjskie Ministerstwo Obrony podało, że zestrzelono 19 ukraińskich dronów nad Krymem i Morzem Czarnym oraz nad rosyjskimi obwodami kurskim, biełgorodzkim i orłowskim.
Szwecja dostarczyła na Ukrainę 10 czołgów Stridsvagn 122. Stany Zjednoczone zapowiedziały kolejny pakiet pomocy wojskowej dla Ukrainy o wartości 325 milionów dolarów, który obejmował m.in. pociski AIM-9 Sidewinder dla obrony przeciwlotniczej, systemy M1097 Avenger, amunicję do M142 HIMARS, pociski artyleryjskie 155 i 105 mm, systemy przeciwpancerne Javelin i AT-4 oraz 59 lekkich pojazdów taktycznych. Z kolei Niemcy dostarczyły na Ukrainę 17 terminali SatCom, stację antenową, cztery zespoły ciągników siodłowych 8x8 HX81 i cztery naczepy, 12 ciężarówek Zetros oraz części zamienne do pojazdów Wisent 1, przeznaczonych do usuwania min.

### 22 września

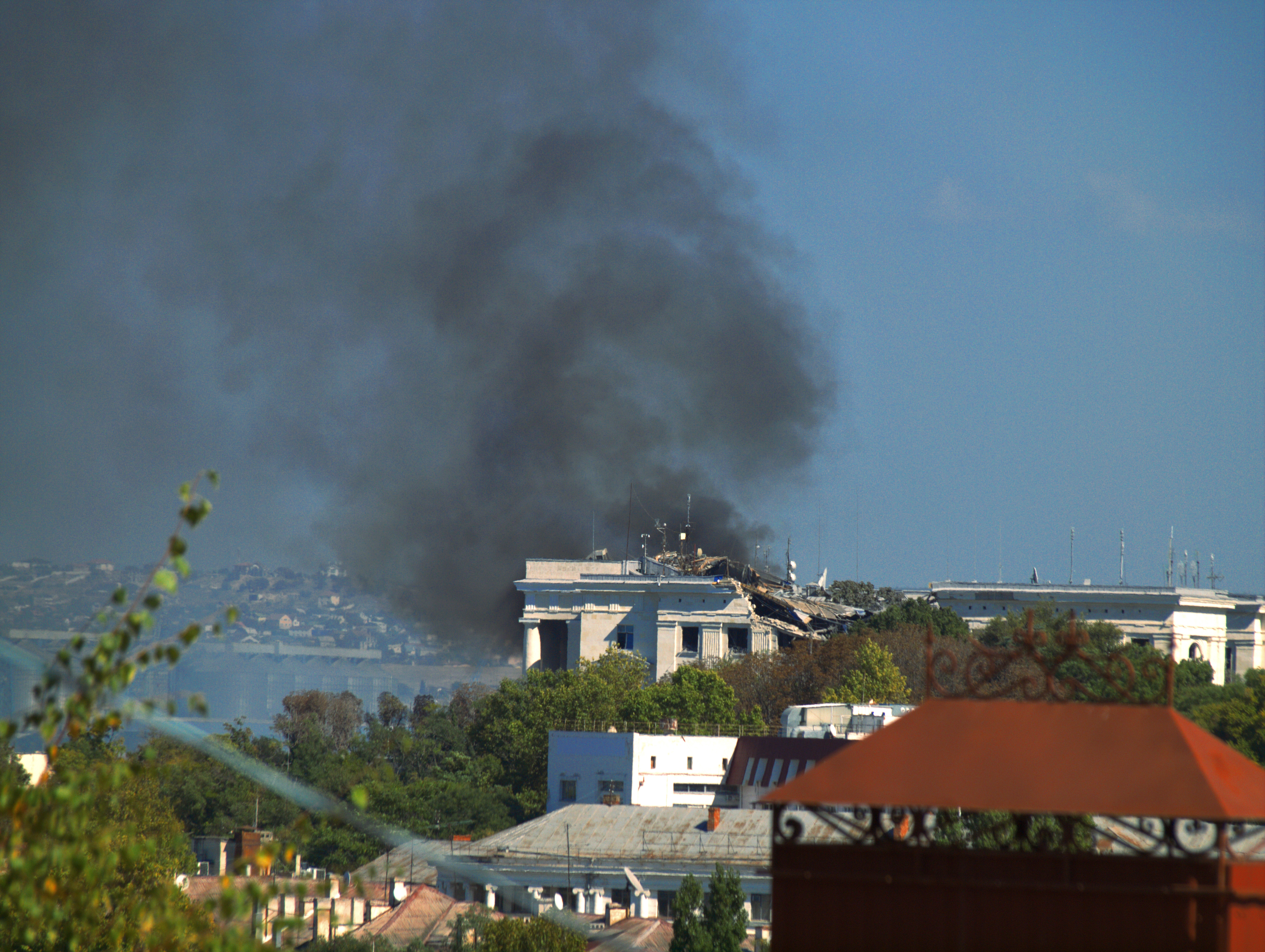
Kwatera główna Floty Czarnomorskiej w Sewastopolu po ukraińskim ataku rakietowym.

Ukraiński Sztab poinformował, że prowadzono działania obronne na wschodzie i na południu kraju oraz działania ofensywne w kierunku Melitopola i Bachmutu. Kontynuowano ofensywę w kierunku Melitopola, powodując znaczne straty w sile roboczej i sprzęcie wojsk rosyjskich oraz zmuszając Rosjan do wycofania się z zajętych pozycji. Rosjanie atakowali w kierunkach Bachmutu, Awdijiwki, Marjinki i Zaporoża, gdzie odparto ponad 30 ataków. W kierunku bachmuckim siły rosyjskie prowadziły nieudane ataki w okolicy Minkiwki, Orihowo-Wasyliwki i Hryhoriwki oraz próbowały odzyskać utracone pozycje w pobliżu Andrijiwki; Ukraińcy kontynuowali ataki na południe od Bachmutu. W kierunku awdijiwskim i marjińskim Rosjanie przeprowadzili nieudane ataki w rejonie Awdijiwki, Siewiernego i na pozycje ukraińskie w okolicy Marjinki (12 ataków). W kierunku zaporoskim siły rosyjskie przeprowadziły nieudane ataki w rejonie Robotyne i Werbowego. W ciągu doby armia rosyjska przeprowadziła pięć ataków rakietowych, 49 nalotów i 24 ostrzały na pozycje ukraińskie i obiekty cywilne. Lotnictwo Ukrainy dokonało 12 nalotów na miejsca koncentracji i czterech na przeciwlotnicze systemy rakietowe, z kolei artyleria zniszczyła przeciwlotnicze systemy rakietowe i cztery jednostki artylerii.
Według doniesień obu stron ukraińska rakieta uderzyła i podpaliła kwaterę główną rosyjskiej Floty Czarnomorskiej w Sewastopolu. Budynek został częściowo zniszczony. Władze rosyjskie zgłosiły zaginięcie jednego żołnierza, z kolei generał Kyryło Budanow z ukraińskiego wywiadu podał, że co najmniej dziewięciu członków dowództwa zginęło, a 16 zostało rannych, w tym dwóch generałów pułkowników, Aleksandr Romanczuk i Oleg Cekow; pojawiały się również doniesienia o śmierci dowódcy Floty Czarnomorskiej admirała Wiktora Sokołowa. Źródła ukraińskie podały, że użyto rakiet Storm Shadow. Źródła rosyjskie poinformowały, że użyto siedmiu rakiet, w tym jednego Neptuna, z których co najmniej pięć zostało zestrzelonych przez obronę przeciwlotniczą. Według ruchu oporu Atesz, mieszkańcy Sewastopola i partyzanci pomagali ukraińskiemu wojsku w koordynowaniu ataków.
Gubernator Ołeksandr Prokudin poinformował, że nad ranem Rosjanie ostrzelali dzielnice mieszkalne Chersonia, zabijając jedną osobę i raniąc kolejną. Do ataków doszło w rejonie dniprowskim, gdzie pożar spowodował zniszczenia budynku mieszkalnego i garażu. Ok. 17:30 siły rosyjskie przeprowadziły atak rakietowy na obiekty cywilne w Krzemieńczuku, niszcząc budynki mieszkalne. Zginęła jedna osoba, a 32 zostały ranne, w tym troje dzieci.
W opinii ISW oddziały ukraińskie kontynuowały działania ofensywne w zachodnim obwodzie zaporoskim i w rejonie Bachmutu. SZ Ukrainy posunęły się na południowy zachód od Werbowego oraz odniosły sukces w pobliżu Oradiwki, Andrijiwki i Kurdiumiwki. Wojska rosyjskie przeprowadziły w rejonie Kupiańska, w pobliżu Bachmutu, wzdłuż linii Awdijiwka–Donieck i w zachodnim obwodzie zaporoskim; według doniesień posunęli się naprzód na granicy obwodu donieckiego i zaporoskiego. Zdaniem Instytutu rosyjskie wysiłki na rzecz zaostrzenia podziałów między Ukrainą a jej partnerami z Europy Środkowej poniosły porażkę, gdy prezydent Polski Andrzej Duda przypomniał o sile stosunków polsko-ukraińskich.
Według OSW sytuacja nie uległa znaczącej zmianie. Ukraińskie ofensywy utraciły wcześniejszy impet, a Ukraińcy koncentrowali siły na północny i południowy zachód do Bachmutu, odpierając kontrataki w tych okolicach. Niestanowiąca punktu oparcia dla żadnej ze stron Andrijiwka prawdopodobnie ponownie znalazła się w szarej strefie. Rosjanie bezskutecznie atakowali pozycje ukraińskie w zachodniej części Marjinki i kontratakowali w rejonie Robotyne na południe od Orichiwa. Ukraińcy nieznacznie poprawili swoje położenie pomiędzy Robotynem a Werbowem, natomiast Rosjanom udało się wrócić na pozycje w okolicach wsi Nowomajorśke na południowy wschód od Wełykiej Nowosiłki. 21 września Gwardia Narodowa Ukrainy poinformowała o działaniach rosyjskich w kierunku Kupiańska i Łymanu (uzupełnianie stanów pododdziałów szturmowych i pancernych oraz przygotowywaniu przez saperów przejść w polach minowych) wskazujących na możliwość wznowienia tam ataków.
Ukraina i Stany Zjednoczone ogłosiły program produkcji „systemów obrony powietrznej” na Ukrainie. Dodatkowo rząd USA zdecydował się spełnić prośbę Ukrainy o dostarczenie jej „niewielkiej liczby” rakiet MGM-140 ATACMS w zmodyfikowanej wersji, które zamiast pojedynczych głowic będą wystrzeliwać pociski kasetowe. Podczas wizyty prezydenta Zełenskiego w Ottawie premier Justin Trudeau zadeklarował pomoc wojskową dla Ukrainy w wysokości 480 mln dolarów, która obejmowała 50 pojazdów opancerzonych i szkolenie na myśliwcach F-16.
Szef Państwowej Specjalnej Służby Łączności Ukrainy Jurij Szczehol stwierdził, że nastąpił wyraźny wzrost rosyjskich cyberataków i szpiegostwa przeciwko Ukraińskiej Prokuraturze Generalnej, która prowadziła śledztwo w sprawie rosyjskich zbrodni wojennych na Ukrainie.

### 23 września
Dowódca Zgrupowania „Tauryda” generał Ołeksandr Tarnawski stwierdził, że ukraińscy żołnierze przedarli się przez obronę rosyjską w pobliżu Werbowego w obwodzie zaporoskim; „Na lewym skrzydle (w pobliżu Werbowego) mamy przełom i nadal posuwamy się do przodu”. Według Tarnawskiego zasadniczy przełom w kontrofensywie może nastąpić po wyzwoleniu Tokmaku, od którego siły ukraińskie znajdowały się wówczas ok. 20 km. Według Interfax-Ukrajina od początku rosyjskiej inwazji siły ukraińskie wyzwoliły 687 miejscowości, jednak pod okupacją Rosji pozostawało ich jeszcze ok. 2,8 tysiąca.
SG Ukrainy podał, że prowadzono działania obronne na wschodzie i na południu kraju oraz działania ofensywne w kierunku Melitopola i Bachmutu. Kontynuowano ofensywę w kierunku Melitopola, wypierając siły rosyjskie z pozycji w pobliżu Werbowego i umacniając się na zajętych obszarach. FR atakowała w kierunkach Łymanu, Bachmutu, Awdijiwki i Marjinki, gdzie odparto ponad 20 ataków. W kierunku łymańskim i bachmuckim wojska rosyjskie prowadziły nieudane ataki w okolicy Biłohoriwki i próbowały odzyskać utracone pozycje w pobliżu Kliszczijiwki; Ukraińcy kontynuowali ataki na południe od Bachmutu. W kierunku awdijiwskim i marjińskim Rosjanie przeprowadzili ponad 10 nieudanych ataków w pobliżu Awdijiwki, Marjinki i Pobiedy. W ciągu 24h Rosja przeprowadziła pięć ataków rakietowych, 57 nalotów i 38 ostrzałów na pozycje ukraińskie i obiekty cywilne (odnotowano ofiary wśród cywilów i zniszczoną infrastrukturę). Lotnictwo Ukrainy dokonało dziewięciu nalotów na miejsca koncentracji i siedmiu na przeciwlotnicze systemy rakietowe, a artyleria uderzyła w obszar koncentracji, kompleks rakiet przeciwlotniczych, osiem jednostek artylerii i stację radarową.
W nocy armia rosyjska przeprowadziła kolejny atak na Ukrainę przy użyciu rakiet i dronów. Według armii ukraińskiej z Primorsko-Achtarska wystrzelono 15 dronów Shahed 136/131 w stronę obwodów dniepropetrowskiego i zaporoskiego, z których 14 (w tym 12 w obwodzie dniepropetrowskim) udało się zestrzelić. Według władz lokalnych w Dnieprze uszkodzony został obiekt infrastruktury krytycznej. Obwód odeski został trafiony rakietami Oniks. Władze lokalne podały, że dwie rakiety uderzyły w teren rekreacyjny, nie powodując dużych zniszczeń. Gubernator Ołeksandr Prokudin podał, że w Chersoniu zginęła 65-letnia kobieta, a 27-letni mężczyzna został ranny po tym, gdy w ich dom uderzył rosyjski pocisk. Regionalna administracja wojskowa poinformowała, że Rosjanie zrzucili ładunek wybuchowy z drona na wieś Mykołajiwka w obwodzie chersońskim, ciężko raniąc mężczyznę. Siły rosyjskie ostrzelały także obwód doniecki, zabijając starszą kobietę w Jelyzawetiwce i raniąc mężczyznę w Awdijiwce. Administracja wojskowa obwodu sumskiego podała, że Rosjanie w ciągu doby 21 razy ostrzelali zaludnione obszary za pomocą artylerii i moździerzy, zabijając jedną osobę.
W Sewastopolu ponownie odnotowano eksplozje. Prorosyjski gubernator Michaił Razwożajew stwierdził, że doszło do kolejnego ataku rakietowego na miasto, w wyniku którego szczątki zniszczonych rakiet spadły w pobliżu molo oraz w parku na północy miasta. Kanał na Telegramie „Rybar” podał, że Ukraińcy przeprowadzili atak sześcioma rakietami Neptune, z których dwie trafiły w zatoki Holandia i Sukharnaja, a pozostałe zostały zestrzelone. Lokalni mieszkańcy zgłaszali eksplozje w rejonie Troitskiej Bałki, w pobliżu doków i 13. zakładu naprawy statków. Do eksplozji doszło także w miejscowości Wilne (rejon dżankojski) na północnym Krymie.
Według ISW siły ukraińskie nie pokonały jeszcze wszystkich rosyjskich pozycji obronnych w pobliżu Werbowego. Ukraińcy pogłębiali wyłom na froncie zaporoskim i atakowali Nowoprokopiwkę, wieś położoną 1,5 km na południe od Robotyne. Wyższy urzędnik ukraiński potwierdził, że celem Ukrainy w Bachmucie było wiązanie sił rosyjskich, co mogło zmniejszyć presję na kierunku Kupiańska. Jednoczesne kontrofensywy Ukrainy w Bachmucie i na południu kraju utrudniały długoterminowe wysiłki Rosji w zakresie generowania sił, w miarę jak przerzucano nowe rezerwy w celu obrony przed ukraińskimi atakami. Ukraińska kontrofensywa w zachodnim obwodzie zaporoskim prawdopodobnie zniszczyła rosyjską 810 Brygadę Piechoty Morskiej. Z kolei wojska rosyjskie przeprowadziły natarcie w rejonie Kupiańsk–Swatowe–Kreminna, w pobliżu Bachmutu, wzdłuż linii Awdijiwka–Donieck, w zachodnim obwodzie zaporoskim oraz na granicy obwodu donieckiego i zaporoskiego, jednak nie dokonując żadnych potwierdzonych postępów.

### 24 września
Ukraiński Sztab podał, że prowadzono działania obronne na wschodzie i na południu kraju oraz działania ofensywne w kierunku Melitopola i Bachmutu. Kontynuowano ofensywę w kierunku Melitopola, odpierając ataki rosyjskie w pobliżu Robotyne i umacniając się na zajętych obszarach. Rosja atakowała w kierunkach Bachmutu, Awdijiwki i Marjinki, gdzie odparto ponad 32 ataki. W kierunku bachmuckim siły rosyjskie prowadziły nieudane ataki w okolicy Bohdaninwki i na południowy wschód od Biłej Hory oraz próbowały odzyskać utracone pozycje w pobliżu Kliszczijiwki. W kierunku awdijiwskim i marjińskim Rosjanie przeprowadzili nieudane 14 ataków w pobliżu Awdijiwki i Marjinki. W ciągu doby armia rosyjska przeprowadziła jeden atak rakietowy, 56 nalotów i 86 ostrzałów na pozycje ukraińskie i obiekty cywilne (odnotowano ofiary wśród cywilów i zniszczoną infrastrukturę). Lotnictwo ukraińskie dokonało ośmiu nalotów na miejsca koncentracji, a artyleria zaatakowała dwa przeciwlotnicze systemy rakietowe, cztery jednostki artylerii i skład amunicji.
Gubernator Ołeksandr Prokudin podał, że w wyniku rosyjskich nalotów na obwód chersoński zginęły dwie osoby, a trzy zostały ranne. Dodał także, że siły rosyjskie przeprowadziły łącznie 83 ostrzały, używając 332 szt. amunicji z moździerzy, artylerii, wyrzutni rakietowych, czołgów, dronów i lotnictwa; sam Chersoń został trafiony 28 pociskami. Media ukraińskie podały, że „w okupowanym mieście Tokmak w obwodzie zaporoskim doszło do eksplozji”. Mer Melitopola Iwan Fedorow stwierdził, że był to atak z powietrza, a „w wyniku działania rosyjskiej obrony przeciwlotniczej” byli ranni wśród ludności cywilnej.
W Rosji gubernator obwodu kurskiego Roman Starowojt stwierdził, że ukraiński dron lekko uszkodził budynek administracyjny w centralnej dzielnicy Kurska. Z kolei kraiński wywiad poinformował, że zaatakowano na budynek FSB i rafinerię ropy naftowej na terenie Kurska. Atak na budynek FSB został sfilmowany przez naocznych świadków. Ukraiński wywiad wojskowy podał także, że w wyniku ataku dronów na lotnisko Khalino w tym samym regionie zginął lub został ranny dowódca, jeden z jego zastępców, oficer wywiadu, a także grupa oficerów lotników i pracownicy bazy lotniczej z rosyjskiego 14 Gwardyjskiego Pułku Lotnictwa Myśliwskiego. Według rosyjskiego Ministerstwa Obrony wieczorem obrona przechwyciła kolejnego drona nad obwodem briańskim.
Brytyjskie MON podało, że w ciągu ostatniego tygodnia wojska rosyjskie podjęły wysiłki w celu przeprowadzenia lokalnych kontrataków na siły ukraińskie atakujące zarówno w kierunku Orichiwa, jak i Bachmutu. Ukraińcy odparli ataki na obu kierunkach i utrzymali niedawno wyzwolone terytoria. Komentarze rosyjskiej społeczności wojskowej wskazywały na skrajną frustrację wśród osób zaangażowanych w te kontrataki, głównie w pobliżu Bachmutu, w związku z doniesieniami o „nieprzemyślanych” atakach, braku wsparcia artyleryjskiego i ciężkich stratach. Zdaniem Ministerstwa w ciągu ostatnich 9 miesięcy Rosjanie udowodnili, że są w stanie prowadzić trwałe operacje obronne, jednak w dalszym ciągu wykazywali jedynie „minimalne zdolności ofensywne”. 
W ocenie ISW Władimir Putin dał ministrowi obrony Rosji Siergiejowi Szojgu czas do początku października na zatrzymanie ukraińskiej kontrofensywy i przejęcie inicjatywy na froncie. Elementy trzech rosyjskich dywizji aktywnie broniły się przed ukraińskimi atakami w rejonie Orichiwa w zachodnim obwodzie zaporoskim, powstrzymując ukraińskie ataki m.in. w rejonie Nowoprokopiwki, Robotyne i Werbowego. Z kolei Ukraińcy w rejonie Orichiwa atakowali wzdłuż trzech odcinków: z Robotyne w kierunku Nowoprokopiwki, a także na zachód i północ od Werbowego. Według niektórych źródeł rosyjskich, 22 września oddziałom ukraińskim udało się wedrzeć do zachodniej części Werbowego, a 24 września kontynuowali ataki na miejscowość za pomocą pojazdów opancerzonych. Wojska rosyjskie przeprowadziły ataki na linii Kupiańsk–Swatowe–Kreminna, w pobliżu Bachmutu, wzdłuż linii Awdijiwka–Donieck i w zachodnim obwodzie zaporoskim.

### 25 września
SG Ukrainy oświadczył, że prowadzono działania obronne na wschodzie i na południu kraju oraz działania ofensywne w kierunku Melitopola i Bachmutu. Kontynuowano ofensywę w kierunku Melitopola, powodując straty w sile roboczej i sprzęcie oraz umacniając się na zajętych obszarach. Siły rosyjskie atakowały w kierunkach Bachmutu, Awdijiwki i Marjinki, gdzie odparto do 25 ataków. W kierunku bachmuckim Rosjanie przeprowadzili pięć bezskutecznych ataków w okolicy Kliszczijiwki, próbując odzyskać utracone pozycje. W kierunku awdijiwskim i marjińskim siły rosyjskie przeprowadziły ataki w pobliżu Awdijiwki i Siewiernego oraz 10 nieudanych ataków na pozycje ukraińskie w okolicy Marjinki; próbowali także odzyskać utracone pozycje w rejonie Nowomychajliwki. W ciągu 24h FR przeprowadziła 16 ataków rakietowych, 72 naloty i 65 ostrzałów na pozycje ukraińskie i obiekty cywilne (odnotowano ofiary wśród cywilów i zniszczoną infrastrukturę). Lotnictwo ukraińskie dokonało 11 nalotów na miejsca koncentracji i siedmiu na przeciwlotnicze systemy rakietowe; artyleria zniszczyła dziewięć jednostek artylerii, obszar koncentracji, skład amunicji i stację walki radioelektronicznej.
Rosja przeprowadziła nocny atak rakietowy i dronów na Odessę. Według armii ukraińskiej Rosjanie wystrzelili 12 rakiet manewrujących Kalibr, dwie rakiety przeciwokrętowe Oniks i 19 dronów Shahed 136/131; obrona przeciwlotnicza zniszczyła wszystkie drony i 11 rakiet Kalibr, głównie nad obwodem odeskim. Podczas ostrzału uszkodzono infrastrukturę portową, terminal morski, nieczynny hotel „Odessa” i spichlerze oraz zabito dwóch pracowników (i raniono jedną osobę) magazynu zbożowego. Fragmenty dronów i rakiet spadły na przedmieścia Odessy, niszcząc magazyny i prywatne domy. Według władz regionalnych w ataku na port zniszczono prawie 1000 ton zboża i uszkodzono sieć energetyczną. Kilka zabytkowych budynków w historycznym centrum miasta, w tym Pałac Woroncowa i osiem budynków przy bulwarze Prymorskim, również uległo zniszczeniu. Ponadto szczątki zestrzelonej rakiety S-300 odnaleziono na polu w Chițcani w Naddniestrzu. 
Gubernator Ołeksandr Prokudin podał, że trzy osoby zginęły, a jedna została ranna w rosyjskim nalocie na Berysław. Siły rosyjskie zrzuciły na miasto cztery bomby. Zniszczono lub uszkodzono budynek przedsiębiorstwa usług komunalnych, domy, budynki gospodarcze i samochody. Z kolei w ataku artyleryjskim na dzielnicę mieszkaniową Chersonia zginęło trzech cywilów, a trzech innych zostało rannych. W wyniku ataku uszkodzone zostały domy, sklepy i pojazdy.
Według materiałów w mediach społecznościowych i raportów władz okupacyjnych, wieczorem na Krymie doszło do kilku eksplozji. Gubernator Michaił Razwożajew stwierdził, że w Sewastopolu odnotowano kolejny atak rakietowy, podczas którego została zestrzelona rakieta nad bazą lotniczą Belbek; tymczasowo zawieszono transport publiczny w Sewastopolu i ruch samochodowy na Moście Krymskim. W wyniku prawdopodobnie ukraińskiego ataku (ok. 11:00) zniszczono rosyjski skład amunicji w fabryce Junost w Sorokyne w obwodzie ługańskim.
W ocenie ISW armia rosyjska kontynuowała formowanie nowych jednostek szturmowych, mające przebić się przez wzmocnioną obronę Ukrainy. Według rosyjskiej gazety „Izwestia”, powołującej się na źródła w SZ Rosji, w ramach połączonych armii i nowo tworzonych korpusów wojskowych powstawały brygady rozpoznawcze i szturmowe, do których trwała rekrutacja personelu. Nowe jednostki miały pokonać przygotowane wcześniej ukraińskie pozycje obronne, głównie w rejonie Donbasu, gdzie siły ukraińskie rozbudowywały fortyfikacje od 2014 roku. Sytuacja taktyczna w Werbowe pozostawała niejasna w związku z kontynuowaniem ukraińskich ofensyw w zachodnim obwodzie zaporoskim. Siły ukraińskie przeprowadziły ataki w pobliżu Bachmutu, na granicy obwodu donieckiego i zaporoskiego oraz w zachodnim obwodzie zaporoskim, nie posuwając się naprzód. Z kolei wojska rosyjskie przeprowadziły ataki na linii w pobliżu Bachmutu, wzdłuż linii Awdijiwka–Donieck i w zachodnim obwodzie zaporoskim.
Prezydent Zełenski potwierdził przybycie pierwszej partii z łącznie 31 czołgów M1 Abrams obiecanych przez Stany Zjednoczone, nie podając ich liczby; Dziennik Politico stwierdził, że było ich 10. Oczekiwano, że więcej czołgów zostanie wysłanych na Ukrainę jesienią.
Stany Zjednoczone podczas wielostronnej platformy koordynacji darczyńców na rzecz Ukrainy w Brukseli przekazały władzom ukraińskim proponowaną listę priorytetowych reform do dyskusji i informacji zwrotnych. Prezydent Joe Biden podczas spotkania z prezydentem Zełenskim w Białym Domu stwierdził: „Tak jak jesteśmy zaangażowani w pomaganie narodowi ukraińskiemu w ochronie siebie teraz, tak też jesteśmy zaangażowani w pomaganie mu w odbudowie i odbudowie na przyszłość, w tym we wspieraniu reform antykorupcyjnych, tworzeniu środowiska, w którym biznes może prosperować, a amerykańskie i europejskie przedsiębiorstwa będą chciały inwestować”.
Zdaniem ekonomisty wojskowego Marcusa Keuppa, poza obserwacjami opartymi na publicznie dostępnych źródłach, doniesienia medialne na temat przebiegu wojny były opóźnione nawet o tydzień w stosunku do faktycznego przebiegu. Keupp stwierdził również, że zidentyfikował niedobory amunicji i broni w rosyjskiej artylerii spowodowane zużyciem oraz że na przebieg wojny wpływały nie tyle zdobycze terytorialne, co walki na wyniszczenie. Keupp wymienił obszary w pobliżu Robotyne, Nowodonećke, Bachmutu i Kupiańska jako najbardziej sporne pod koniec września. Według niego Ukraina starała się w swojej kontrofensywie związać siły rosyjskie na innych odcinkach frontu, aby móc posunąć się tak daleko na południe, aby Tokmak lub tamtejszy rosyjski węzeł logistyczny znajdował się w zasięgu ukraińskiej artylerii.

### 26 września
Rzecznik Wschodniego Zgrupowania Illa Jewłasz poinformował, że wojska ukraińskie odniosły sukcesy w okolicy czterech miejscowości na kierunku Bachmutu, twierdząc, że: „Na południowej flance kontynuujemy operację ofensywną. Mamy sukcesy w pobliżu miejscowości Zajcewe, Kliszczijiwka, Odradiwka i Iwaniwśke. Tam nasi obrońcy wypierają przeciwnika”.
SG Ukrainy oświadczył, że prowadzono działania obronne na wschodzie i na południu kraju oraz działania ofensywne w kierunku Melitopola i Bachmutu. Kontynuowano ofensywę w kierunku Melitopola i Bachmutu, powodując straty w sile roboczej i sprzęcie. Rosjanie atakowali w kierunkach Awdijiwki, Marjinki i Zaporoża, gdzie odparto do 26 ataków. W kierunku awdijiwskim i marjińskim siły rosyjskie przeprowadziły ataki w pobliżu Siewiernego oraz 13 nieudanych ataków na pozycje ukraińskie w okolicy Marjinki. W kierunku zaporoskim Ukraińcy odparli rosyjskie ataki na południe od Nowodariwki. W ciągu doby Rosja przeprowadziła 10 ataków rakietowych, 77 nalotów i 44 ostrzały na pozycje ukraińskie i obiekty cywilne (odnotowano ofiary wśród cywilów i zniszczoną infrastrukturę). Lotnictwo ukraińskie dokonało 12 nalotów na miejsca koncentracji, z kolei artyleria ostrzelała pięć jednostek artylerii, trzy obszary koncentracji, punkt kontrolny i skład amunicji. W obwodzie chersońskim, we wsi Radenśk, SZ Ukrainy uderzyły za pomocą HIMARS w rosyjskie stanowisko dowodzenia, zabijając ośmiu oficerów i raniąc siedmiu kolejnych. W momencie ataku miała odbywać się tam odprawa dowódców rosyjskiego 24 Pułku wchodzącego w skład 70 Dywizji Zmechanizowanej.
Nocą Rosja przeprowadziła kolejny atak dronów na Ukrainę. Siły powietrzne Ukrainy oświadczyły, że w ciągu nocy zniszczono 26 z 38 dronów Shahed 136/131, wystrzelonych z Krymu i Primorsko-Achtarska. Drony uderzyły w naddunajski port Izmaił, raniąc dwie osoby i uszkadzając infrastrukturę portową, w tym magazyny oraz ok. 30 ciężarówek. Trafienia odnotowano także w porcie Reni i Krzywym Rogu. Według służby granicznej uszkodzony został punkt kontrolny i przeprawa promowa Orliwka–Isaccea na granicy z Rumunią. Ponadto zawieszono połączenia promowe między Rumunią i Ukrainą. 
Według władz lokalnych siły rosyjskie przeprowadziły w ciągu doby ataki na dziewięć obwodów, zabijając jednego cywila (w Zaporożu) i raniąc 17 kolejnych. Gubernator Ołeksandr Prokudin podał, że Rosja przeprowadziła 119 ataków na obwód chersoński, w wyniku których rannych zostało 12 osób. Z kolei gubernator Jurij Małaszko stwierdził, że przeprowadzono 130 ataków na obwód zaporoski. W wyniku rosyjskiego ataku dronów na Czerkasy uszkodzony został obiekt infrastruktury. Ukraiński myśliwiec MiG-29 został zniszczony na lotnisku Kulbakyne w obwodzie mikołajowskim (55 km do linii frontu).
W godzinach nocnych ukraiński dron zrzucił ładunek wybuchowy na podstację elektryczną we wsi Snagost´ w obwodzie kurskim, powodując przerwy w dostawie prądu w siedmiu miejscowościach.
Według ISW sytuacja taktyczna w Werbowem pozostawała niejasna, ponieważ Ukraińcy kontynuowali ofensywy w zachodnim obwodzie zaporoskim. Prawdopodobnie zdegradowane elementy 42 Dywizji Strzelców Zmotoryzowanych 58 Armii Ogólnowojskowej coraz częściej kontratakowały w rejonie Nowoprokopiwki, co sugerowało, że ukraińskie kontrofensywy mogły zdegradować bardziej elitarne elementy sił powietrznodesantowych (WDW), które były odpowiedzialne za kontrataki w tym obszarze. Wojska rosyjskie przeprowadziły ataki na linii Kupiańsk–Swatowe–Kreminna, w pobliżu Bachmutu, wzdłuż linii Awdijiwka–Donieck i w zachodnim obwodzie zaporoskim, robiąc postępy na niektórych obszarach. Brytyjskie Ministerstwo Obrony podało, że od połowy września Rosja prawdopodobnie po raz pierwszy zaangażowała do działań wojennych na Ukrainie elementy nowej 25 Armii Ogólnowojskowej. Formacja pojawiła się na Ukrainę pod koniec sierpnia, a jej elementy, 67 Dywizja Strzelców Zmotoryzowanych i 164 Samodzielna Brygada Strzelców Zmotoryzowanych, walczyły na zachód od Siewierodoniecka i Kreminnej, wzdłuż granicy obwodów donieckiego i ługańskiego. Zdaniem Ministerstwa 25 Armia była „rozmieszczana fragmentarycznie w celu wzmocnienia nadmiernie rozciągniętej linii [frontu], więc nowa skoordynowana rosyjska ofensywa była mało prawdopodobna w nadchodzących tygodniach”.
W podsumowaniu OSW na północny zachód od Bachmutu doszło do aktywizacji sił rosyjskich, które według części źródeł wyparły Ukraińców z Orichowo-Wasyliwki i przesunęły się ok. 4 km w kierunku kanału Doniec–Donbas. Prawdopodobnie walki o wieś wciąż trwały, jednak ukraiński SG pośrednio potwierdził postępy przeciwnika, donosząc o odparciu ataków w rejonie Mińkiwki, na zachód od Orichowo-Wasyliwki. Ukraińcy przerzucali kolejne grupy żołnierzy na wyspy na Dnieprze, a także zwiększali zgrupowanie na prawym brzegu rzeki, z czym należało wiązać wzrost intensywności rosyjskiego ostrzału na tamtejsze miejscowości. Na pozostałych kierunkach sytuacja nie uległa większym zmianom, przy czym na południu siły ukraińskie przeszły do działań pozycyjnych.

### 27 września
Rzecznik Wschodniego Zgrupowania Illa Jewlasz podał, że armia ukraińska utrzymywała kontrolę nad autostradą Bachmut–Gorłówka, co w dalszym ciągu utrudniało rosyjskim wojskom przemieszczanie się i zaopatrzenie; „Prowadzimy ogień ze wszystkich dostępnych środków artyleryjskich i systemów bezzałogowych. Dużo trudniej jest wrogowi zapewnić różnego rodzaju wsparcie swojej grupie w tym kierunku, a także w Bachmucie, ponieważ jest to jedna z kluczowych dróg w kierunku południowym”. Ukraińskie wojsko poinformowało, że ok. 500 bojowników Grupy Wagnera opuściło Białoruś i wróciło do walki w obwodzie donieckim w ramach przemieszczenia grupy na Ukrainę, po raz pierwszy od nieudanego buntu tej grupy przeciwko rosyjskiemu dowództwu wojskowemu w czerwcu tego roku. Rzecznik Illa Jewlasz podkreślił, że bojownicy Wagnera nie stanowili „znaczącego zagrożenia” od śmierci ich przywódcy Jewgienija Prigożyna.
Sztab Ukrainy oświadczył, że prowadzono działania obronne na wschodzie i na południu kraju oraz działania ofensywne w kierunku Melitopola i Bachmutu. Kontynuowano ofensywę w kierunku Melitopola i Bachmutu, powodując straty w sile roboczej i sprzęcie. Siły rosyjskie atakowały w kierunkach Bachmutu, Awdijiwki, Marjinki, Szachtarska i Zaporoża, gdzie odparto do 26 ataków. W kierunku bachmuckim Ukraińcy odparli ataki w rejonie Hryhoriwki, Kliszczijiwki i Andrijiwki. W kierunku awdijiwskim i marjińskim siły rosyjskie przeprowadziły ataki w pobliżu Pierwomajskiego oraz 13 nieudanych ataków na pozycje ukraińskie w okolicy Marjinki. W kierunku szachtarskim i zaporoskim siły ukraińskie odparły ataki w okolicy Riwnopila i Robotyne. W ciągu dnia armia rosyjska przeprowadziła dwa ataki rakietowe, 57 nalotów i ponad 50 ostrzałów na pozycje ukraińskie i obiekty cywilne (odnotowano ofiary wśród cywilów i zniszczoną infrastrukturę). Lotnictwo ukraińskie dokonało siedmiu nalotów na miejsca koncentracji, a artyleria zniszczyła stanowisko dowodzenia, przeciwlotniczy system rakietowy S-300 i sześć jednostek artylerii.
Władze lokalne podały, że wieczorem siły rosyjskie zaatakowały obwody mikołajowski i chersoński, zabijając jedną osobę i raniąc kolejną. Gubernator Ołeksandr Prokudin powiedział, że w regionie Chersonia doszło do „masowego ostrzału”, w wyniku którego zginął 41-letni mieszkaniec miasta, a inny 27-letni został ranny. W ciągu doby armia rosyjska przeprowadziła 109 ataków na obwód chersoński, wystrzeliwując 604 pociski z moździerzy, artylerii, Gradów, czołgów, samolotów i dronów; 33 pociski trafiły w Chersoń. Prokuratura regionalna podała, że Rosjanie użyli czołgów, bomb lotniczych odłamkowo-burzących i amunicji kierowanej w atakach na Konstantynówkę, Torećk i Kałyniwkę w obwodzie donieckim, w wyniku których zginęła jedna osoba, a cztery zostały ranne. Wieczorem Rosja uszkodziła elektrociepłownię na południu kraju. Ostrzelano również rejon Marganiec, gdzie wybuchł pożar oraz zabudowania mieszkalne w Wołczańsku za pomocą artylerii.
ISW, powołujące się na materiały geolokacyjne, podało, że armia ukraińska prowadząca kontrofensywę w obwodzie zaporoskim może w najbliższym czasie przesunąć się w głąb rosyjskich pozycji, ponieważ siły rosyjskie prawdopodobnie nie kontrolowały już linii okopów w pobliżu Werbowego, co ułatwi zadanie Ukraińcom. Sytuacja w okolicach Werbowego pozostawała jednak niejasna, gdyż rosyjscy blogerzy wojenni byli mniej skłonni do szczegółowego relacjonowania rosyjskich działań na tym froncie. Siły ukraińskie nieznacznie posunęły się w pobliżu Bachmutu i w zachodnim obwodzie zaporoskim. Wojska rosyjskie przeprowadziły ataki na linii Kupiańsk–Swatowe–Kreminna, w pobliżu Bachmutu, wzdłuż linii Awdijiwka–Donieck, jednak nie zrobiły żadnych potwierdzonych postępów. Ukraińscy partyzanci w dalszym ciągu zakłócali rosyjską logistykę na okupowanej Ukrainie.
Minister obrony Holandii Kajsa Ollongren powiedziała, że F-16 przybędą na Ukrainę w 2024 roku, a szkolenie pilotów i obsługi naziemnej zajmie ok. 6–8 miesięcy. Bułgarski parlament zatwierdził dostawę na Ukrainę niezdatnych do użytku rakiet S-300. Ukraina przeniosła produkcję nieokreślonego systemu rakietowego do innego kraju w związku z trwającymi rosyjskimi atakami na jej fabrykę.
Brytyjskie MON podało, że Siły Powietrzno-Kosmiczne FR od lutego 2022 roku na Ukrainie straciły w walkach ok. 90 samolotów, a inne wskutek intensywnego wykorzystywania zużywały się szybciej niż planowano. Wszystkie samoloty mają przewidywaną żywotność w godzinach lotu i prawdopodobnie wskutek intensywnego wykorzystania ich w czasie wojny zbliżają się one do kresu przewidywanej żywotności znacznie szybciej, niż planowało Lotnictwo Rosji. Ponadto konserwację komplikuje niedobór części zamiennych z powodu rosnącego popytu i międzynarodowych sankcji.

### 28 września
Siły ukraińskie wkroczyły na linię rosyjskich okopów na zachód od Werbowego w obwodzie zaporoskim oraz prawdopodobnie dokonały „przełomu” pojazdami opancerzonymi na linii Robotyne–Werbowe. Rzecznik Оłeksandr Sztupun stwierdził, że siły ukraińskie umacniały swoje pozycje w pobliżu Werbowego na drugiej linii rosyjskiej obrony. Według niego na tym odcinku straty Rosjan były bardzo duże; stwierdził, że „każdego dnia Rosjanie tracą 150–200 ludzi. Przybywają nowe rezerwy, ale są one słabo zorientowane w terenie”. Rzecznik Illa Jewłasz podał, że w ciągu ostatniej doby Ukraińcy wyeliminowali 134 okupantów na kierunku Bachmutu oraz szereg systemów artyleryjskich i ciężko opancerzonych systemów wroga, w tym Nona S, Msta-B, Pion oraz cztery Hiacynty i cztery działa D-30. Zniszczono także siedem magazynów amunicji. Ponadto Legion Wolność Rosji wtargnął na terytorium Rosji, gdzie jego żołnierze starli się z rosyjską Strażą Graniczną na linii demarkacyjnej w obwodzie biełgorodzkim. Na Telegramie poinformowali, że spędzili dobę w obwodzie biełgorodzkim i wykonali zaplanowane zadania; „Wszyscy legioniści są bezpieczni i zdrowi. Wróg poniósł straty w personelu i sprzęcie”.
Ukraiński Sztab podał, że prowadzono działania obronne na wschodzie i na południu kraju oraz działania ofensywne w kierunku Melitopola i Bachmutu. Kontynuowano ofensywę w kierunku Melitopola i Bachmutu, powodując straty w sile roboczej i sprzęcie. FR atakowała w kierunkach Łymanu, Awdijiwki, Marjinki, Szachtarska i Zaporoża, gdzie odparto do 21 ataków. W kierunku łymańskim Ukraińcy odparli ataki w okolicy Biłohoriwki. W kierunku awdijiwskim i marjińskim siły rosyjskie przeprowadziły ataki w pobliżu Awdijiwki, Newelskiego i Nowomychailiwki oraz sześć nieudanych ataków na pozycje ukraińskie w okolicy Marjinki. W kierunku szachtarskim i zaporoskim siły ukraińskie odparły ataki w okolicy Urożajne i Werbowego. W ciągu 24h Rosja przeprowadziła 83 naloty i 63 ostrzały na pozycje ukraińskie i obiekty cywilne (odnotowano ofiary wśród cywilów i zniszczoną infrastrukturę). Lotnictwo Ukrainy dokonało 13 nalotów na miejsca koncentracji, jednego na kompleks rakiet przeciwlotniczych i dwóch na stacje walki radioelektronicznej, z kolei artyleria ostrzelała 11 jednostek artylerii, kompleks rakiet przeciwlotniczych i skład amunicji.
Rosja przeprowadziła kolejny nocny atak dronów Shahed 136/131 na Ukrainę. Według Sił Powietrznych Ukrainy z terytorium Krasnodaru i Krymu wystrzelono 44 drony, z czego 34 zostały zniszczone. Ponadto zestrzelono sześć dronów rozpoznawczych, m.in. w obwodzie kirowohradzkim i jeden nad obwodem dniepropetrowskim. Prokuratura Generalna podała, że siły rosyjskie przeprowadziły o 18:00 ostrzał artyleryjski na dzielnice mieszkalne Chersonia, zabijając trzy kobiety. Wcześniej szef administracji wojskowej Roman Mroczko poinformował, że dwie kobiety i mężczyzna zostali ranni w rosyjskim ataku na Antoniwkę. Według władz regionalnych w rosyjskich atakach na dziewięć obwodów w ciągu ostatnich 24h zginęło sześciu cywilów, a kolejnych 13 zostało rannych. Gubernator Ołeksandr Prokudin podał, że obwód chersoński atakowano 96 razy, wystrzeliwując 671 pocisków z różnej broni. Trzech cywilów zginęło, a sześciu zostało rannych w rosyjskich atakach na wsie Krasnohoriwka i Kurdiumiwka.
Rosja stwierdziła, że odparła atak ukraińskiej grupy dywersyjnej na terenach przygranicznych obwodu biełgorodzkiego.
Według ISW w ostatnich dniach Rosjanie zredukowali tempo swojej lokalnej ograniczonej ofensywy na linii Kupiańsk–Swatowe–Kreminna. Lotnictwo rosyjskie było coraz bardziej aktywne w obwodach charkowskim, ługańskim i chersońskim, a wyraźnie mniej aktywne na terenach zachodniego obwodu zaporoskiego, gdzie siły ukraińskie prowadziły kontrofensywę. Siły ukraińskie kontynuowały ofensywy w pobliżu Bachmutu i w zachodnim obwodzie zaporoskim. Wojska rosyjskie przeprowadziły ataki na linii Kupiańsk–Swatowe–Kreminna, w pobliżu Bachmutu, wzdłuż linii Awdijiwka–Donieck, na granicy obwodu donieckiego i zaporoskiego oraz w zachodnim obwodzie zaporoskim, jednak nie zrobiły żadnych potwierdzonych postępów. Ukraińscy partyzanci w dalszym ciągu zakłócali rosyjską logistykę na okupowanej Ukrainie. Ponadto ukraińscy partyzanci podpalili rosyjski obiekt wojskowy w Jałcie w obwodzie donieckim (21 km na południowy zachód od Mariupola).
Niemiecki Federalny Urząd ds. Karteli zatwierdził spółkę joint venture pomiędzy Rheinmetall a ukraińskim przemysłem obronnym w celu otwarcia zakładu konserwacji pojazdów wojskowych w Kijowie.
Doradca mera Mariupola Petro Andriuszczenko poinformował, że Rosjanie rozpoczęli budowę linii kolejowej, która połączy okupowane tereny Donbasu z Rostowem nad Donem. Andriuszczenko stwierdził, że „te plany wroga to już nie tylko gadanina, ponieważ budują most kolejowy w pobliżu wsi Hranitne w okupowanym obwodzie donieckim. Umożliwi to połączenie istniejącego odcinka linii kolejowej Mariupol–Wołnowacha z liniami wiodącymi do Doniecka, a także rosyjskich miast Rostów nad Donem i Taganrog. (...) W praktyce oznacza to nie tylko rozwiązanie kwestii logistyki wojskowej i cywilnej, ale również znaczące zmniejszenie zależności od [transportów] kolejowych przez Most Krymski”.
W Polsce zakończono śledztwo w sprawie eksplozji rakiety, która 15 listopada 2022 roku spadła na farmę w Przewodowie i pochłonęła życie dwóch osób. Według opinii biegłych i Ministra Sprawiedliwości Zbigniewa Ziobro rakieta należała do armii ukraińskiej. Rakieta miała zostać wystrzelona przez ukraińską obronę przeciwlotniczą, a pocisk był odpalony z przeciwlotniczego zestawu S-300.

### 29 września
SG Ukrainy podał, że prowadzono działania obronne na wschodzie i na południu kraju oraz działania ofensywne w kierunku Melitopola i Bachmutu. Kontynuowano ofensywę w kierunku Melitopola i Bachmutu, powodując straty w sile roboczej i sprzęcie. Rosja atakowała w kierunkach Bachmutu, Awdijiwki, Marjinki, Szachtarska i Zaporoża, gdzie odparto do 44 ataków. W kierunku bachmuckim Rosjanie próbowali bezskutecznie odzyskać pozycje w rejonie Kliszczijiwki. W kierunku awdijiwskim, marjińskim i szachtarskim wojska rosyjskie przeprowadziły ponad 20 ataków w okolicy Tonenke, Marjinki, Nowomychailiwki i Staromajorśkego oraz próbowały odzyskać utracone pozycje na południowy zachód od Awdijiwki. W kierunku zaporoskim Rosjanie próbowali odzyskać utracone pozycje w rejonie Robotyne i Werbowego. W ciągu doby FR przeprowadziła sześć ataków rakietowych, 56 nalotów i 40 ostrzałów na pozycje ukraińskie i obiekty cywilne (odnotowano ofiary wśród cywilów i zniszczoną infrastrukturę). Lotnictwo Ukrainy dokonało 11 nalotów na miejsca koncentracji i dwóch na przeciwlotnicze systemy rakietowe, natomiast artyleria zniszczyła trzy obszary koncentracji, dwa przeciwlotnicze systemy rakietowe, 13 jednostek artylerii, skład amunicji i stację walki radioelektronicznej.
Ok. 4:13 siły rosyjskie przeprowadziły atak rakietowy za pomocą dwóch rakiet Iskander-K na Mikołajów, uderzając w obiekt infrastruktury na obrzeżach miasta. Rakieta Ch-59 trafiła w Chersoń, niszcząc budynek lokalu gastronomicznego, jednak nikt nie odniósł obrażeń. W obwodzie sumskim armia ukraińska zestrzeliła rosyjskiego drona.
Według doniesień ok. 1:00 w nocy rosyjski pocisk S-300 zestrzelił rosyjski myśliwiec Su-35 nad Tokmakiem, zabijając pilota. Gubernator Roman Starowojt podał, że „ukraiński dron zrzucił dwa ładunki wybuchowe na podstację” elektryczną we wsi Biełaja w obwodzie kurskim (jeden z transformatorów zapalił się), odcinając zasilanie do pięciu miejscowości i szpitala. Ministerstwo Obrony Rosji poinformowało, że nad obwodami biełgorodzkim, kurskim i kałuskim zestrzelono kilkanaście dronów. Według doniesień dron SBU zniszczył stację radarową w pobliżu Giry w obwodzie kurskim, ok. 20 km od granicy z Ukrainą.
W opinii ISW siły ukraińskie kontynuowały kontrofensywę w zachodnim obwodzie zaporoskim i w rejonie Bachmutu. Źródła rosyjskie donosiły, że wojska ukraińskie zaatakowały na północ od Robotyne oraz w pobliżu Werbowego i Nowoprokopiwki. Rosyjscy blogerzy wojenni podali, że Ukraińcy bezskutecznie próbowali posunąć się na wschód od linii kolejowej w pobliżu Kliszczijiwki i Kurdiumiwki oraz donosili o ciężkich walkach na linii Kliszczijiwka–Andrijiwka–Kurdiumiwka. Z kolei wojska rosyjskie przeprowadziły ataki na linii Kupiańsk–Swatowe–Kreminna, w pobliżu Bachmutu, wzdłuż linii Awdijiwka–Donieck, na granicy obwodu donieckiego i zaporoskiego oraz zachodnim obwodzie zaporoskim, robiąc postępy na niektórych obszarach.
Według OSW sytuacja pozostawała stabilna, a podejmowane przez obie strony próby przełamania obrony przeciwnika nie przyniosły rezultatu. Areną najcięższych walk były okolice Awdijiwki i Marjinki oraz rejon Robotyne–Werbowe na południe od Orichiwa. Nie potwierdziły się doniesienia o zajęciu przez Rosjan Orichowo-Wasyliwki, jednakże weszli oni do miejscowości i umocnili się w jej wschodniej części. Według rzecznika Wschodniego Zgrupowania Ukrainy Rosjanie przygotowywali się do wznowienia ofensywy na kierunku kupiańsko-łymańskim. Armia rosyjska miała sformować 12 kompanii szturmowych o liczebności 2 tys. żołnierzy, których zadaniem miało być przełamanie ukraińskiej obrony. Wzrosła intensywność ataków rosyjskiego lotnictwa, które przystąpiło do niszczenia ukraińskich przepraw na rzece Oskoł. Ukraińcy kontynuowali koncentrację sił w północnej obwodzie donieckim (głównie na flankach Bachmutu i w trójkącie Łyman–Kreminna–Siewiersk) oraz w prawobrzeżnej części obwodu chersońskiego.
Prezydent Putin podpisał dekret o rozpoczęciu jesiennego poboru do armii rosyjskiej od 1 października. Jesienny pobór potrwa przez cały październik i grudzień tego roku. Ministerstwo Obrony Rosji ogłosiło, że po raz pierwszy od czasu nieuznanej aneksji przez Rosję w 2022 roku podda mieszkańców czterech okupowanych obszarów południowej i wschodniej Ukrainy poborowi do wojska. Ministerstwo poinformowało również, że spodziewa się jesienią zwerbować w całym kraju 130 tys. osób w wieku od 18 do 27 lat. Ponadto prezydent Putin mianował byłego dowódcę Grupy Wagnera i emerytowanego pułkownika Andrieja Troszewa (pseudonim Sedoi) do nadzorowania ochotniczych jednostek bojowych na Ukrainie.
Narodowa Policja Ukrainy znalazła nieujawnioną liczbę rakiet Tor w prywatnym domu w rejonie browarskim w obwodzie kijowskim. Uważano, że rakiety zostały porzucone przez siły rosyjskie po wycofaniu się z tego obszaru wiosną 2022 roku, a każda z nich była warta „ok. 30 milionów hrywien (ok. 811 tys. dolarów)”.

### 30 września
Według SG Ukrainy prowadzono działania obronne na wschodzie i na południu kraju oraz działania ofensywne w kierunku Melitopola i Bachmutu. Kontynuowano ofensywę w kierunku Melitopola i Bachmutu, powodując straty w sile roboczej i sprzęcie. Rosja atakowała w kierunkach Bachmutu, Awdijiwki, Marjinki i Zaporoża, gdzie odparto do 38 ataków. W kierunku bachmuckim siły rosyjskie próbowały odzyskać pozycje w rejonie Kliszczijiwki. W kierunku awdijiwskim i marjińskim Rosjanie próbowali odzyskać utracone pozycje w rejonie Awdijiwki i poprawić pozycję taktyczną w okolicy Nowoseliwki i na wschód od Stepowego oraz przeprowadzili ponad 10 nieudanych ataków w rejonie Marjinki. W kierunku zaporoskim wojska rosyjskie próbowały odzyskać utracone pozycje w rejonie Nowodariwki i Werbowego. W ciągu doby FR przeprowadziła osiem ataków rakietowych, 99 nalotów i 45 ostrzałów na pozycje ukraińskie i obiekty cywilne. Lotnictwo Ukrainy dokonało 17 nalotów na miejsca koncentracji i ośmiu na przeciwlotnicze systemy rakietowe, a artyleria uderzyła w sześć przeciwlotniczych systemów rakietowych, 10 jednostek artylerii i trzy składy amunicji.
Rosja przeprowadziła kolejny atak dronów na Ukrainę. Ukraińskie siły powietrzne poinformowały, że w nocy zniszczono 30 z ok. 40 dronów Shahed 136/131, lecących w kierunku Odessy, Mikołajowa i Winnicy. Gubernator Serhij Borzow powiedział, że obrona przeciwlotnicza zestrzeliła 20 dronów nad środkową Ukrainą, jednak niektóre „przebiły się” przez ukraińską obronę i uderzyły w Kalinówkę w obwodzie winnickim, powodując „potężny ogień” nieokreślonego obiektu infrastruktury. Ministerstwo Obrony Narodowej Rumunii podało również, że radar wykrył „nieupoważnione” wejście w jej przestrzeń powietrzną w kierunku Gałacza. W godzinach nocnych Rosjanie ostrzelali rejon Korabelny w Chersoniu. Pociski trafiły w garaże, zapalając 30 z nich. Doszło też do ostrzału artyleryjskiego przedmieść miasta.
Gubernator Aleksandr Bogomaz stwierdził, że ukraiński atak drona na miejscowość Pogar w obwodzie briańskim spowodował przerwę w dostawie prądu na tym obszarze. Nie zgłoszono żadnych ofiar.
Ukraińska Marynarka Wojenna ogłosiła, że przeprowadzono udaną operację wydostania dwóch operatorów sił powietrznodesantowych, którzy w wyniku odniesionych obrażeń zostali zmuszeni do ukrywania się na terytorium okupowanym przez Rosję przez ponad 1,5 roku (według MW byli ukrywani przez lokalnych mieszkańców). Akcję przeprowadziła jednostka sił specjalnych Marynarki Wojennej „Angels”, a oddział powietrznodesantowy zapewnił ogień osłonowy podczas ewakuacji. Z kolei ukraiński wywiad wojskowy oświadczył, że zwerbowany przez niego w lipcu rosyjski żołnierz uciekł na Ukrainę, po przekonaniu do ucieczki także 11 innych rosyjskich żołnierzy.
W ocenie ISW siły ukraińskie kontynuowały działania kontrofensywne w zachodnim obwodzie zaporoskim i w pobliżu Bachmutu. Wojska rosyjskie przeprowadziły ataki w pobliżu Kupiańska, Kreminnej, Bachmutu, wzdłuż linii Awdijiwka–Donieck, na granicy obwodu donieckiego i zaporoskiego, robiąc niewielkie postępy na niektórych obszarach. Ponadto władze rosyjskie rozpoczęły pobór do wojska obywateli zajętej Ukrainy posiadających rosyjskie paszporty.
Premier Denys Szmyhal poinformował, że Ukraina chce zwiększyć do 1,5 mld dolarów wydatki na uzbrojenie i wyposażenie wojskowe w 2024 roku, aby wzmocnić powstający w kraju przemysł zbrojeniowy. Prezydent Zełenski zorganizował w Kijowie pierwsze „Międzynarodowe Forum Przemysłu Obronnego” dla 250 zachodnich producentów broni z 30 krajów Europy, Ameryki Północnej i Azji w ramach wysiłków na rzecz zwiększenia krajowej produkcji broni i wytwarzania większej liczby zachodniej broni. Ukraińskie Ministerstwo Spraw Zagranicznych oświadczyło, że podczas forum powołano Sojusz Przemysłu Obronnego, do którego przyłączyło się 38 firm z 19 krajów. Minister ds. strategicznych gałęzi przemysłu Ołeksandr Kamyszin powiedział, że na forum podpisano ponad 20 umów i listów intencyjnych pomiędzy Ukrainą a zachodnimi firmami.
Brytyjskie MON podało, że planowany przez rosyjskie Ministerstwo Finansów wzrost wydatków na obronność sugerował, że Rosja przygotowywała się na wiele kolejnych lat walk w Ukrainie. Według ujawnionych dokumentów Ministerstwa Finansów Rosji wydatki na obronność mają wzrosnąć w 2024 roku do ok. 30% całkowitych wydatków publicznych. Ministerstwo zaproponowało budżet obronny w wysokości 10,8 bln rubli, co odpowiadało ok. 6% PKB i stanowiło wzrost o 68% w stosunku do 2023 roku.